# Histoire de la tour Eiffel
 (janvier 2014).
Si vous disposez d'ouvrages ou d'articles de référence ou si vous connaissez des sites web de qualité traitant du thème abordé ici, merci de compléter l'article en donnant les références utiles à sa vérifiabilité et en les liant à la section « Notes et références ».
 (mars 2017).
 (janvier 2022).
La mise en forme du texte ne suit pas les recommandations de Wikipédia : il faut le « wikifier ».
Les points d'amélioration suivants sont les cas les plus fréquents. Le détail des points à revoir est peut-être précisé sur la page de discussion.
- Les titres sont pré-formatés par le logiciel. Ils ne sont ni en capitales, ni en gras.
- Le texte ne doit pas être écrit en capitales (les noms de famille non plus), ni en gras, ni en italique, ni en « petit »…
- Le gras n'est utilisé que pour surligner le titre de l'article dans l'introduction, une seule fois.
- L'italique est rarement utilisé : mots en langue étrangère, titres d'œuvres, noms de bateaux, etc.
- Les citations ne sont pas en italique mais en corps de texte normal. Elles sont entourées par des guillemets français : « et ».
- Les listes à puces sont à éviter, des paragraphes rédigés étant largement préférés. Les tableaux sont à réserver à la présentation de données structurées (résultats, etc.).
- Les appels de note de bas de page (petits chiffres en exposant, introduits par l'outil «  Source ») sont à placer entre la fin de phrase et le point final[comme ça].
- Les liens internes (vers d'autres articles de Wikipédia) sont à choisir avec parcimonie. Créez des liens vers des articles approfondissant le sujet. Les termes génériques sans rapport avec le sujet sont à éviter, ainsi que les répétitions de liens vers un même terme.
- Les liens externes sont à placer uniquement dans une section « Liens externes », à la fin de l'article. Ces liens sont à choisir avec parcimonie suivant les règles définies. Si un lien sert de source à l'article, son insertion dans le texte est à faire par les notes de bas de page.
- La présentation des références doit suivre les conventions bibliographiques. Il est recommandé d'utiliser les modèles {{Ouvrage}}, {{Chapitre}}, {{Article}}, {{Lien web}} et/ou {{Bibliographie}}. Le mode d'édition visuel peut mettre en forme automatiquement les références.
- Insérer une infobox (cadre d'informations à droite) n'est pas obligatoire pour parachever la mise en page.

Pour une aide détaillée, merci de consulter Aide:Wikification.
Si vous pensez que ces points ont été résolus, vous pouvez retirer ce bandeau et améliorer la mise en forme d'un autre article.
L'histoire de la tour Eiffel relate les origines et la construction de la tour Eiffel.

## Périodes de conception et de construction de la tour Eiffel (avant le 31 mars 1889)

### Le projet d'une tour de trois cents mètres
La tour Eiffel a été construite le 28 janvier 1887 pour l'exposition universelle de Paris de 1889 pour démontrer la puissance industrielle de la France. Elle ne devait rester que 20 ans. Finalement, elle est restée et est devenue le symbole permanent de Paris et de la France.

#### Le contexte historique de la tour Eiffel

##### L'émergence de l'industrie métallurgique permet d'allier la technique à l'art

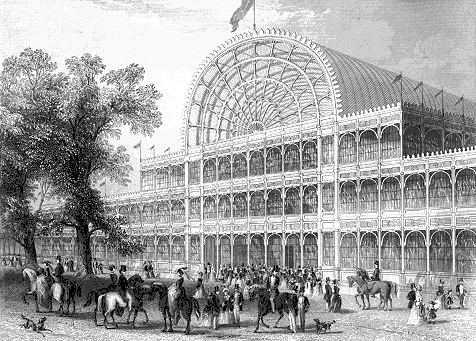
La façade originale du Crystal Palace en 1851 (situé à Hyde Park, Londres), construit pour l'Exposition universelle qui se tenait cette année-là en Angleterre.
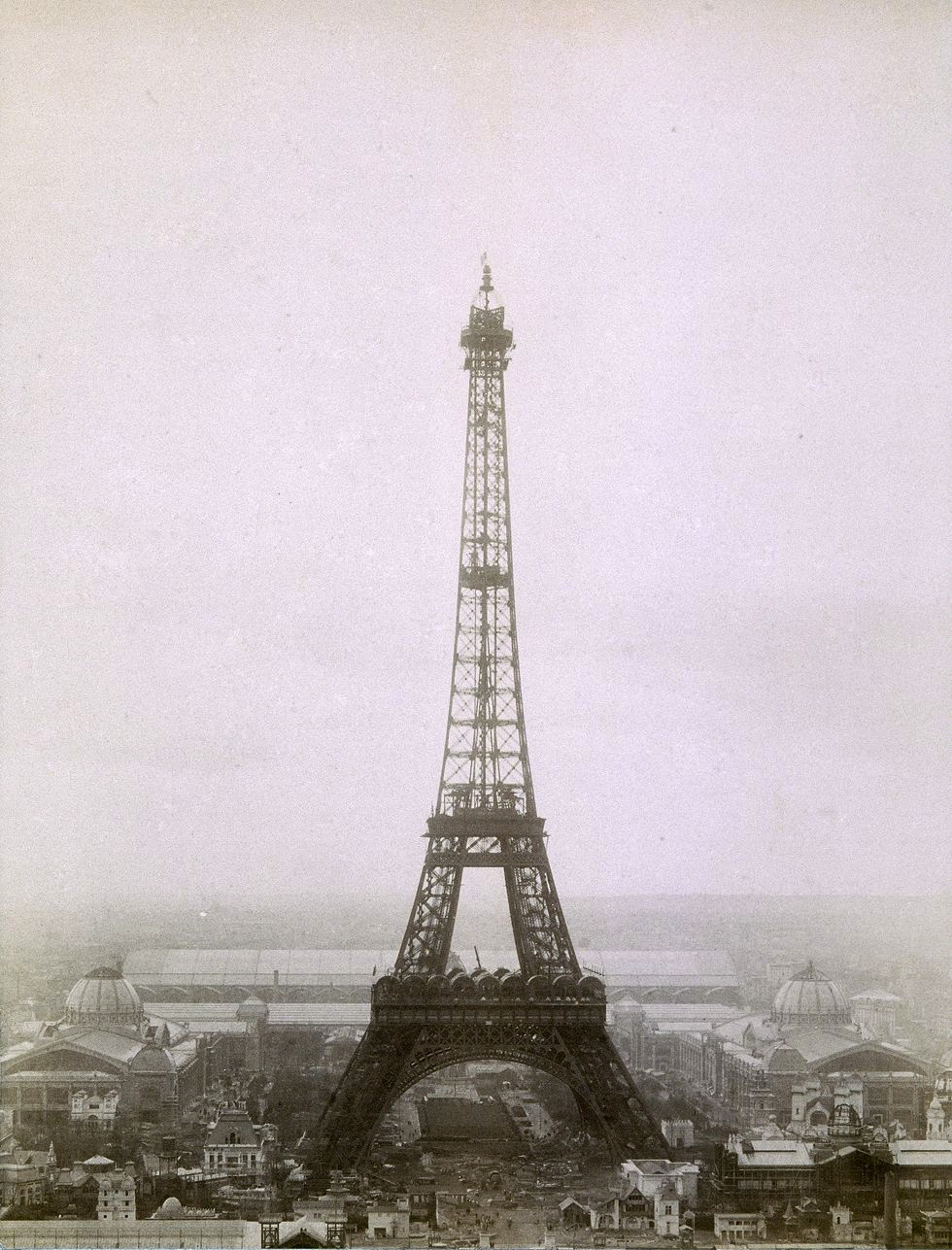
Vue générale de l'ouvrage achevé.
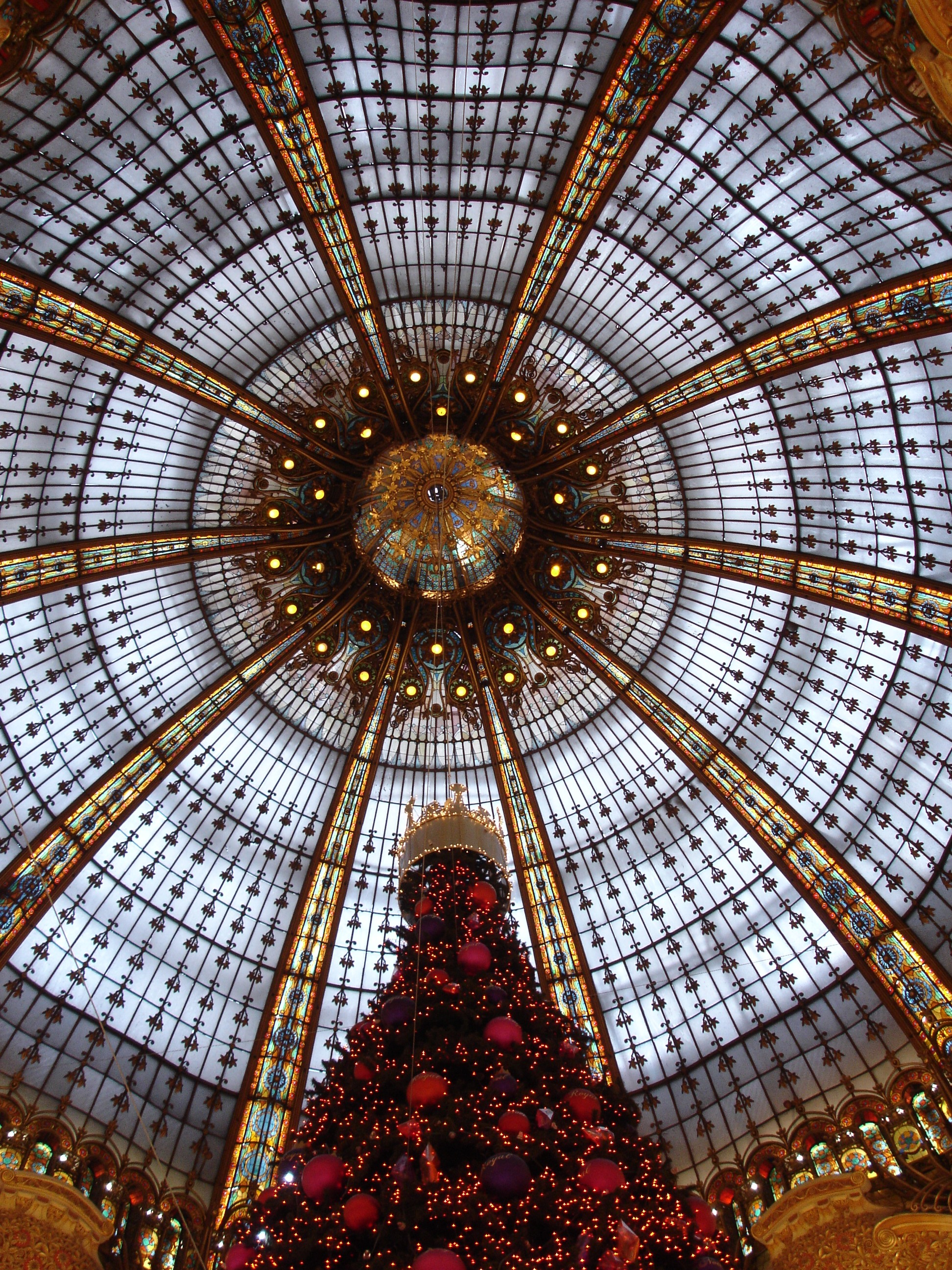
Détail de l'architecture de la coupole des Galeries Lafayette situées boulevard Haussmann à Paris.
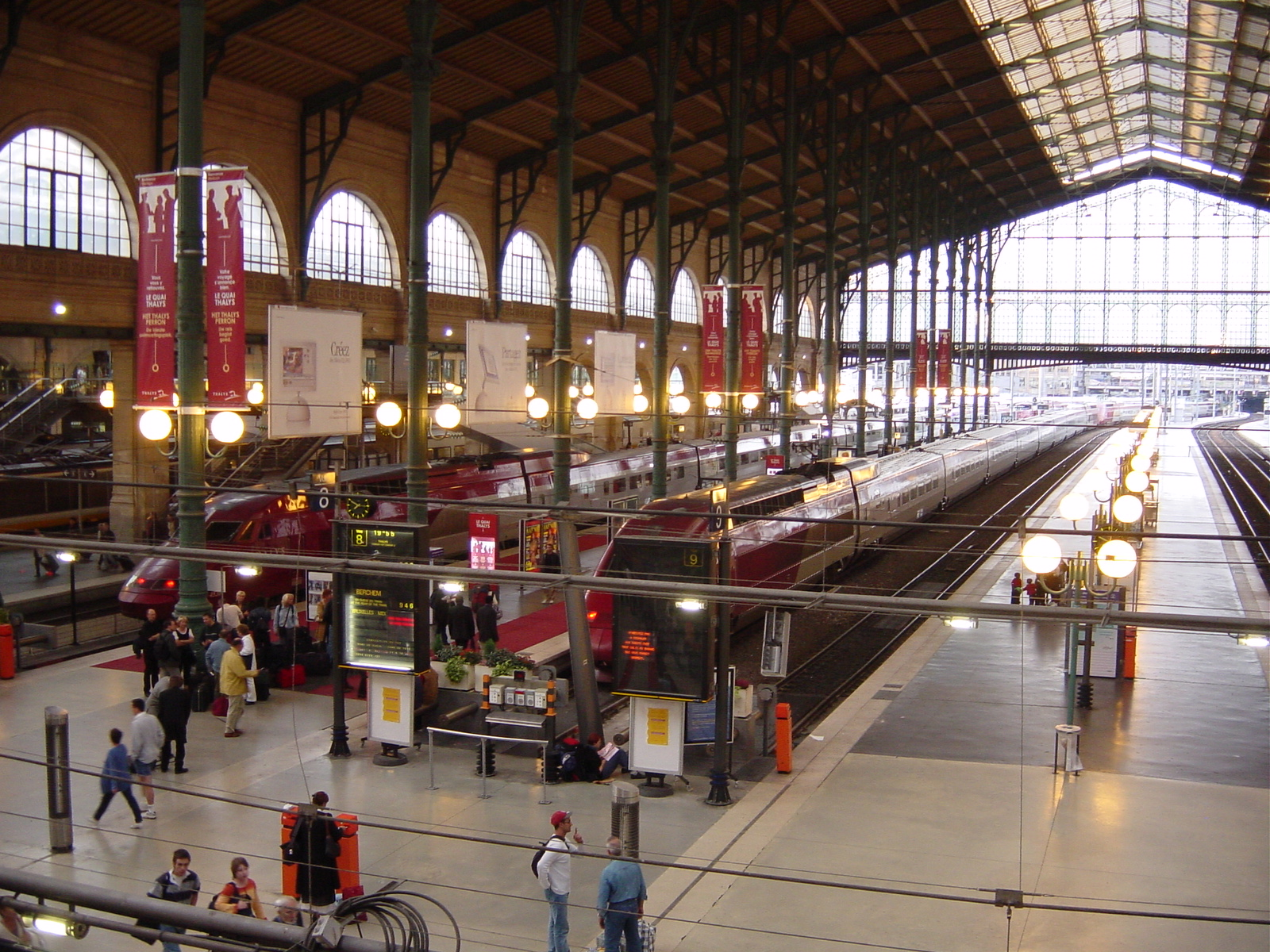
Vue de la charpente métallique de la gare du Nord, à Paris.

La première moitié du XIXe siècle est caractérisée par la révolution industrielle qui, pour beaucoup, doit à l'essor de la métallurgie. La révolution industrielle engendre un bouleversement économique, certes, mais sans doute est-elle avant tout une révolution des matériaux. Dans un premier temps, les ouvrages réalisés en métal le seront surtout avec une visée purement d'ordre pratique (des ponts notamment), mais dès que les techniques seront maîtrisées, les ingénieurs se transformeront en architectes, voire en artistes.
En 1779, le premier pont en fonte est construit à Coalbrookdale dans le Shropshire. Ce type de pont se développe ensuite dans toute l'Angleterre, et ce n'est qu'en 1803 que l'on en retrouvera une inspiration identique en France, lorsque est jeté sur la Seine, le pont des Arts, face à l'Académie des sciences.
À partir de 1845, le fer laminé remplace petit à petit la fonte grâce à ses nombreux atouts supplémentaires : plasticité, incombustibilité et résistance. Mais avant toutes choses, le fer laminé s'avère plus économique à produire que la fonte. Ce sont d'abord des ponts qui sont construits avec ce nouveau matériau, notamment du fait de l'extension rapide du réseau ferré, avant que la méthode ne soit appliquée à d'autres types de bâtiments. En Angleterre, le premier exemple marquant est le Crystal Palace, construit pour l'Exposition universelle de 1851. En France, et uniquement en considérant le domaine architectural, le fer sera ouvertement montré pour les premières fois : en 1848 avec la structure de la bibliothèque Sainte-Geneviève construite par Henri Labrouste, puis de manière encore plus démonstrative avec les Halles de Paris édifiées en 1853 par Victor Baltard et Félix Callet. À la suite de cela, dans un contexte d'industrialisation rapide, de nombreux autres bâtiments seront construits de cette manière : gares, marchés, usines, grands magasins, verrières, pavillons d'exposition, kiosques…
L'architecture du fer séduit les ingénieurs pour la robustesse naturelle du matériau, mais aussi parce qu'il insuffle une certaine légèreté aux constructions et autorise la création de bâtiments plus aériens, plus modernes, plus résistants, plus esthétiques. Les ingénieurs peuvent enfin faire preuve d'audace architecturale et libérer leurs envies artistiques.
À partir des années 1870, les spécificités du fer et son comportement sont mieux connus, ce qui en permet une utilisation courante dans les ouvrages d'art et les bâtiments publics. Le fer permet de construire des ensembles spacieux et fonctionnels. Il est utilisé dans la plupart des grands projets de l'époque (à Paris, par exemple, on le retrouvera utilisé pour les Galeries Lafayette, situées boulevard Haussmann, ou encore la gare du Nord).
Le fer devient alors la source de houleux débats entre ingénieurs et architectes, la place de chacun n'étant plus aussi clairement définie qu'auparavant. Gustave Eiffel sera de ceux qui ont su allier les métiers d'ingénieur avec celui d'architecte, en tirant profit des atouts nouveaux proférés par le fer.

##### La réputation de l'ingénieur Gustave Eiffel et de ses équipes

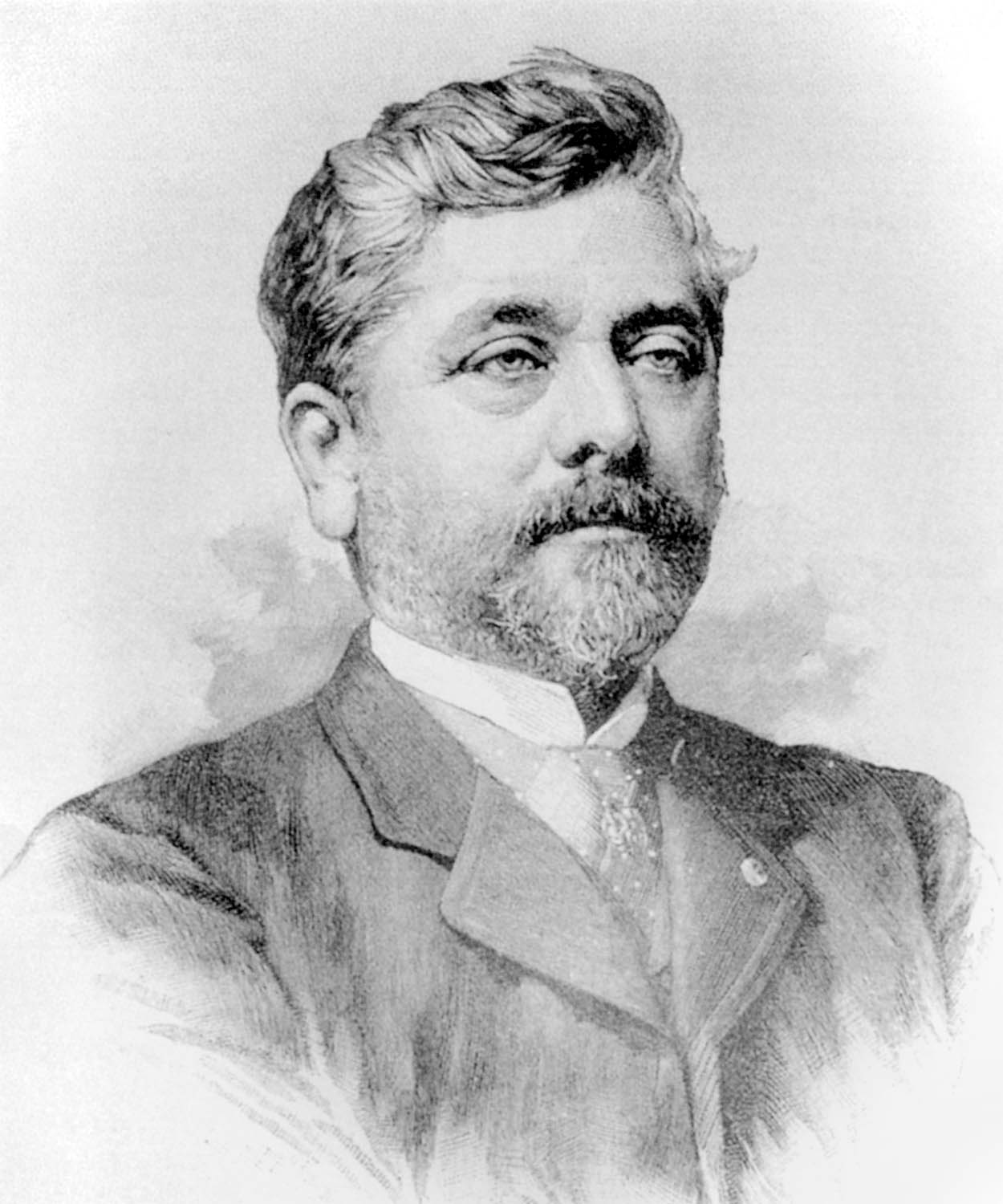
Gustave Eiffel Ingénieur-Architecte-Entrepreneur Né le 15 décembre 1832 à Dijon Mort le 27 décembre 1923 à Paris.
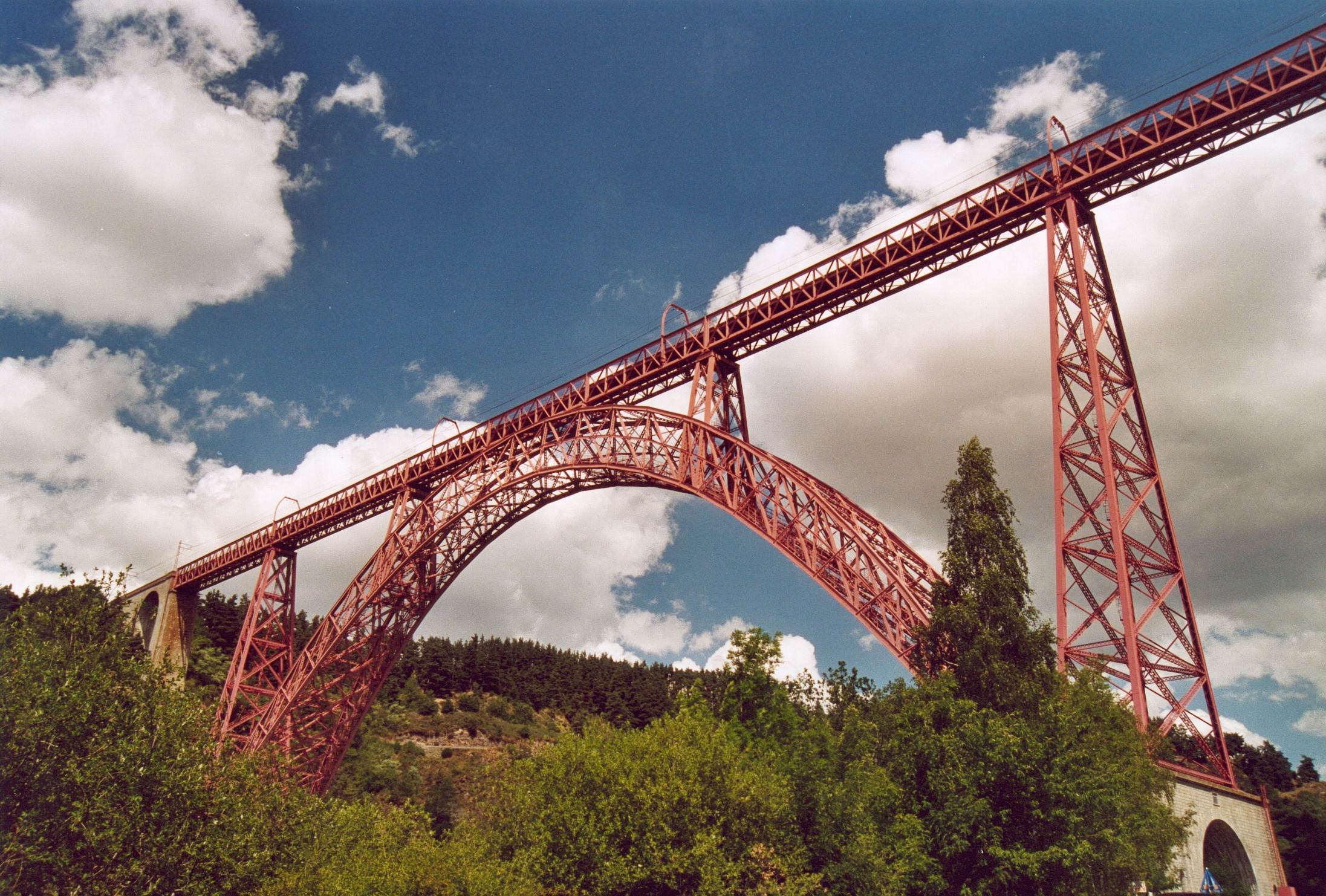
Le viaduc de Garabit.
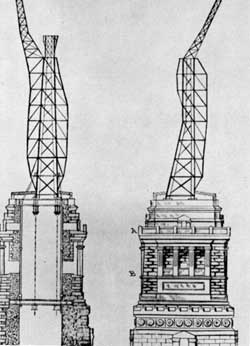
Structure métallique interne de la statue de la Liberté.
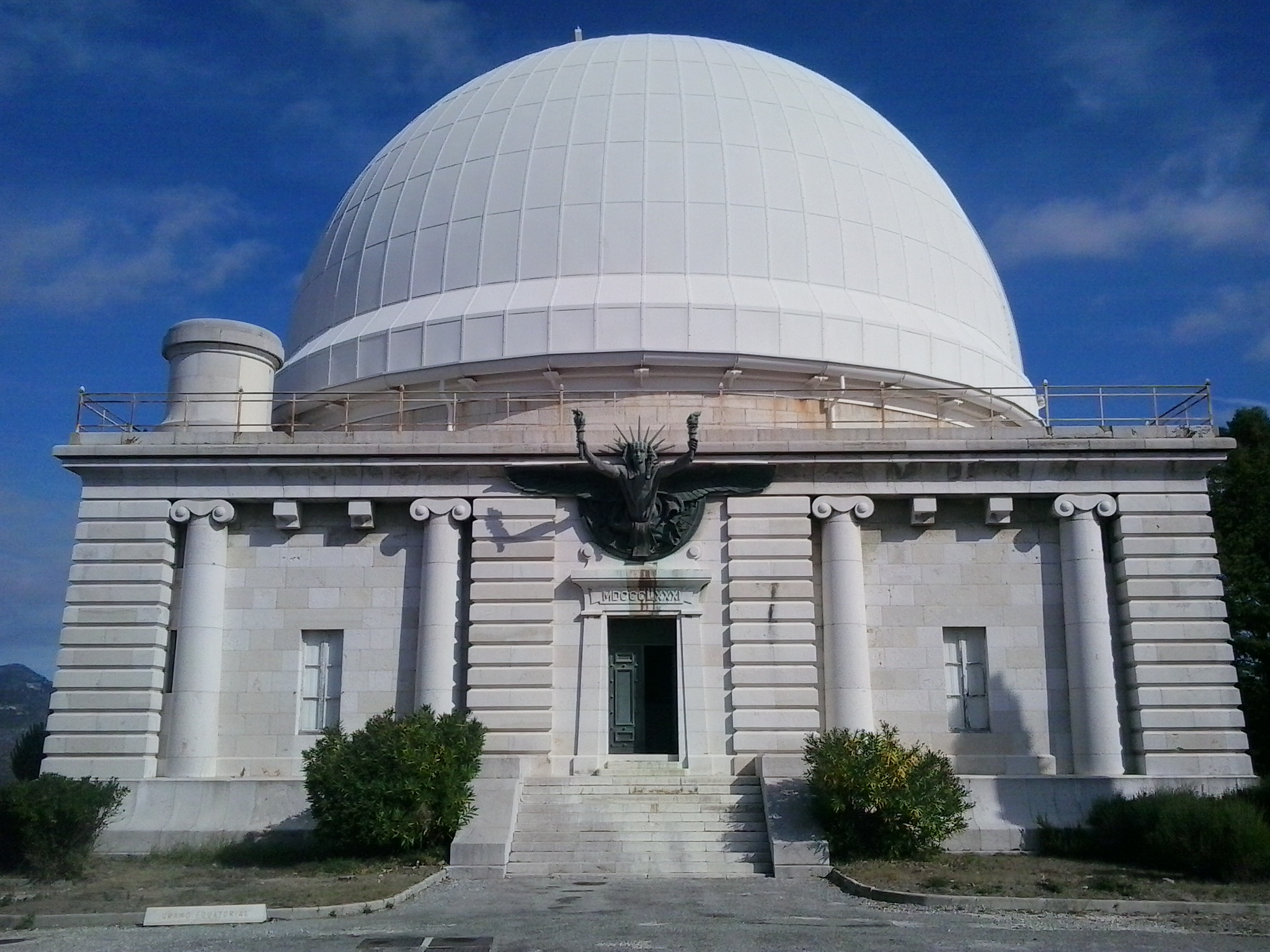
La coupole de l'Observatoire de Nice.

Né à Dijon en 1832, Gustave Eiffel sort treizième de la promotion 1855 de l'École centrale des arts et manufactures qu'il avait intégrée quelque temps plus tôt. Sous l'influence de son oncle Jean-Baptiste Mollerat, il choisit d'y suivre les cours de la spécialité « chimie », mais victime de brouilles familiales, il ne reprendra jamais l'exploitation prospère de houille de celui-ci.
Une fois son diplôme obtenu, c'est aux établissements parisiens Nepveu qu'il commencera sa carrière professionnelle. L'ingénieur apprend vite, et dès 1858, il se voit confier la responsabilité d'un chantier important, celui de la direction des travaux de la passerelle Eiffel à Bordeaux. Se finissant par un succès, cette aventure lui donne l'envie de se mettre à son propre compte, ce qu'il fera effectivement en 1867.
Il installe alors ses ateliers à Levallois-Perret, en banlieue parisienne. Les réalisations des établissements Eiffel seront diverses et variées : des viaducs (Garabit en 1884 ou sur le Douro, au Portugal en 1877), des ponts, des charpentes ou structures métalliques (comme la coupole de l'observatoire de Nice en 1884 ou la structure interne de la statue de la Liberté en 1886), voire des bâtiments entiers, comme la gare de l'Ouest à Budapest, en Hongrie, ouverte en 1877.
Au début des années 1880, les entreprises Eiffel sont placées au cinquième ou sixième rang des constructeurs français, grâce à leurs capacités d'organisation, d'invention dans les procédés de montage et grâce à leurs précisions dans la fabrication et l'assemblage des pièces.
En 1884, lorsque le projet d'une tour de trois cents mètres sera évoqué pour la première fois, la réputation de Gustave Eiffel est donc déjà bien établie et elle est de dimension nationale, voire internationale. Bien qu'âgé de 52 ans à cette époque, après avoir été dubitatif, c'est finalement avec une excitation de jeune homme qu'il s'emparera du projet et le défendra envers et contre tous. Même si elle n'est pas née de son imagination, il lui donnera son nom et surtout la défendra jusqu'à ses derniers jours, même une fois qu'il se sera retiré des affaires, en 1893. C'est que l'entrepreneur avait bien senti qu'il avait affaire là à l'œuvre de sa vie et qu'elle serait marquante.

##### L'importance des expositions universelles, catalyseurs des avancées techniques

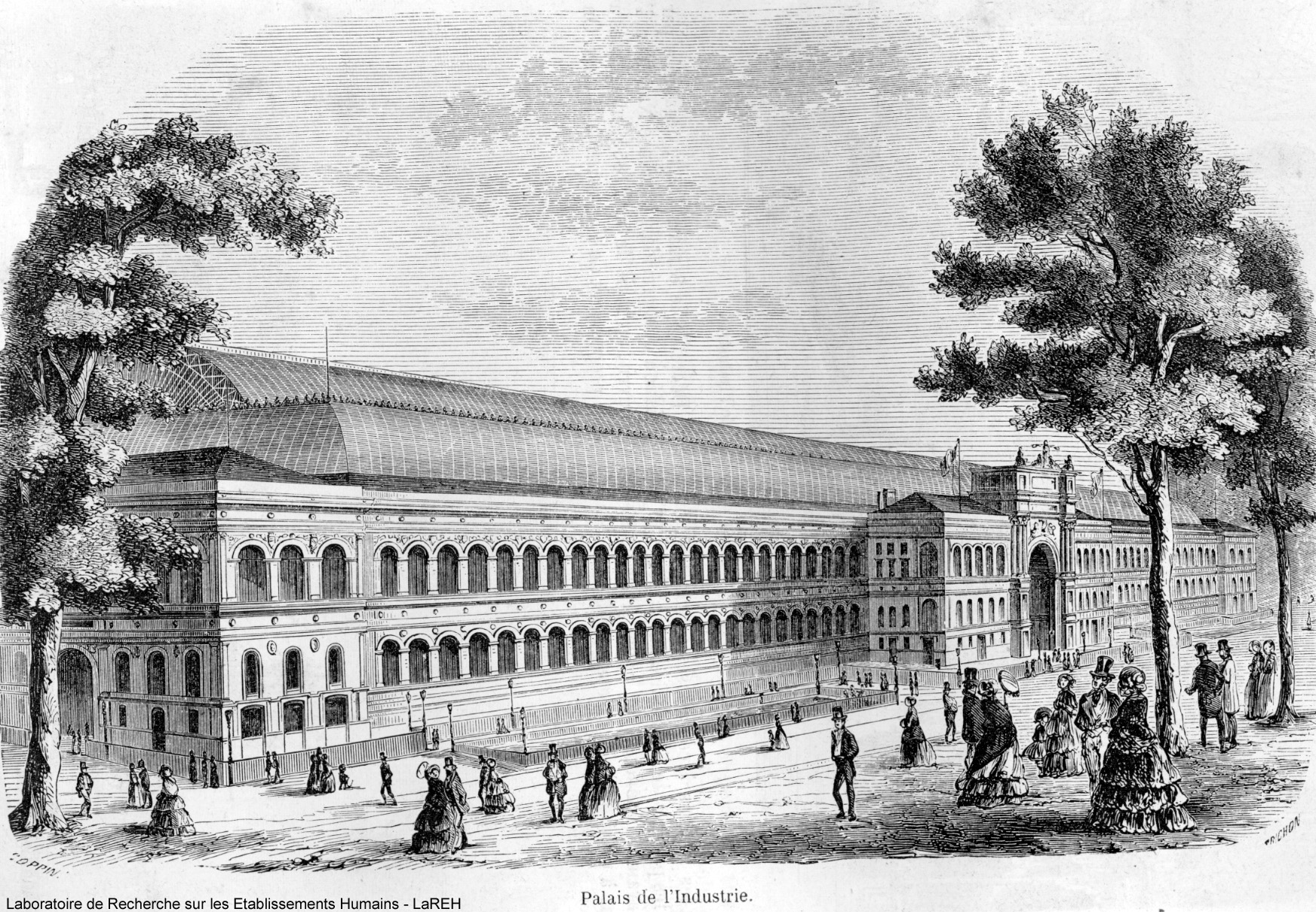
Le palais de l'Industrie construit par Alexis Barrault pour l'Exposition universelle de Paris de 1855.
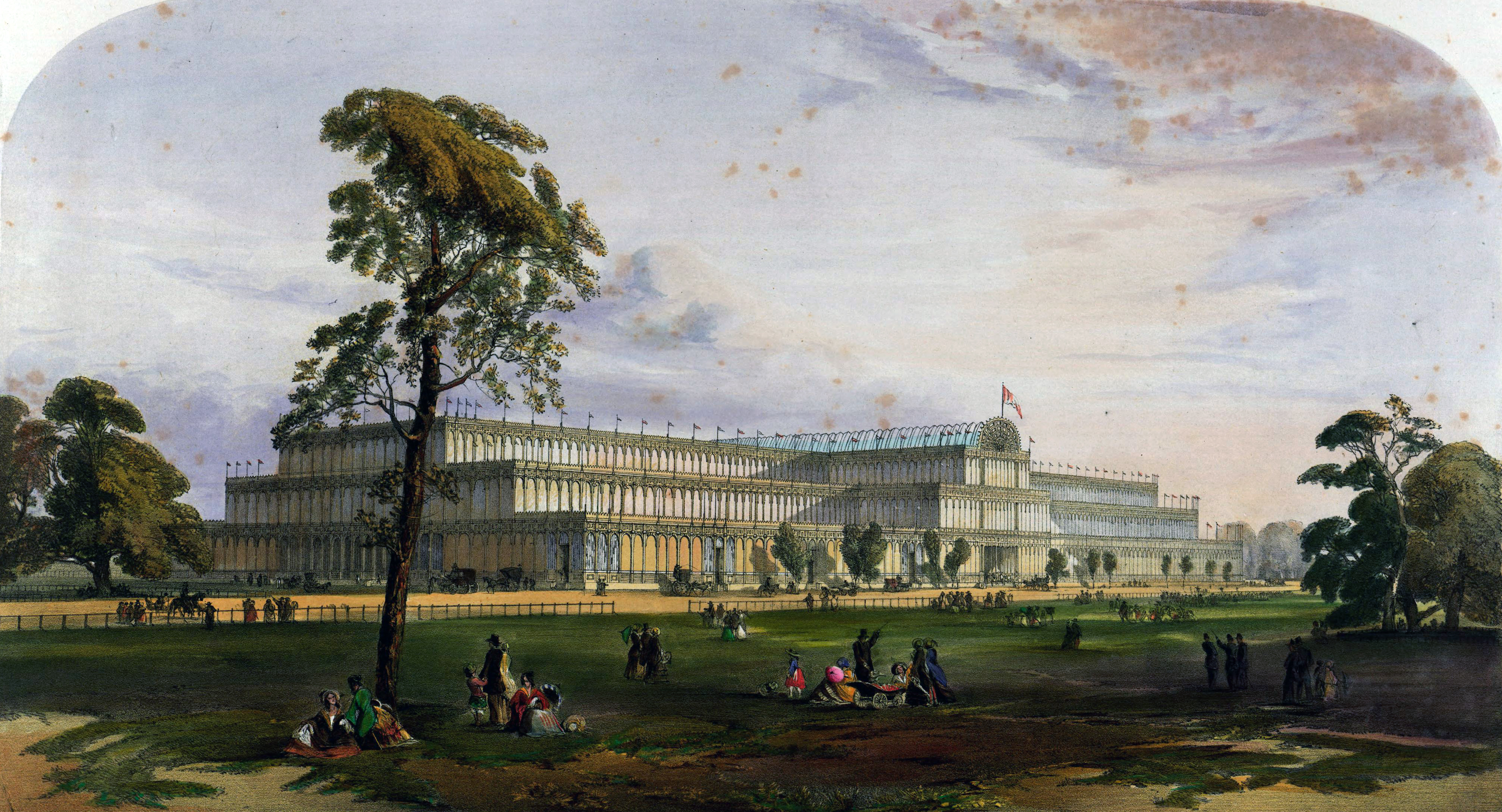
Exposition universelle à Hyde Park, à Londres, en 1851 (vue du Crystal palace).
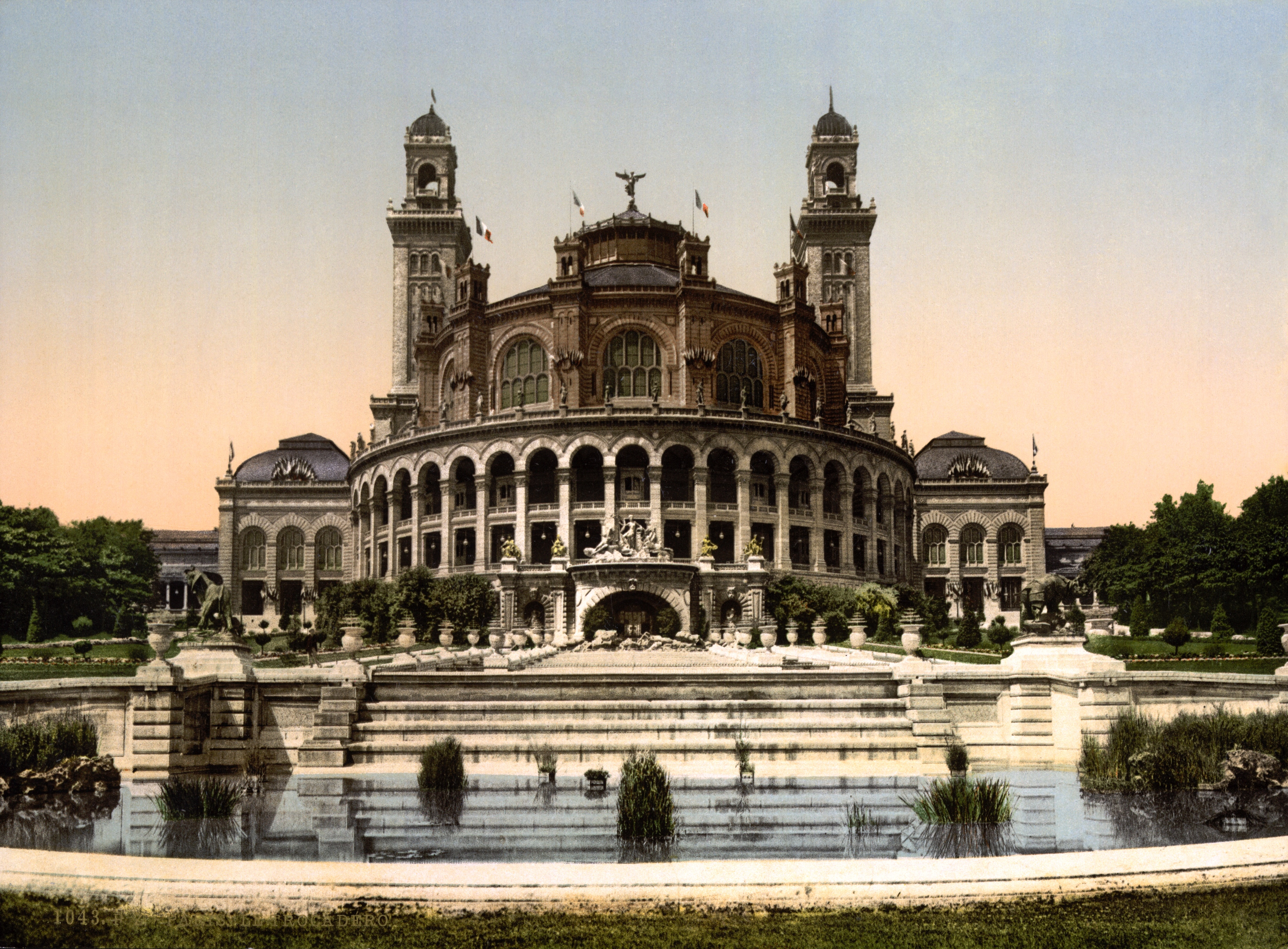
Exposition universelle de 1900 à Paris (vue du palais du Trocadéro).
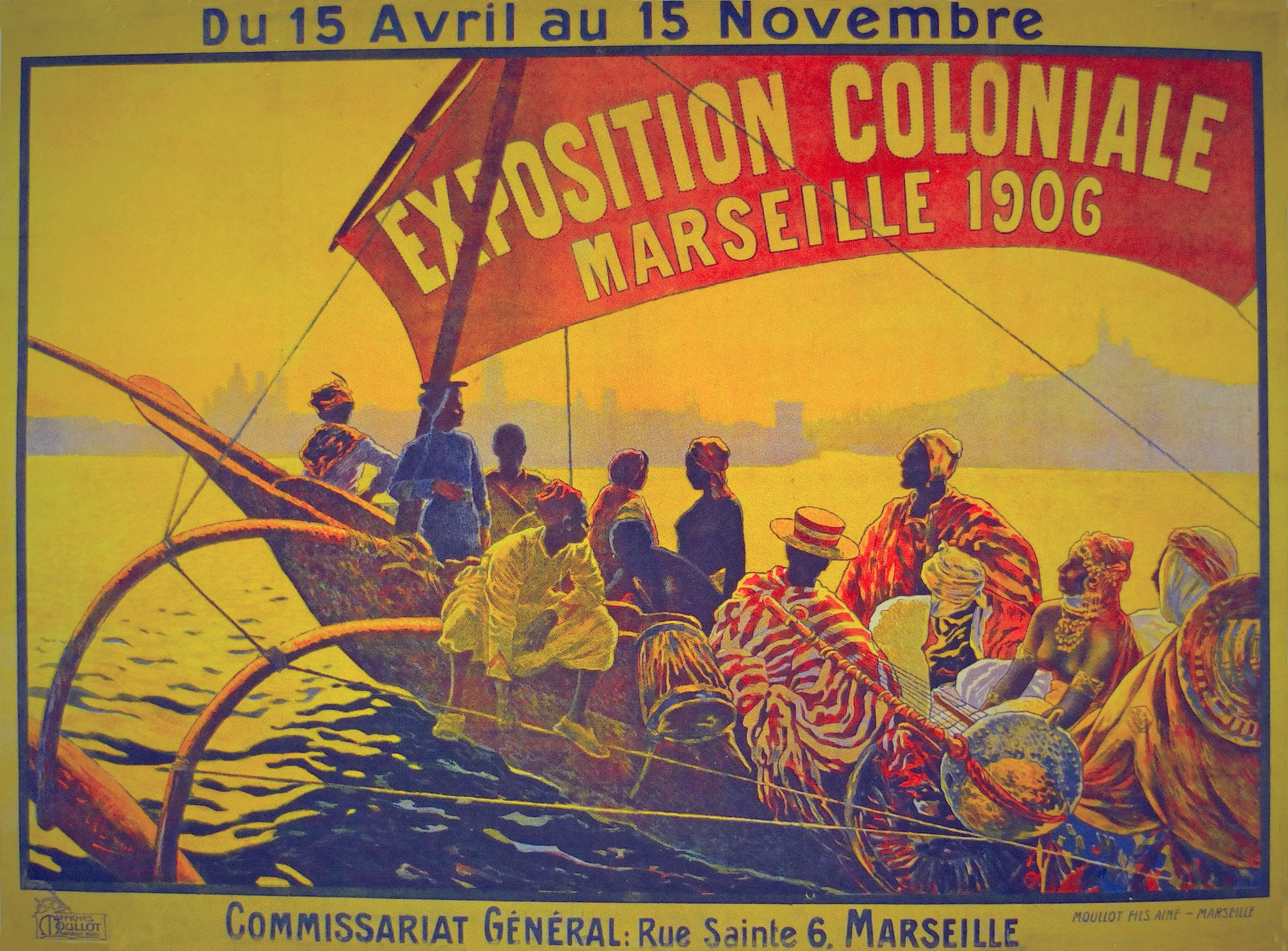
Affiche de l'Exposition coloniale de Marseille en 1906.

En 1756, se tient à Londres, la toute première exposition d'ampleur internationale[réf. nécessaire]. Les expositions universelles, à thème général ou plus spécialisé vont ensuite se tenir à un rythme soutenu dans les pays les plus industrialisés de la planète. Elles serviront avant tout de vitrine, le but étant de démontrer au monde entier son savoir-faire industriel ou artistique. Pour ce faire, les pays organisateurs vont tendre vers la surenchère et exalter leurs vertus nationales.
En 1851, l'Exposition de Londres se montera autour de l'immense Crystal Palace, bâtiment spacieux mêlant le fer et le verre, censé démontrer par ses proportions, sa rapidité de montage et son architecture, le triomphe des méthodes modernes d'industrialisation et de préfabrication des bâtiments, mais aussi et avant tout, la suprématie économique de la Grande-Bretagne au milieu du XIXe siècle.
Dans la même lignée, les galeries où sont exposées les « machines », seront plus d'une fois le clou d'expositions universelles.
En 1855, à Paris, l'ingénieur Alexis Barrault répond au défi britannique du Crystal Palace en réalisant le Palais de l'Industrie, doté d'une structure en fonte et d'une couverture vitrée de vastes dimensions.
En 1867, l'Exposition se tient pour la première fois sur le Champ-de-Mars, et célèbre l'apogée du Second Empire.
L'exposition de 1878, avec le Palais du Trocadéro, le Palais du Champ-de-Mars et ses halles des machines, marque le relèvement de la France après la défaite de 1870.
En 1875, le vote de l'amendement Wallon instaure un régime démocratique, mais particulièrement instable au niveau politique. L'époque voit apparaître de grandes figures politiques, dont Jules Grévy, Léon Gambetta et Jules Ferry, mais les ministères opportunistes ne cessent de se succéder, sans réelle continuité d'action.
Au début des années 1880, l'idée de la tenue d'une nouvelle exposition universelle en France a pour but de relancer l'économie en réalisant de grands travaux, de fédérer les citoyens autour d'un consensus politique, de faire rayonner l'image de la France à l'étranger, en lui redonnant son rang parmi les grandes puissances et finalement, consacrer la Troisième République naissante.

##### Le rêve ancien d'une tour de grande hauteur: de Babel à Eiffel

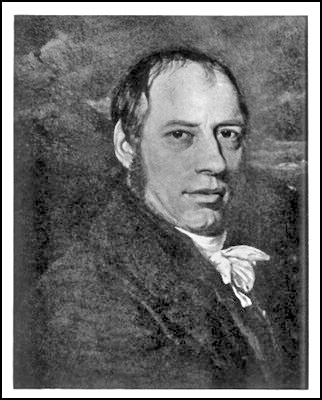
Richard Trevithick, expert britannique des machines à vapeur, propose dès 1833 un projet de colonne en fonte ajourée, haute de 1000 pieds (≈300 mètres).

Au début et au milieu du XIXe siècle, la course à la hauteur ne concerne pas les bâtiments civils, mais reste l'apanage des édifices religieux. Par exemple, en 1837, la cathédrale Notre-Dame de Rouen se voit coiffée d'une flèche en fonte de 40 mètres de hauteur, terminée en 1876, ce qui lui permettra de revendiquer le titre de plus haut bâtiment du monde de 1876 à 1880 avec 151 mètres.
Les rapides progrès industriels permettent cependant aux ingénieurs d'imaginer la transgression de ce qui est encore à l'époque un privilège du domaine sacré. Selon Eugène-Melchior de Vogüé, édifier une tour de grande hauteur est un rêve et un défi qui « remuait obscurément depuis quelques années dans le cerveau des ingénieurs ».
Or la maîtrise de la technique du fer permettra d'envisager sérieusement cette possibilité de tour de grande hauteur.
Sans attendre les années 1880, où la tour Eiffel passera de l'état d'utopie à celui de réalité, l'anglais Richard Trevithick avait déjà envisagé un tel projet dès 1833. Il proposait alors de construire une colonne en fonte ajourée, haute de 1 000 pieds (304,80 mètres), mesurant 30 mètres à la base et 3,60 mètres au sommet. À cette fin, il cherchera même à lancer une souscription, mais il meurt deux mois après la présentation de son projet qui, de fait, ne verra jamais le jour. Bien qu'il soit difficile de savoir si son projet était techniquement viable et réalisable, il est le premier à imaginer qu'on puisse utiliser les capacités du métal pour édifier une tour élevée, ce en quoi il est le précurseur indirect de la tour Eiffel, qui verra le jour 56 ans plus tard.
En 1853, James Bogardus, spécialiste américain des immeubles en fonte, imagine de surplomber le palais de l'Exposition qui se tient cette année-là à New York (Exhibition of the Industry of All Nations).
Mais le projet le plus réaliste et proche d'aboutir est celui des ingénieurs américains Clarke et Reeves qui imaginent, pour l'Exposition universelle de Philadelphie en 1876, une tour de 300 mètres. Ils présentent leur projet ambitieux dans ces termes : « La plus ancienne des vieilles nations forma des briques et fit du mortier, construisant une tour commémorative de son existence. Nous, la plus jeune des nations modernes, nous allons élever une tour, pour célébrer l'échéance du premier siècle de notre vie nationale. À côté de son prototype Babel, [...] notre gracieuse colonne en métal, qui élèvera son sommet à 1 000 pieds de haut, formera un contraste frappant et mettra en relief les progrès de la science et de l'art à travers les âges. »
En réalité, il s'agit d'un pylône cylindrique de 9 mètres de diamètre maintenu par des haubans métalliques, ancrés sur une base circulaire de 45 mètres de diamètre. Faute de crédits, le projet ne verra jamais le jour, mais étant techniquement réalisable, ou tout du moins, réaliste, il sera publié en France dans la revue La Nature (no 42, 21 mars 1874).

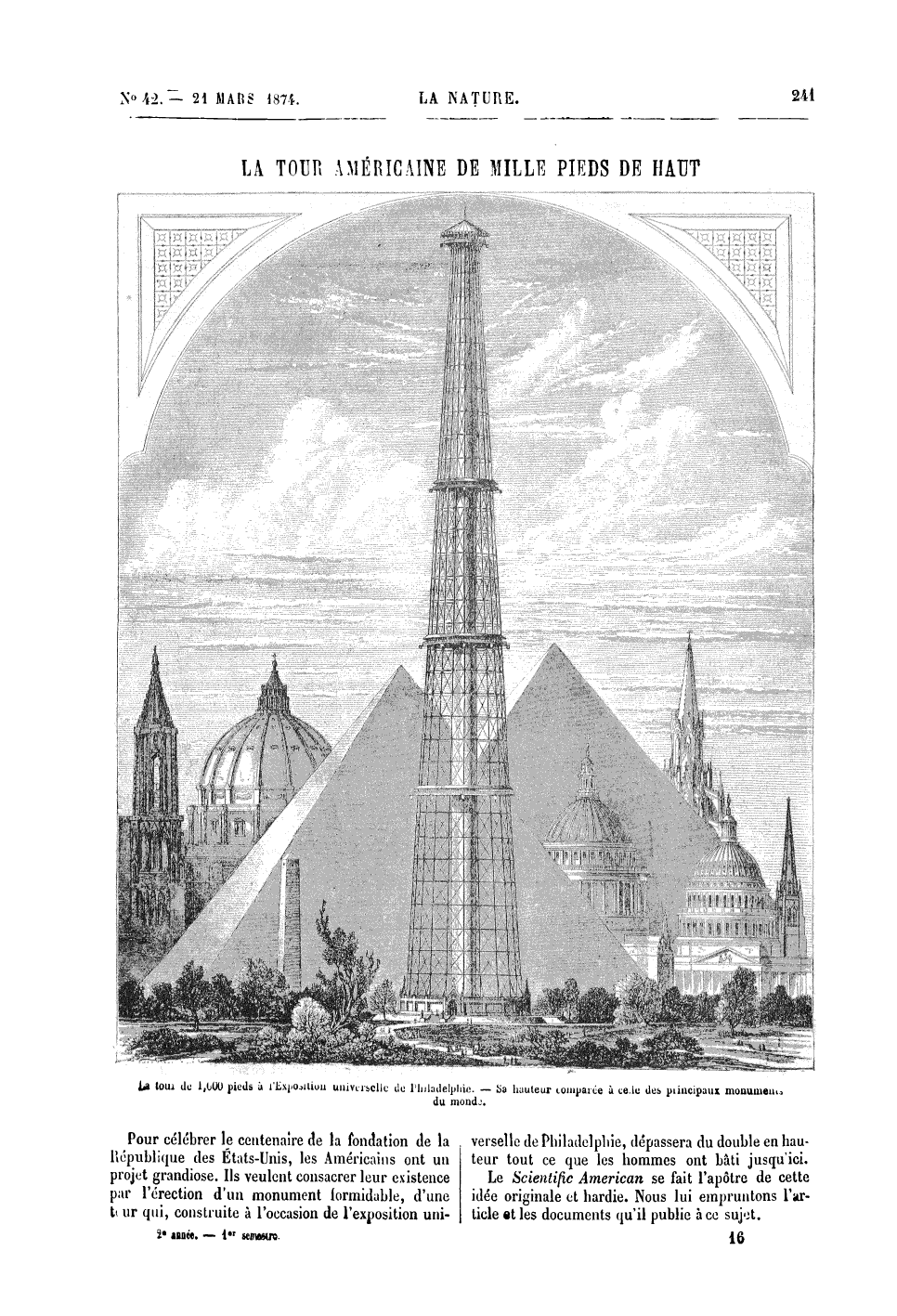
Projet de tour de Clarke et Reeves.
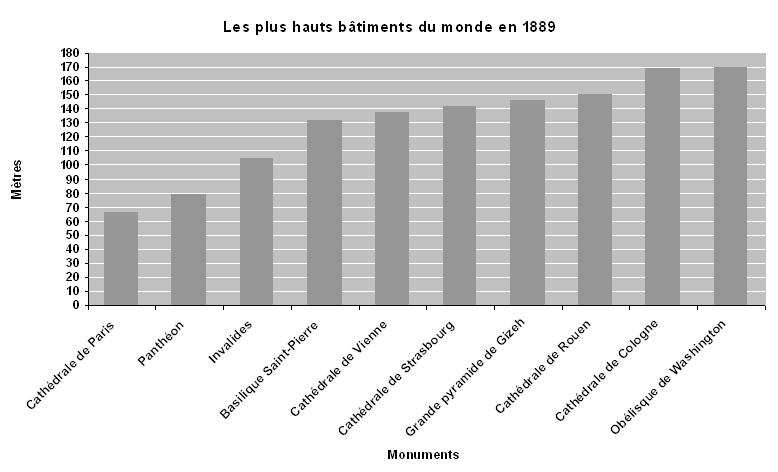
Les plus hautes construction du monde en 1889.

C'est encore une fois d'Amérique que l'ingénieur Sébillot puisera l'idée d'une « tour-soleil » en fer qui éclairerait Paris. Pour ce faire, il s'associe avec l'architecte Jules Bourdais, celui qui fut à l'origine du palais du Trocadéro pour l'Exposition universelle de 1878. Ensemble, ils concevront un projet de « tour-phare » en granit, haute de 300 mètres. Il était prévu un soubassement sur lequel venaient s'ajouter cinq étages entourés de galeries et une lanterne métallique, à l'image d'un phare géant. Mais il est fort probable que ce projet n'aurait jamais pu être réalisé, le granit ne supportant pas de forts vents et l'expérience montrant qu'un tel monument ne saurait être élevé à une telle hauteur s'il est uniquement en granit. L'exemple de l'obélisque de Washington le montre bien : commencé en 1848, il était prévu qu'il atteigne 180 mètres de hauteur, mais après 37 ans de travaux, il sera inauguré le 20 février 1885 avec 169 mètres seulement, principalement à cause de sa maçonnerie en pierre.
Pour que le rêve d'une tour de grande hauteur prenne forme, il faut prendre en compte, avant toute chose, la résistance des matériaux, avant même d'aborder l'aspect esthétique de l'édifice, ce que comprendront parfaitement Gustave Eiffel et son équipe d'ingénieurs, grâce aux expériences passées des ateliers Eiffel.

La tour de Babel vue par Pieter Brueghel l'Ancien au XVIe siècle (1563).
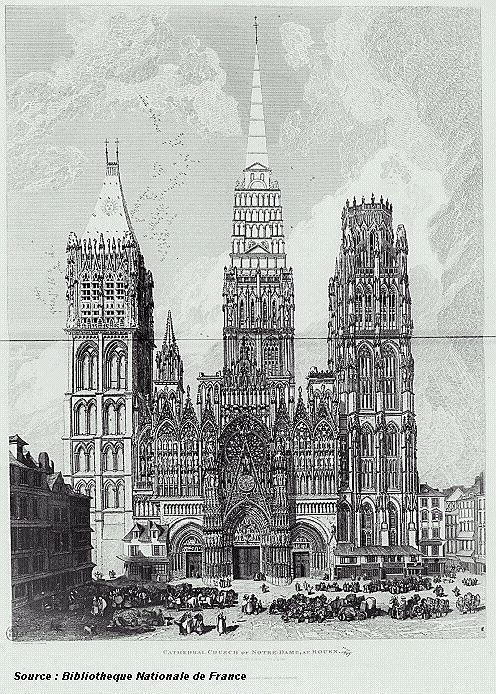
La cathédrale Notre-Dame de Rouen, gravure de 1822, avant la construction de la flèche de fonte culminant à 151 m. en 1876.
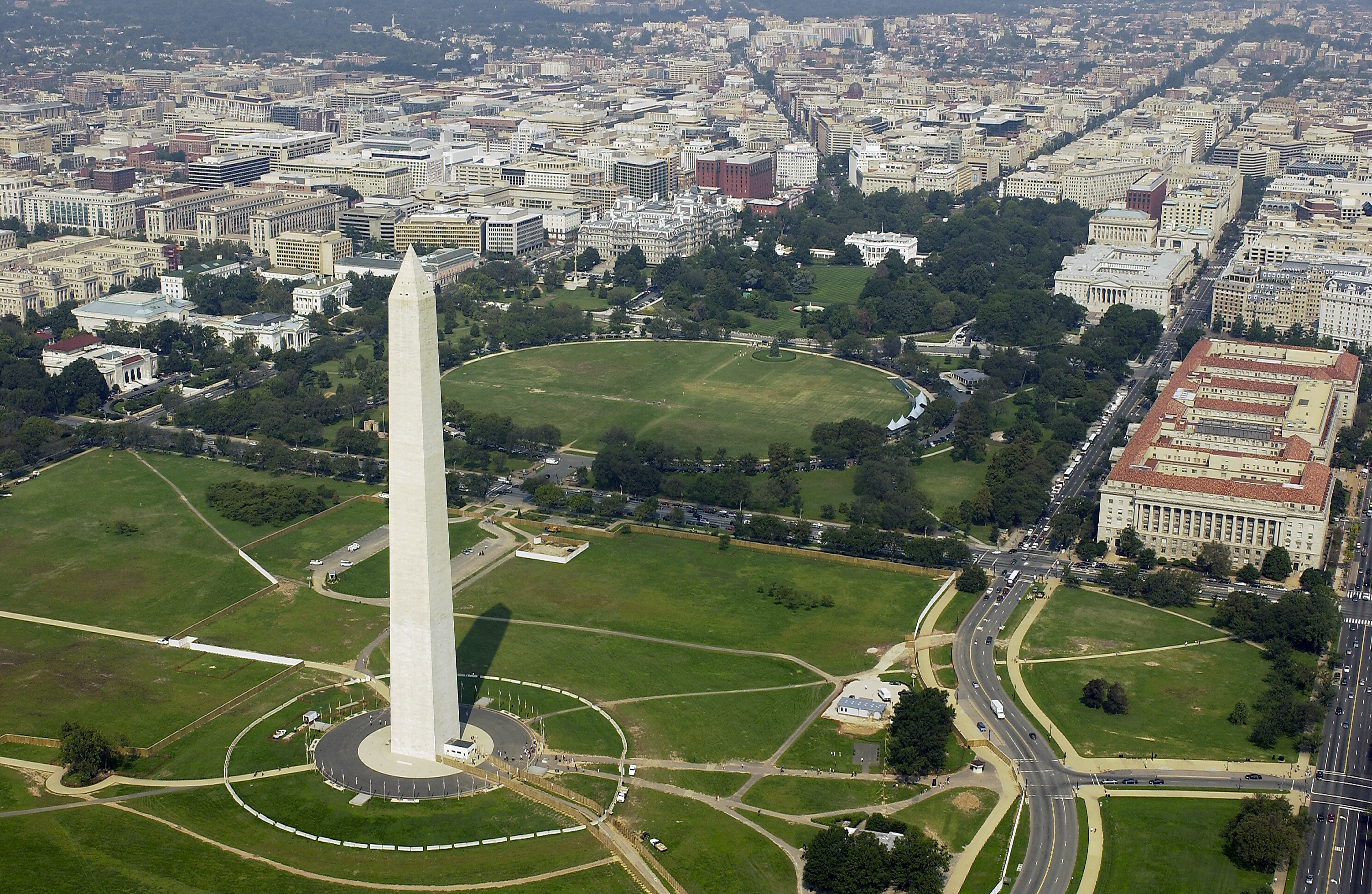
L'obélisque de Washington qui ne sera jamais élevé à la hauteur initialement prévue.

#### L'idée d'édifier une tour de 300 mètres quitte le domaine de l'utopie

##### Les premières esquisses de la future tour Eiffel

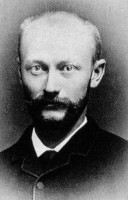
Maurice Koechlin (1856-1946), chef du bureau d'études d'Eiffel & Cie.

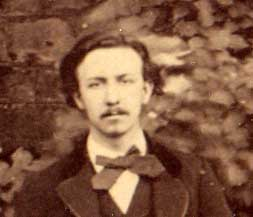
Émile Nouguier (1840-1898), chef du bureau des méthodes d'Eiffel & Cie.

En 1884, l'idée d'une tour de grande hauteur est déjà dans les esprits des ingénieurs depuis des années. Maurice Koechlin, chef du bureau d'études d'Eiffel & Cie et Émile Nouguier, chef du bureau des méthodes, imaginent alors, eux aussi, une « tour très haute » qui pourrait être le clou de l'Exposition universelle de 1889 qui se profile. En ce sens, le 6 juin 1884, Maurice Koechlin dessine un tout premier croquis de ce qui sera plus tard la tour Eiffel. À cette date, le projet ressemble à un grand pylône formé de quatre piliers incurvés se rejoignant au sommet. Tous les 50 mètres, il est prévu qu'elles soient reliées par des planchers métalliques horizontaux, soit 5 étages en tout. La forme, un peu rude, est avant tout dictée par des soucis techniques et non esthétiques. La tour doit supporter, pense Koechlin, la pression du vent, estimée à 300 kilos par mètre carré au maximum. Cette volonté de prendre en compte la résistance des matériaux, sera la préoccupation majeure de Gustave Eiffel et de ses ingénieurs, comme il l'expliquera lui-même :

« tout l'effort tranchant dû au vent passe ainsi dans l'intérieur des montants d'arête […]. Les tangentes aux montants, menées en des points situés à la même hauteur, viennent toujours se rencontrer au point de passage de la résultante des actions que le vent exerce sur la partie de la pile au-dessus des deux points considérés. »

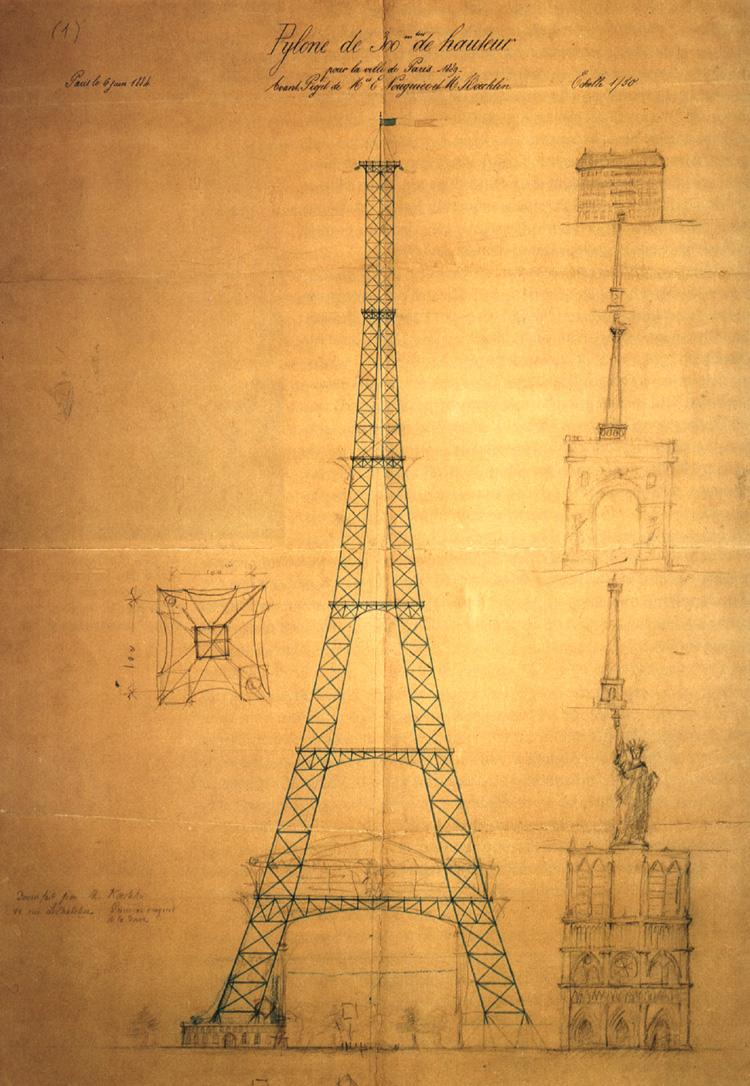
Le pylône en fer de 300 mètres, dessiné par Maurice Koechlin le 6 juin 1884, qui préfigure ce que sera la tour Eiffel 5 ans plus tard.

L'esquisse de Koechlin est inspirée, pour les piliers notamment, des techniques déjà expérimentées avec succès lors de la construction de viaducs : celui de Crumlin (en) au pays de Galles, inauguré en 1857, qui est le premier du genre, auquel succéderont les viaducs construits par Nordling, viaducs de la Sarine, de la Cère et du Busseau d'Ahun, mais surtout ceux de la Sioule dans les années 1860. Parmi les quatre ponts de la Sioule, deux furent en effet construits directement par Eiffel et ses ingénieurs, qui, en outre, construiront aussi les viaducs de Garabit et celui sur le Douro au Portugal. Si, auparavant, les piles des viaducs étaient faites de tubes en fonte boulonnées par tronçons, les deux derniers exemples cités de viaducs construits par Eiffel seront édifiés en poutres-caissons de section carrée en tôle de fer rivée. Or, cette technique permet de réaliser des piles dépassant 60 mètres. Pour la tour Eiffel, le défi est donc d'utiliser cette même technique, mais en réalisant une structure incurvée, et non plus droite.
Maurice Koechlin et Emile Nouguier présentent leur projet à Gustave Eiffel qui reste, dans un premier temps, dubitatif. Il a alors d'autres projets en route, et dit ne pas vouloir s'investir dans la réalisation de cette tour, mais il donne néanmoins le feu vert aux deux hommes pour pousser plus avant leurs études.
Ces derniers s'adjoignent donc les services de l'architecte en chef des projets Eiffel, Stephen Sauvestre, pour qu'il planche sur le sujet. Celui-ci redessine complètement les plans de la tour : il ajoute les socles en maçonnerie de l'édifice, le premier étage est décoré d'un arc monumental n'ayant aucun rôle structurel mais esthétique en figurant une sorte de porte d'entrée de l'Exposition universelle, il place aux étages des salles vitrées ouvertes au public, agrémente l'ensemble de la façade de sculptures variées et prévoit de couvrir le sommet d'une sorte de bulbe fait de verre. Le tout ressemble beaucoup au style Art nouveau à venir. Même si le projet final sera moins décoré et ostentatoire, cette deuxième version signée Stephen Sauvestre est présentée à Gustave Eiffel, qui cette fois-ci, se dit intéressé.
En réalité, il est tellement enthousiasmé qu'il expose le projet au salon d'automne, en prenant soin auparavant de prendre un brevet (daté du 18 septembre 1884) aux noms d'Eiffel, Nouguier et Koechlin pour « une disposition nouvelle permettant de construire des piles et des pylônes métalliques d'une hauteur pouvant dépasser 300 mètres. ».

##### L'idée de la tenue d'une Exposition universelle à Paris en 1889 devient réalité

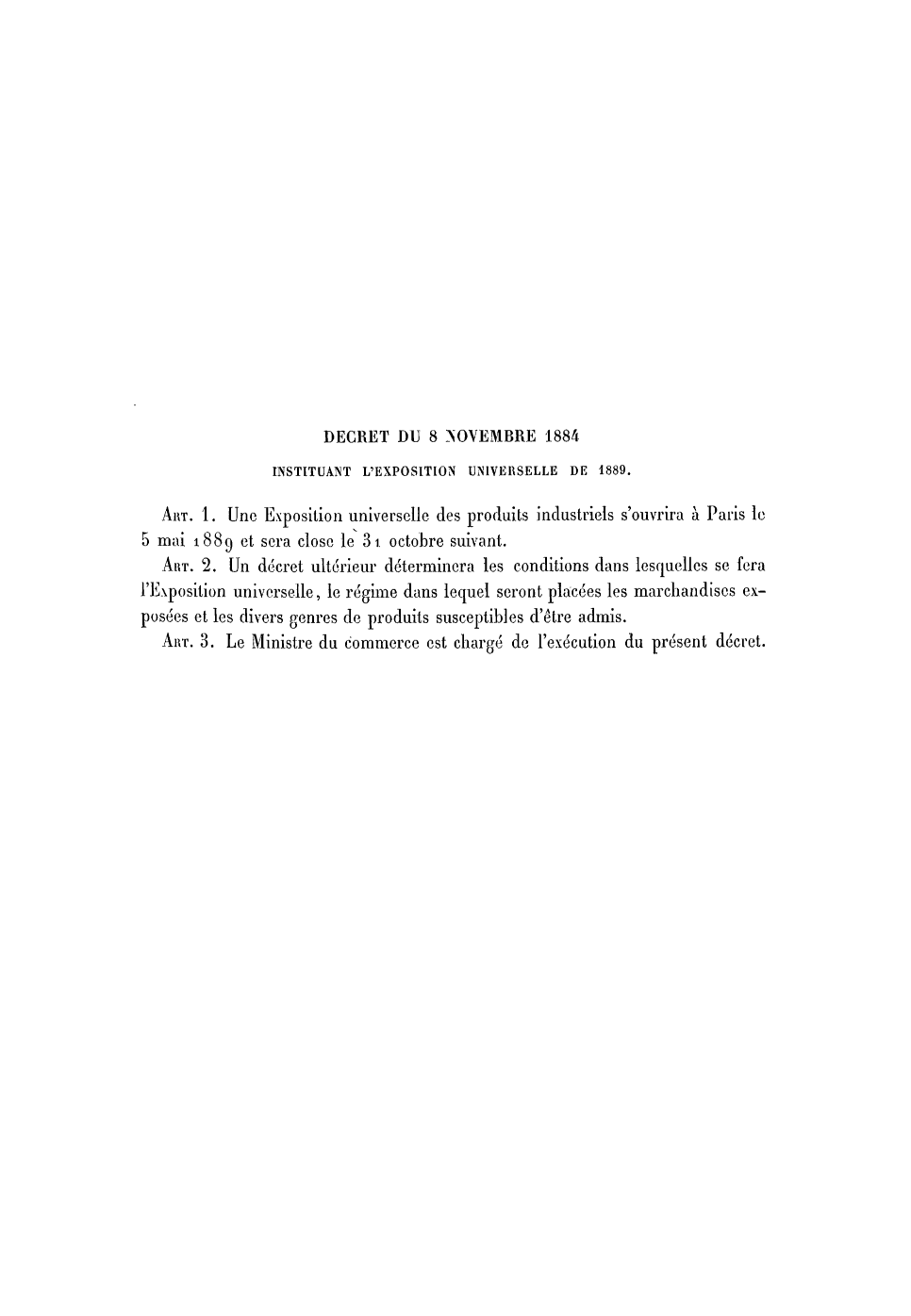
Décret signé par Jules Grévy, daté du 8 novembre 1884, instituant la tenue d'une Exposition universelle à Paris, du 5 mai au 31 octobre 1889.

Le projet d'Exposition universelle se tenant en France imaginé au début des années 1880 progresse et le 8 novembre 1884, le président de la République française de l'époque, Jules Grévy, signe deux décrets instituant officiellement la tenue de l'Exposition à Paris, du 5 mai au 31 octobre. Le lieu précis de l'Exposition n'est alors pas clairement défini.
Dans le même temps, c’est-à-dire à la fin de l'année 1884, Gustave Eiffel rachète à Émile Nouguier et Maurice Koechlin les droits qu'ils possédaient sur le brevet de la future tour Eiffel, signé deux mois plus tôt. En contrepartie, il s'engage à citer les noms des deux ingénieurs, mais en définitive, même s'il n'a pas inventé et conceptualisé la tour, c'est bien sous le nom de tour Eiffel qu'elle sera connue. Lorsque fut posée la question à Maurice Koechlin de savoir si la tour n'aurait pas dû en réalité porter son nom et s'il ne se sentait pas dépossédé de son invention par l'homme d'affaires Eiffel, il répondit humblement en récusant l'idée que la tour puisse porter son nom et en prenant la défense de son employeur. Koechlin, ainsi que Nouguier, endosseront même la lourde responsabilité de superviser la construction de la tour qu'ils avaient inventée, sans que leurs noms passent à la postérité et sans que le grand public sache leur paternité du projet. Pour cela, ils seront tout de même faits officiers de la Légion d'honneur le jour de l'inauguration officielle de la tour, le 31 mars 1889 et par conséquent, leur travail sera donc, in fine, officiellement reconnu et récompensé.

### L'édification de la tour Eiffel

#### La phase préparatoire au lancement du chantier

##### Gustave Eiffel se fait l'ardent défenseur de son projet d'une tour de 300 mètres
Une fois approprié le projet, Gustave Eiffel va s'employer à le faire connaître au plus grand nombre. Pour ce faire, il fait publier le schéma de la tour dans une des plus importantes revues techniques de l'époque, Le Génie civil, puis prononce des conférences dont une est donnée à la Société des ingénieurs civils où, pour la première fois, il dévoile les principales données chiffrées de la tour :
- un poids de 6 500 tonnes (elle en pèsera finalement 7 300) ;
- un prix total estimé de 3 155 000 francs (elle coûtera en fait 2 fois et demie cette somme) ;
- un délai de réalisation d'un an (en réalité, elle sera construite en vingt-six mois, dont quatre pour les fondations et vingt-deux pour la tour à proprement parler).

Tous les chiffres avancés ne se sont donc pas révélés exacts, mais c'est souvent le cas pour de grands travaux, et ce qui compte avant tout, c'est de donner une consistance au projet, le rendre palpable, réaliste.
Gustave Eiffel avance déjà l'argument selon lequel la tour pourra à l'avenir servir pour la réalisation d'expériences scientifiques : de météorologie, de physique, de télégraphie…argument qui, plus tard, se révélera déterminant pour la conservation de la tour Eiffel.
Pour finir, il essaiera de jouer sur la fibre patriotique, en évoquant le siècle des Lumières ou encore la Révolution française :

« La tour peut sembler digne de personnifier l'art de l'ingénieur moderne mais aussi le siècle de l'Industrie et de la Science dans lequel nous vivons, dont les voies ont été préparées par le grand mouvement scientifique de la fin du XVIIIe siècle et par la Révolution de 1789, à laquelle ce monument serait élevé comme témoignage de reconnaissance de la France. »

En outre, il s'efforcera de démontrer les failles techniques des projets de ses concurrents, J.-B. Laffiteau, Neve et Hennebique qui projettent une tour en brique et en bois, et surtout Jules Bourdais qui ambitionne de construire une tour en granit de 300 mètres. Bourdais sera son principal concurrent car, tout comme Eiffel, il est un ingénieur reconnu et réputé, qui fera lui aussi un grand usage de la publicité, notamment dans la presse, pour faire connaître son projet. Malgré tout, le projet d'une tour en pierre de Bourdais semble moins réaliste, ne semblant pas prendre en compte la résistance des matériaux, point pourtant crucial pour une tour d'une telle hauteur.

##### L'Exposition universelle est lancée et Édouard Lockroy se fait le parrain bienveillant du projet d'Eiffel

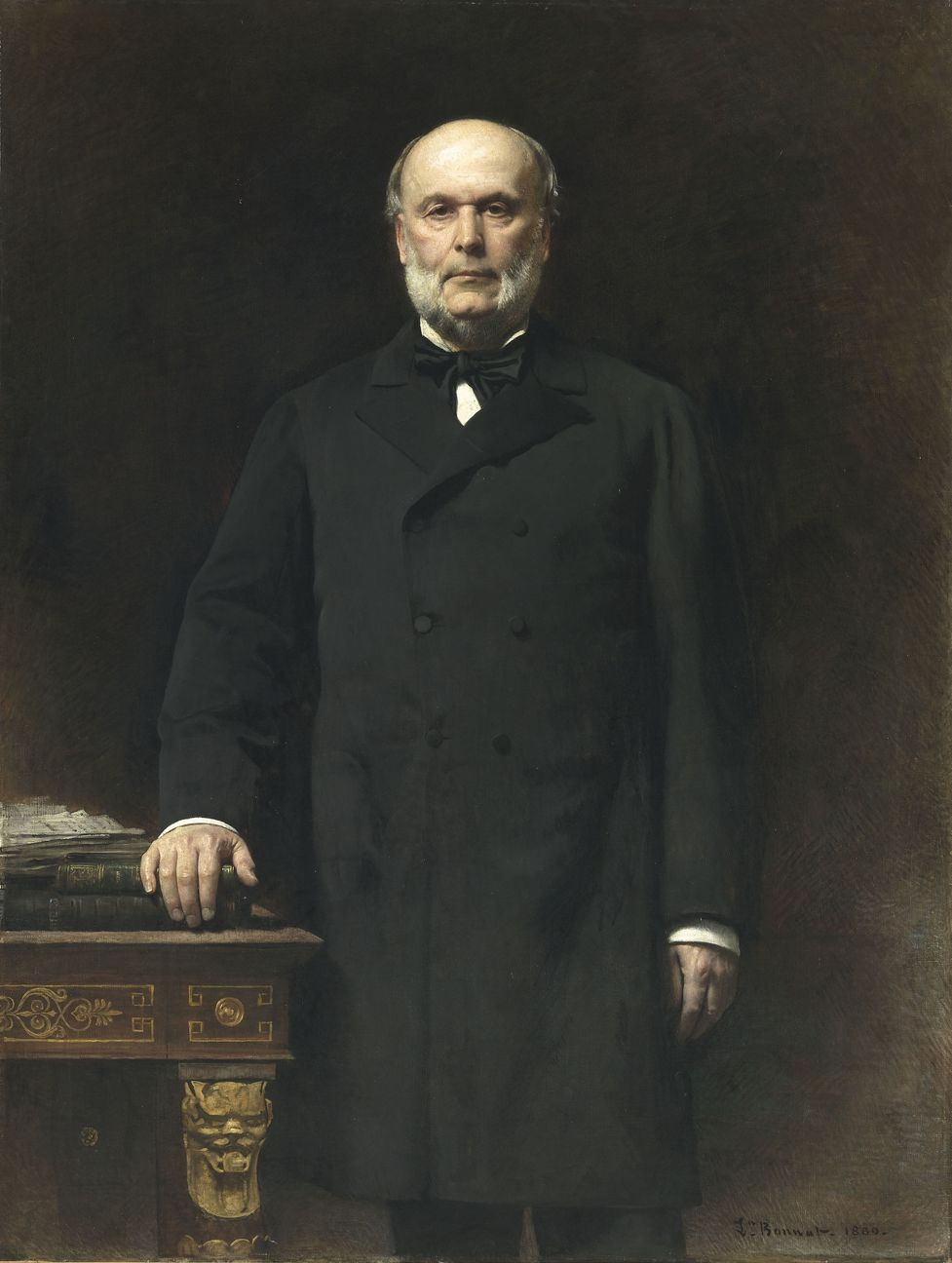
La réélection de Jules Grévy (1807-1891) à la présidence de la république le 28 décembre 1885 relance et entérine la tenue d'une Exposition universelle à Paris en 1889.

1886 est l'année où l'Exposition universelle et le projet d'une tour de 300 mètres prennent définitivement forme.
La réélection de Jules Grévy à la présidence de la République le 28 décembre 1885 entérine définitivement la tenue d'une Exposition universelle à Paris en 1889. Sous l'impulsion de Charles de Freycinet, pour la troisième fois président du Conseil, du 7 janvier]au 3 décembre 1886, et par deux de ses ministres, Marie François Sadi Carnot, ministre des finances du 16 avril 1885 au 11 décembre 1886, et surtout d'Édouard Lockroy, ministre du Commerce du 7 janvier 1886 au 30 mai 1887.
Édouard Lockroy sera le parrain bienveillant du projet de la tour Eiffel et il le défendra envers et contre tous. Marié à Alice Lehaëne, veuve de Charles Hugo, second fils décédé prématurément de l'écrivain Victor Hugo, il fut lui-même un auteur dramatique renommé durant sa jeunesse de journaliste. Armé du sens de la formule, franc-maçon avéré, passé par les Beaux-Arts, il participera à quatre gouvernements comme ministre de l'Industrie et du Commerce (1886-1887), ministre de l'Instruction publique (1888-1889), ministre de la Marine (1895-1896 et 1898-1899) et enfin ministre de la guerre par intérim en 1898. Ministre atypique, il n'hésitera pas à contester le budget alloué à l'armée, alors qu'il était ministre de la guerre par intérim :

« On a consacré des millions à transformer la tunique des soldats en veste […]. Nous aurions eu de quoi faire des lettrés de tous les français avec l'argent que nous avons dépensés en passepoils. »

N'hésitant pas à dépenser les fonds publics pour soutenir des causes ou des projets qui lui tiennent à cœur, il financera par exemple les expéditions de Jean-Baptiste Charcot entre 1903 et 1905. Ainsi, il est difficile de démêler dans ses actions ce qui relève des convictions sincères ou bien alors de sa soif de reconnaissance. Quoi qu'il en soit, il s'est avéré un allié puissant pour Gustave Eiffel, un relais permanent avec le Conseil et le président de la République.
Le 1er avril 1886, un projet de loi dote l'Exposition d'un budget de 43 millions de francs, dont 17 sont fournis par l'État français, 8 par la Ville de paris et le reste, soit 18 millions, par un emprunt à lots. Encore une fois, l'influence d'Édouard Lockroy se fera sentir, puisqu'il est nommé commissaire général de l'Exposition.

##### Le concours de mai 1886 autorise Gustave Eiffel à construire sa tour
Le 1er mai 1886, le ministre du Commerce Édouard Lockroy signe un arrêté qui déclare ouvert « un concours en vue de L'Exposition universelle de 1889 ». L'article 120, qu'on dirait soufflé par Gustave Eiffel lui-même, dispose que :

« Les concurrents devront étudier la possibilité d'élever sur le Champ-de-Mars une tour en fer à base carrée, de 125 mètres de côté à la base et de 300 mètres de hauteur. Ils feront figurer cette tour sur le plan du Champ-de-Mars à l’ouest de Paris. […] »

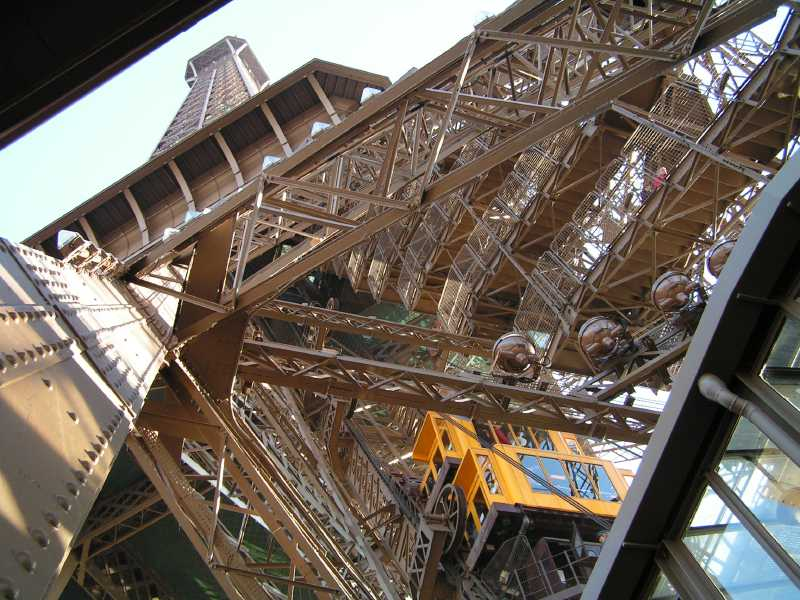
Avec son projet, Gustave Eiffel arrive 3e du concours de mai 1886, mais le jury émet des réserves sur le système d'ascenseur, insuffisant dans le projet initial.

Pour la première fois, le périmètre où se tiendra la future Exposition est délimité dans l'article 10 de l'arrêté : il s'agit du Champ-de-Mars.
La remise des projets est fixée au 18 mai, soit seulement 17 jours après. Malgré ce délai très court, 107 projets sont présentés, tous exposés à la fin du mois de mai 1886, à l'Hôtel de Ville de Paris.
Parmi les projets présentés, on peut citer celui de Joseph Cassien-Bernard et Francis Nachon, très proche du projet d'Eiffel, à la différence que leur édifice enjambe la Seine (à la manière du colosse de Rhodes dont s'inspirent les deux architectes), et celui de Jules Bourdais, qui pour l'occasion revoit sa copie et troque le granit initialement prévu contre le fer. Pour le reste, de nombreux projets présentés semblent fantaisistes et peu réalistes d'un point de vue strictement technique.
Le 26 mai 1886 sont annoncés les résultats du concours. Gustave Eiffel arrive classé 3e et gagne la somme symbolique de 4 000 francs, mais surtout, cette victoire lui permet d'envisager réellement la construction de sa tour. Jean Camille Formigé fera son palais des Arts Libéraux, Ferdinand Dutert se chargera de la galerie des machines, et Gustave Eiffel de sa tour. Néanmoins, le jury émet quelques réserves sur le dossier présenté, d'abord sur les protections contre la foudre, et ensuite et surtout, sur les ascenseurs Backmann qui étaient initialement prévus. Gustave Eiffel changera donc de fournisseurs en choisissant trois constructeurs différents : Roux-Combaluzier et Lepape (devenus Schindler), Otis et Félix Léon Edoux (qui a fait ses études dans la même promotion que Gustave Eiffel). Finalement, ces ascenseurs coûteront une partie non négligeable de la facture totale.

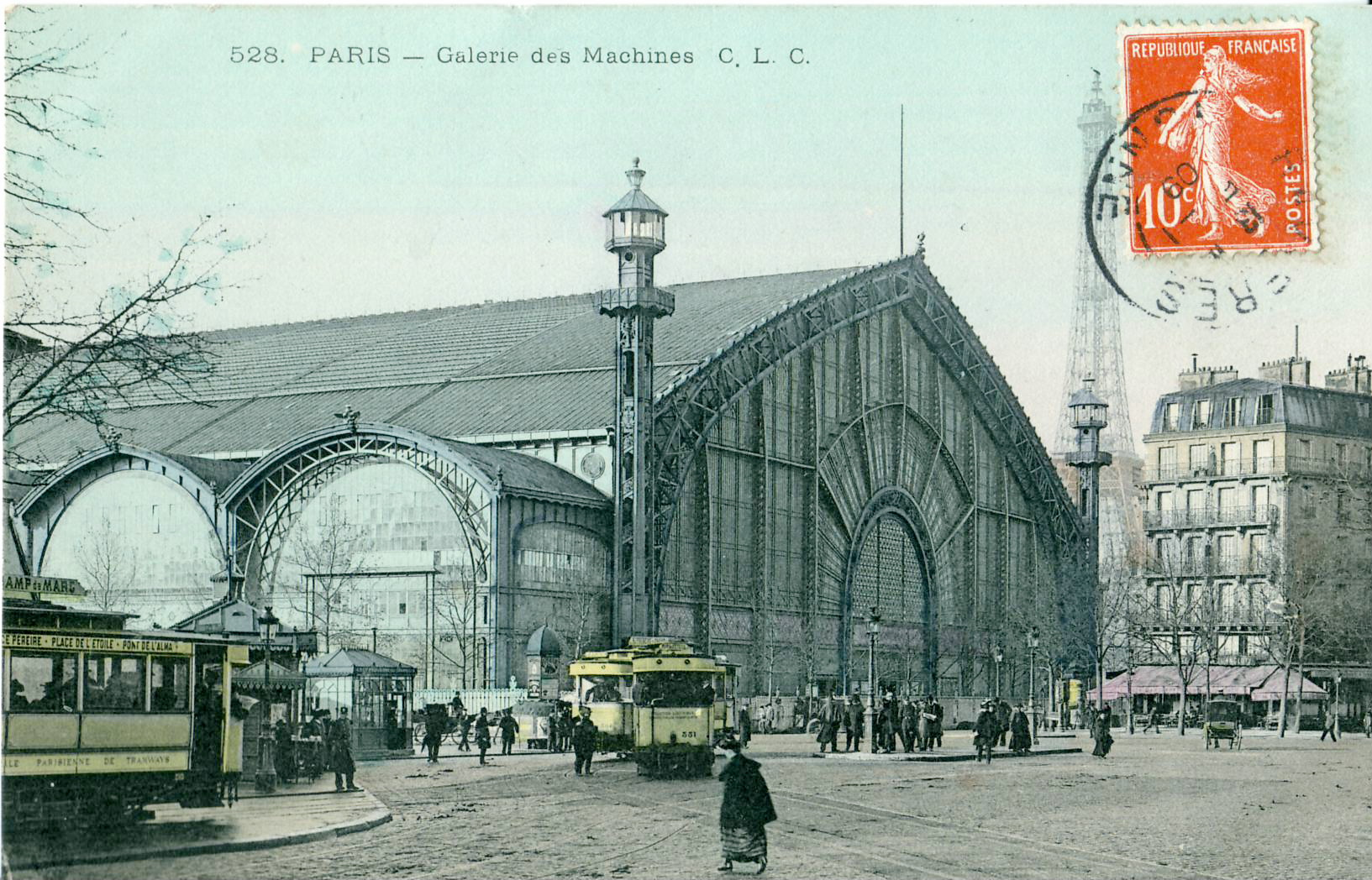
Exposition universelle de 1889 : le palais des machines construit par Ferdinand Dutert, 2e prix du concours de 1886, vue au début du XXe siècle.

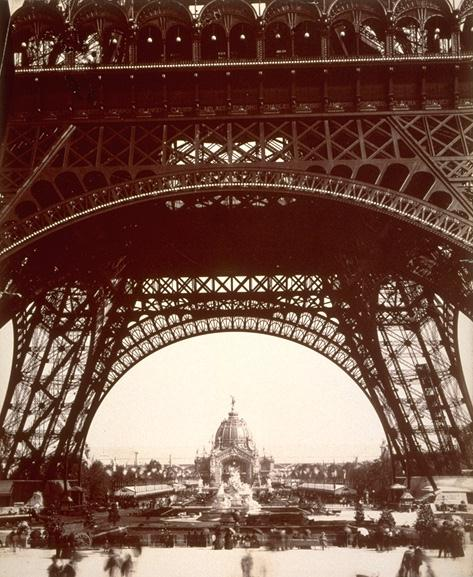
Exposition universelle de 1889 : les arches de la tour Eiffel, avec au fond, la fontaine monumentale de Jules Félix Coutin et Jean Camille Formigé, 1er prix du concours de 1886 (pour le palais des Arts Libéraux), et le dôme central de Joseph-Antoine Bouvard.

##### La convention du 8 janvier 1887 permet d'envisager le lancement du chantier
Le 8 janvier 1887, Gustave Eiffel signe (en son nom personnel et non celui de son entreprise) une convention avec d'une part, Édouard Lockroy, ministre du Commerce, et d'autre part, Eugène Poubelle, préfet de la Seine, agissant ici au nom de la Ville de Paris. Cette convention fixe, entre autres, les conditions relatives à l'emplacement géographique de la tour et les coûts estimés devant être engagés pour sa construction :
Emplacement :
Une fois le concours gagné, il convient encore de décider de l'emplacement exact de la tour qui doit être construite. Pendant un temps, il est envisagé de la placer en un point élevé, sur le mont Valérien, à l'ouest de Paris, ou bien sur la colline de Chaillot, voire encore, à cheval sur la Seine, comme Cassien-Bernard et Nachon pensaient l'installer dans leur projet proposé au concours de mai 1886.
Mais il se trouve que la colline de Chaillot n'aurait pas permis d'installer des fondations solides, et le mont Valérien aurait placé la tour trop à l'écart du reste de l'Exposition.
Coût estimé :
En l'échange de la promesse de terminer les travaux de sa tour pour l'ouverture de l'Exposition universelle de 1889, Gustave Eiffel obtient une subvention de 1 500 000 francs-or de l'époque, sur un budget total estimé à 6 500 000 de francs, le reste étant financé par une société anonyme créée par Eiffel. Cette société est financée par moitié par les propres fonds de l'ingénieur et pour autre moitié, par un consortium de trois banques.
Finalement, les dépenses totales seront supérieures de 1 500 000 de francs or, mais seront intégralement couvertes par l'exploitation commerciale pendant l'Exposition universelle de 1889. Le prix de l'entrée est d'ailleurs défini dans l'article 7 de la convention, il est de :
- 5 francs en semaine et 2 francs les dimanches et fêtes pour l'ascension totale.
- 2 francs en semaine et 1 franc les dimanches et fêtes pour l'ascension partielle, jusqu'au 1er étage.

Enfin, l'article 11 précise qu'à partir du 1er janvier 1890, Gustave Eiffel pourra jouir librement de l'exploitation commerciale de sa tour pour une durée de vingt ans, après quoi, la Ville de Paris se substituera à l'État pour en devenir l'unique propriétaire.

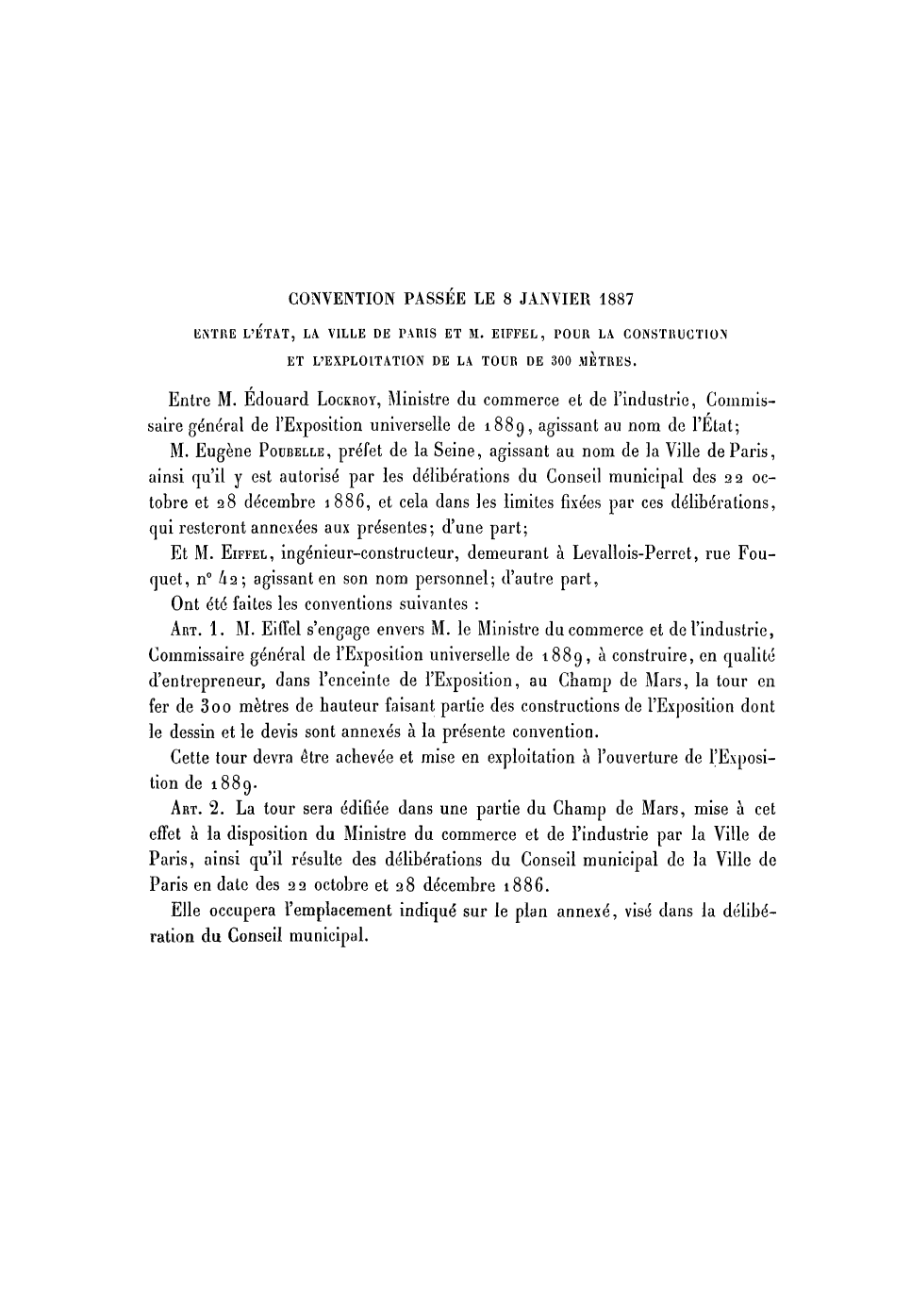
Convention du 8 janvier 1887 (page 1/7).
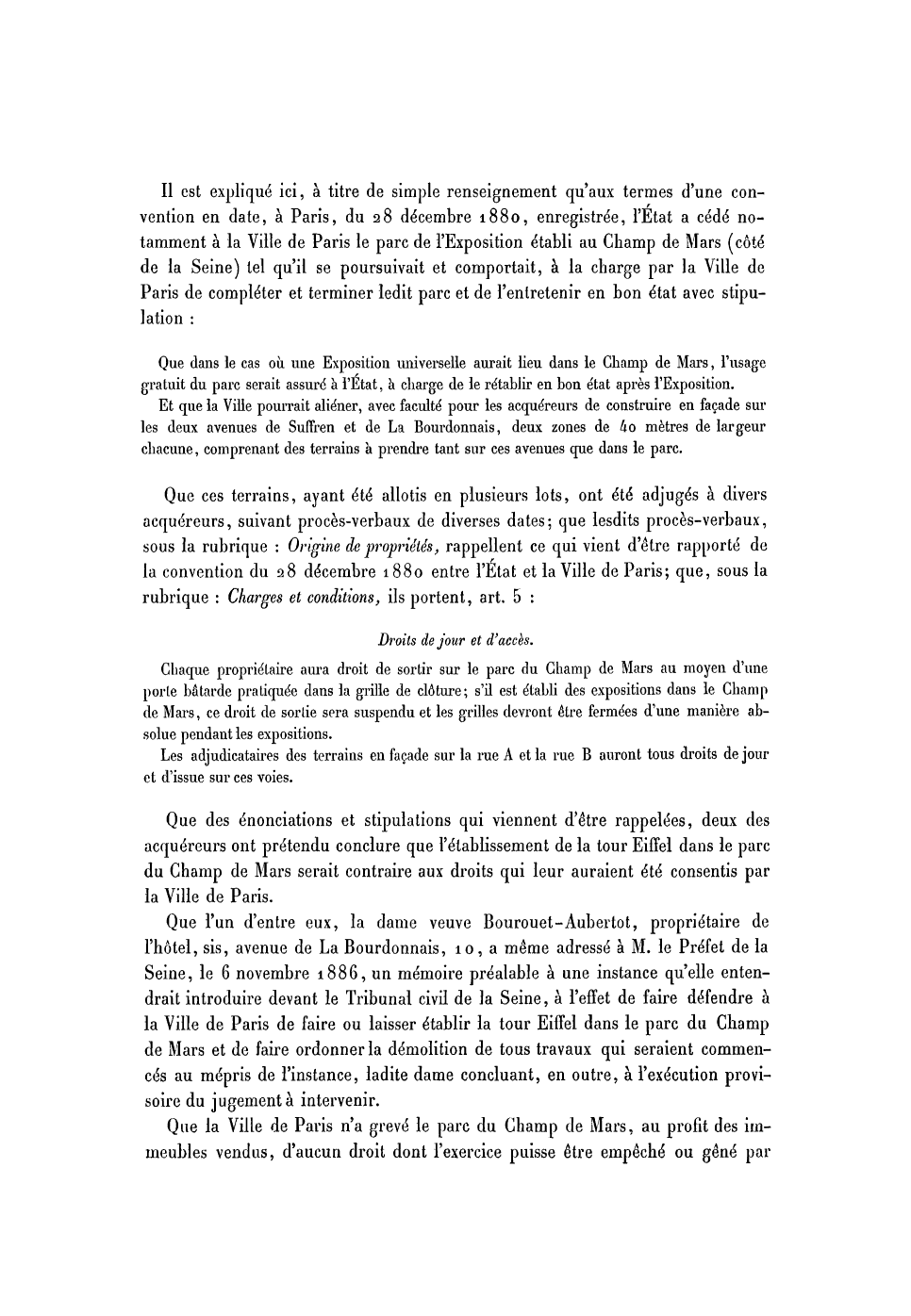
Convention du 8 janvier 1887 (page 2/7).
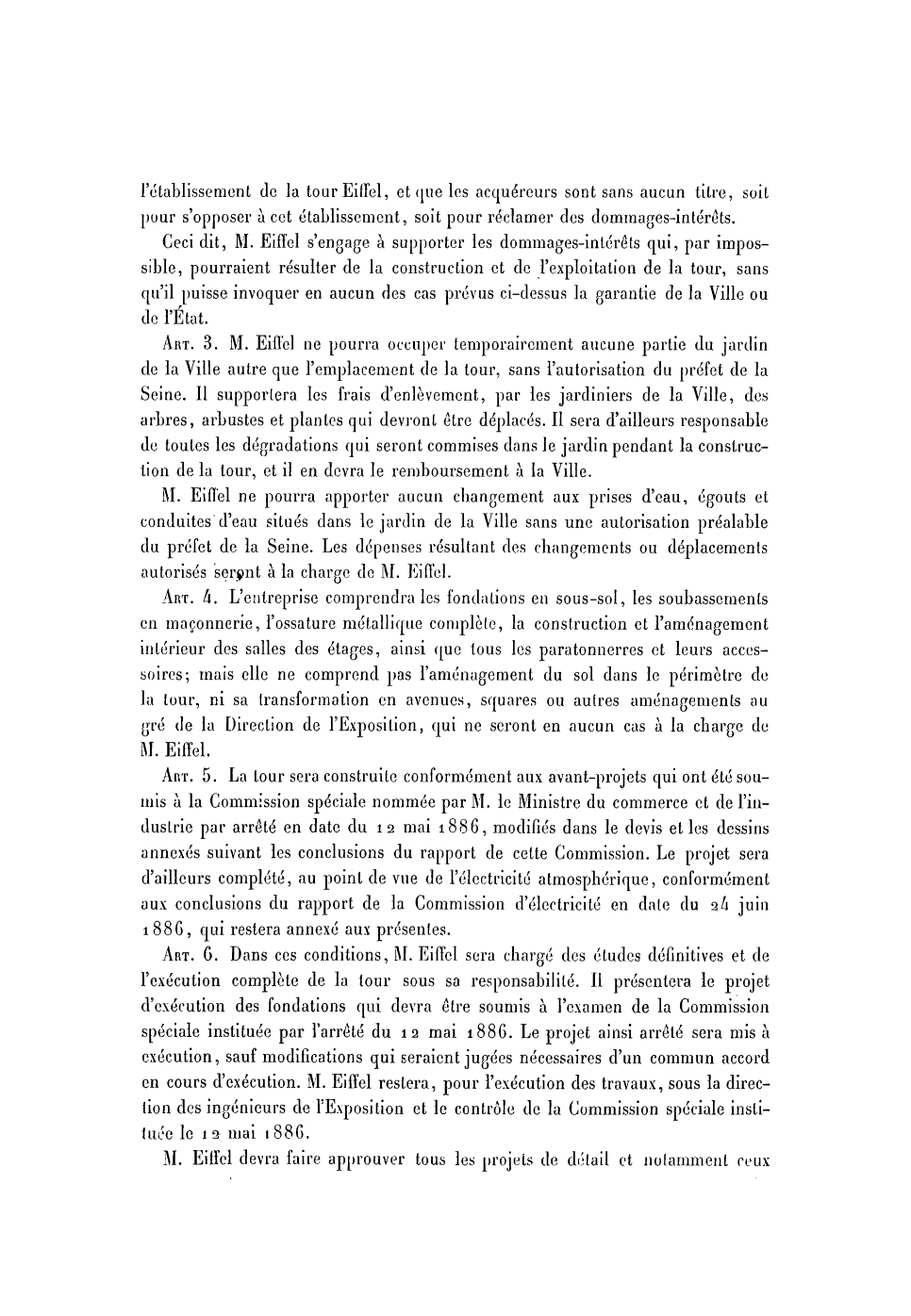
Convention du 8 janvier 1887 (page 3/7).
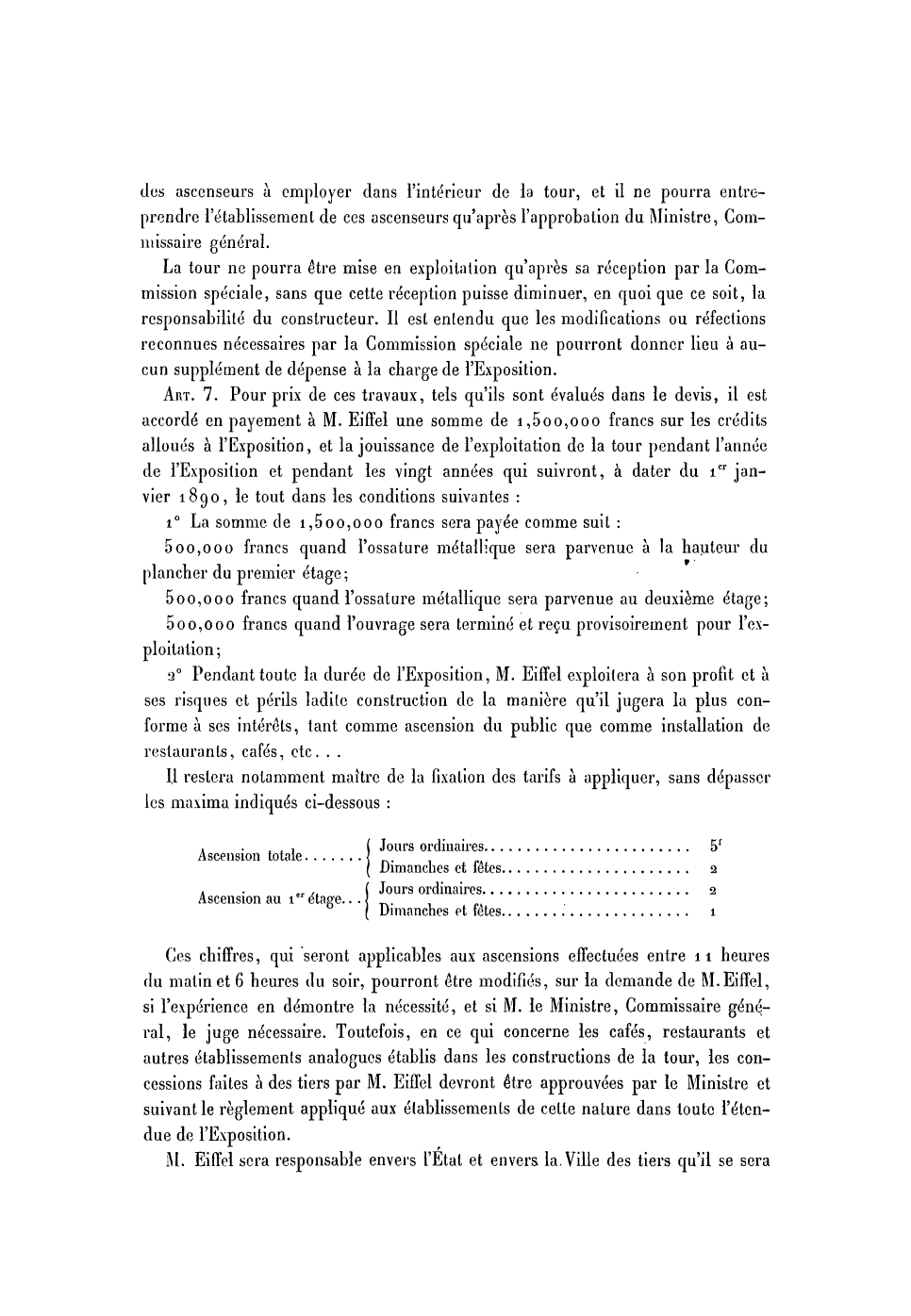
Convention du 8 janvier 1887 (page 4/7).
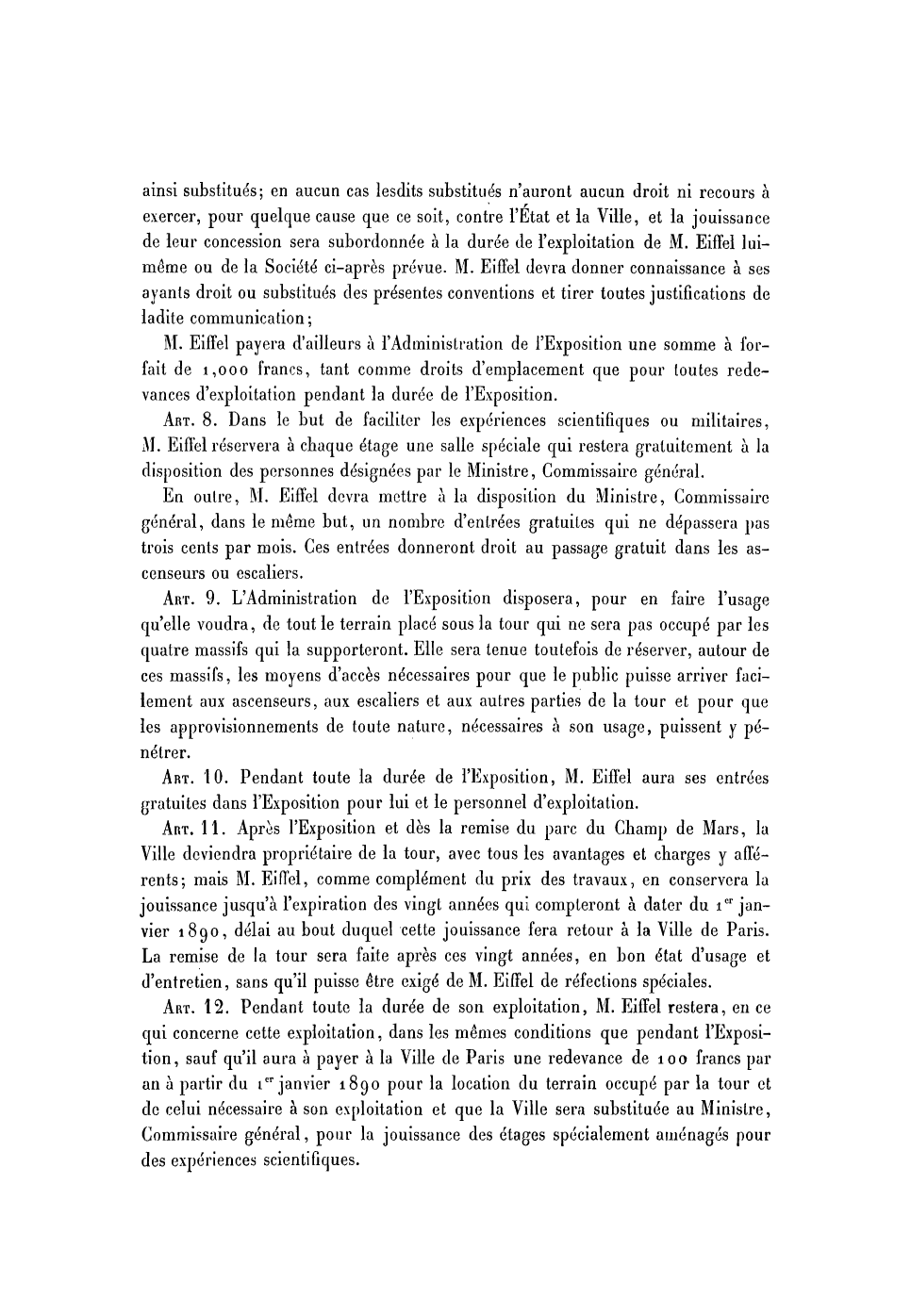
Convention du 8 janvier 1887 (page 5/7).
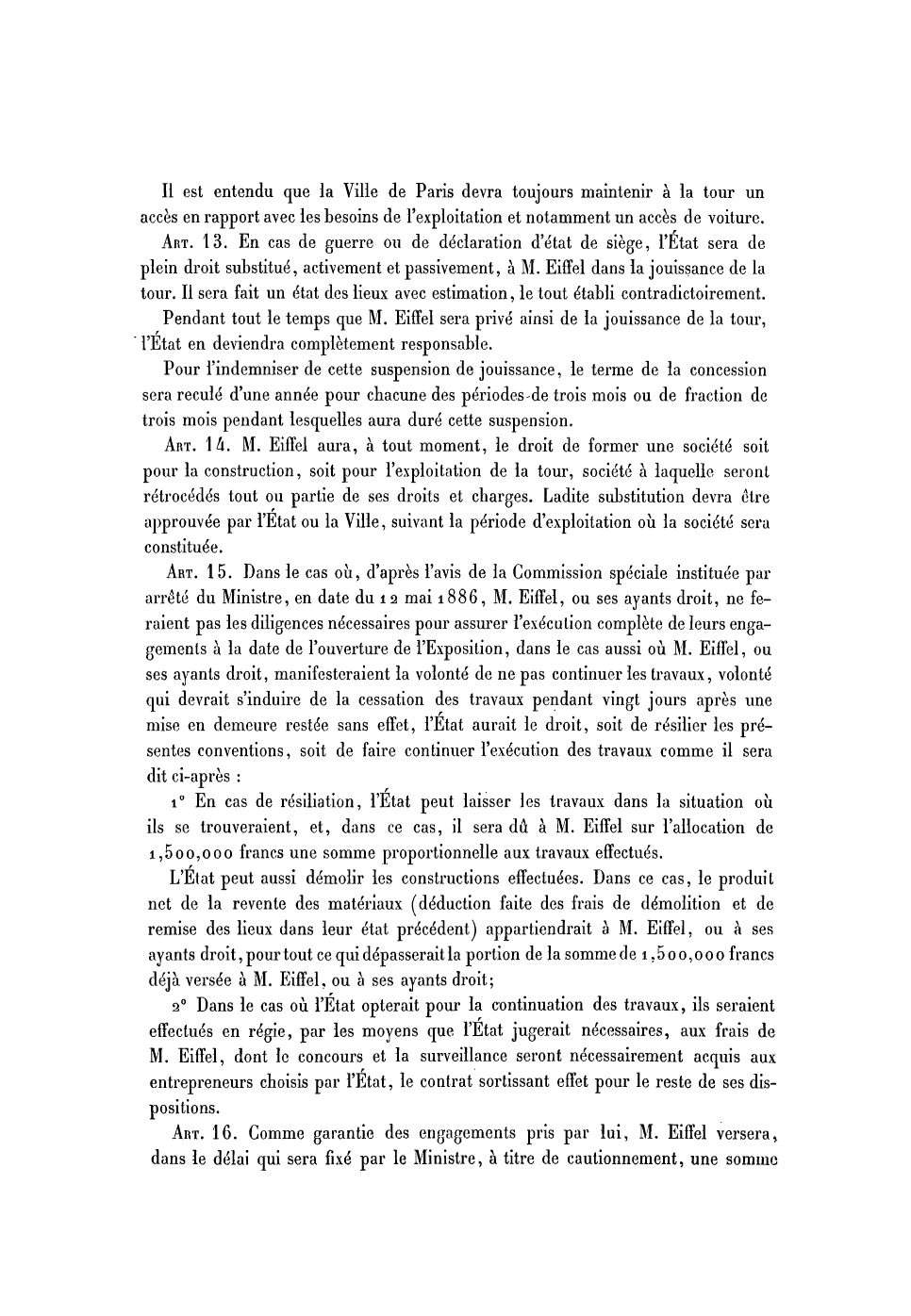
Convention du 8 janvier 1887 (page 6/7).
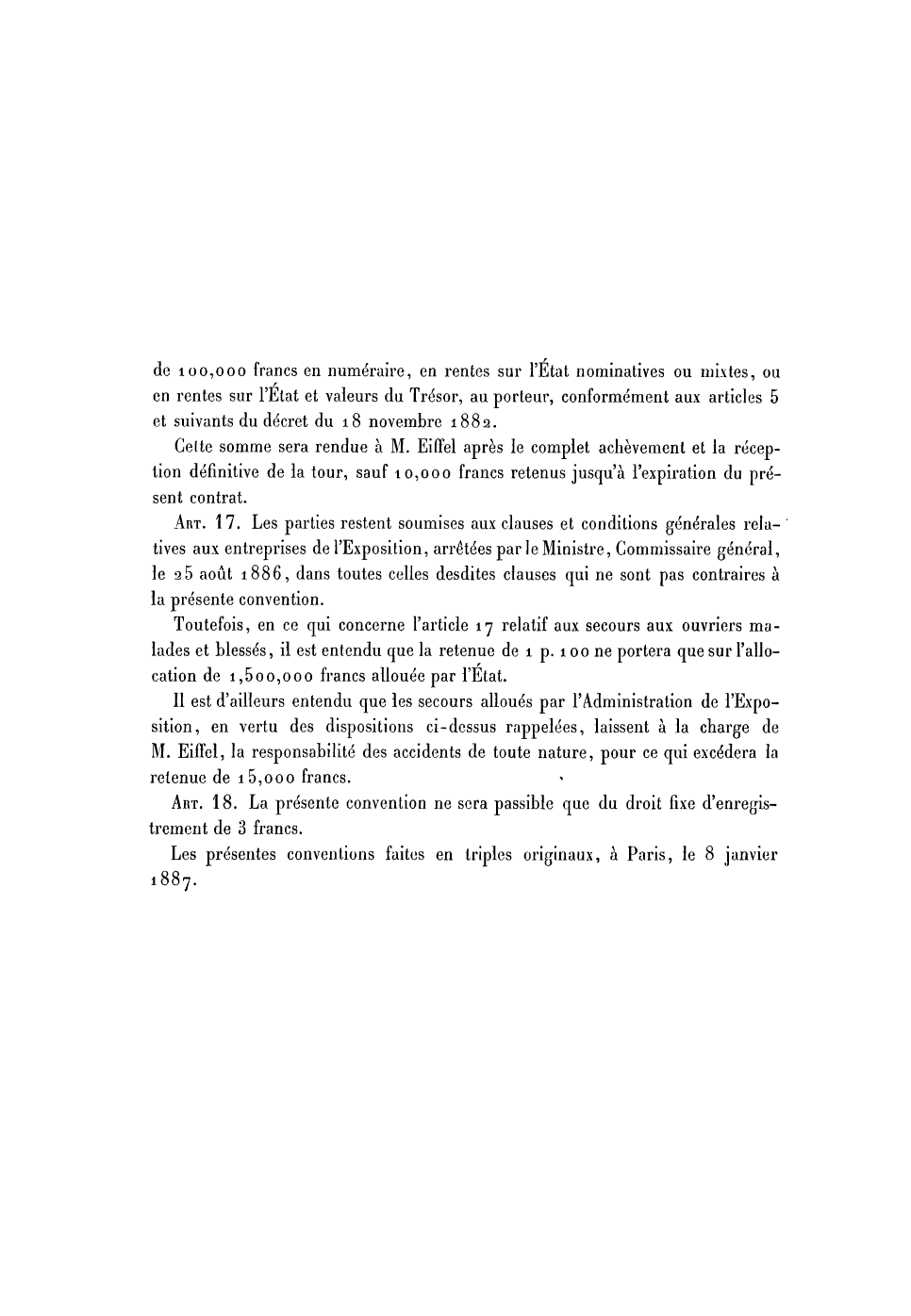
Convention du 8 janvier 1887 (page 7/7).

##### Études, dessins, ouvriers et méthodes utilisés pour la construction de la tour
Une fois la convention du 8 janvier 1887 signée, Gustave Eiffel peut se concentrer sur l'étude finale du projet et le lancement des travaux.
Pour ce faire, d'une part, l'ingénieur embauche 250 ouvriers au maximum pour travailler à la construction de la tour, maçons, équipes de riveteurs ("mousse", "teneur de tas", "riveur", "frappeur")…, et d'autre part, il fait dessiner les plans par ses équipes et presque toutes les pièces seront directement réalisées (calcul, traçage, découpage et perçage) aux ateliers d'Eiffel & Cie, à Levallois-Perret.
Les chiffres sont impressionnants :
| Concernant les dessins préparatoires : – 40 dessinateurs et calculateurs ont travaillé pendant deux ans sur les dessins industriels ; – la tour est un assemblage de 18 000 pièces ; – 700 dessins d'ensemble ont été réalisés par le bureau d'études ; – de son côté, l'atelier a fait 3 600 dessins. Concernant les travaux à Levallois-Perret : – 150 ouvriers sont affectés aux ateliers ; – toutes les pièces sont préparées sur place, et quand les ouvriers du chantier s'aperçoivent d'un défaut, les pièces sont renvoyées à l'atelier où elles sont rectifiées ; – 2/3 des 2 500 000 rivets que possède la tour sont posés directement par les ouvriers de l'atelier. |
Finalement, les 250 ouvriers du chantier reçoivent, la plupart du temps, des pièces déjà préassemblées mesurant environ 5 mètres.
Avec ce modèle d'organisation, la construction de la tour Eiffel va se faire très vite, au regard de la taille du chantier : quatre mois pour les fondations et vingt-deux mois seulement pour l'édification de la structure métallique verticale (10 mètres par mois pour le 1er étage, 30 m/mois à partir du deuxième étage).

#### Le lancement du chantier

##### Les fondations

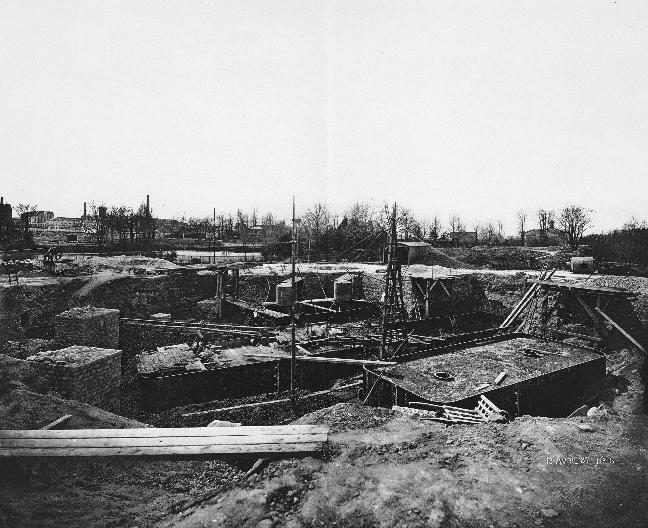
13 avril 1887 : construction des fondations de la tour Eiffel : Fonçage des caissons de la pile no 4 (le caisson est visible à droite de l'image).

Exécutées avec un soin particulier, les fondations de la tour Eiffel, commencées le 28 janvier 1887, seront faites en quatre mois seulement.
Chaque pilier a son propre massif de fondations en maçonnerie de 5 mètres sur 10 de côté. Avec ce système, le sol n'a à supporter que 3 à 4 kg/cm2, ce qui est peu, puisque par comparaison, cela représente la pression qu'exerce un individu moyen sur une chaise.
Côté Champ-de-Mars, les deux piles ont été établies sur des massifs en béton de 2 mètres de profondeur, reposant sur une couche de gravier située à 7 mètres en contrebas du sol.
Côté Seine, les fondations sont situées au-dessous du niveau du fleuve. Afin que les ouvriers puissent travailler dans ces conditions, quatre caissons métalliques étanches furent utilisés, où de l'air comprimé était injecté. Cette méthode avait déjà été testée et utilisée avec succès par Gustave Eiffel lors de la construction de la passerelle Eiffel à Bordeaux en 1858.
Chacune des arêtes des quatre piles est soutenue par seize massifs de fondation. Dans cet appareil de maçonnerie qui a demandé 12 000 m3 de matériaux, d'énormes boulons d'ancrage de 7,80 mètres de long fixent le sabot en fonte d'acier sur lequel repose chaque pilier. Cependant, ces boulons ne sont pas strictement nécessaires à la stabilité de l'édifice, dans la mesure où chaque arête reçoit, à sa base, une pression de 875 tonnes, en tenant compte des effets du vent.
Pour parachever le tout, est installé dans chacun des sabots, un vérin hydraulique de 9,5 cm de course, d'une force de 800 tonnes, actionné par une pompe à main mobile, prévu pour soulever chaque arête pour rattraper le jeu au moment de la jonction des quatre piles (c'est-à-dire au niveau du premier étage). Une fois que les ajustements nécessaires ont été faits, des cales en acier ont été posées entre les sabots et les arêtes, afin de fixer de manière définitive le nivellement de la tour Eiffel.
Enfin, un soubassement purement décoratif constitué de dalles en béton Coignet a été posé à la base de chaque pilier. Ainsi, les socles en pierre que l'on voit encore actuellement aux pieds de la tour n'ont aucune fonction technique, mais sont là uniquement pour la beauté de l'ensemble.

##### La construction de la structure métallique verticale de la tour

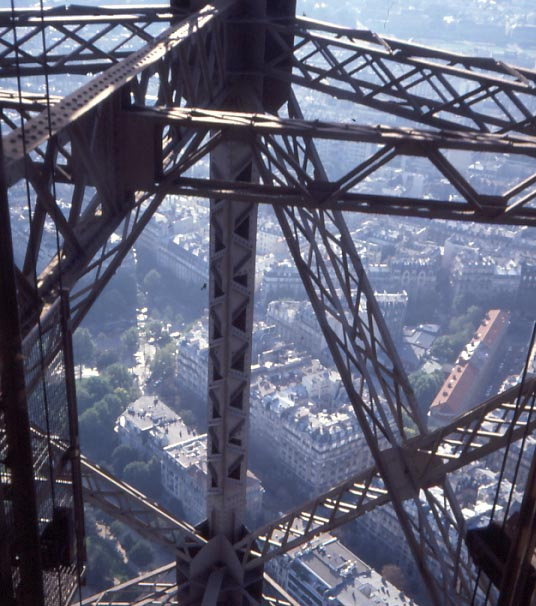
Détail de la structure « en dentelle » de la tour Eiffel.

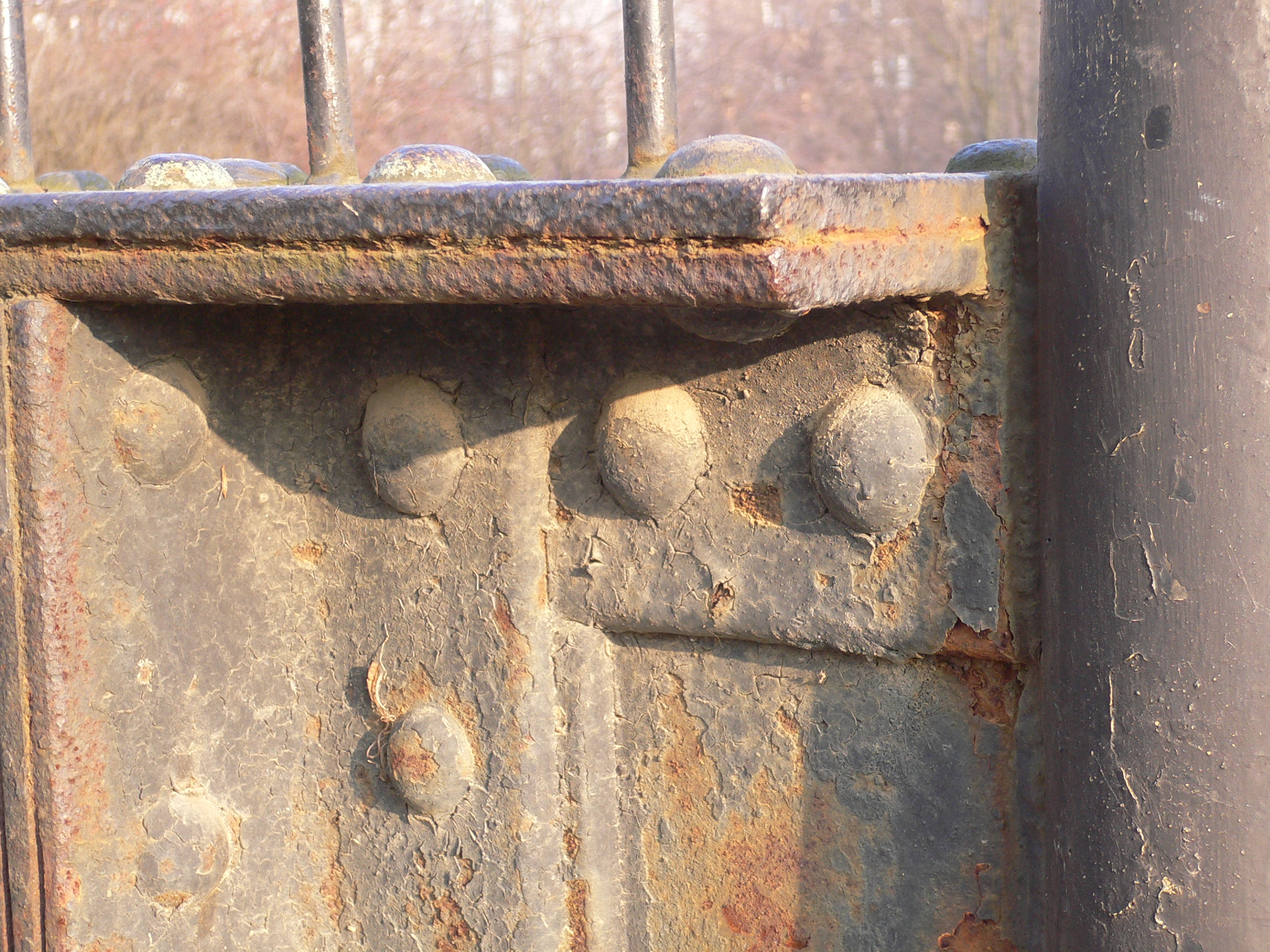
Détail de rivets visibles sur une structure métallique.

À partir du 1er juillet 1887, le montage de la partie métallique verticale commence. Les seize arêtes sont montées indépendamment les unes des autres et elles sont liaisonnées au fur et à mesure de leur progression par des poutrelles métalliques horizontales ou diagonales.
Dans un premier temps, les pièces sont levées grâce à des grues pivotantes fixées sur le chemin des ascenseurs, progressant au même rythme que l'élévation des piliers. Au-delà de 30 mètres de hauteur, 12 échafaudages en bois sont construits et quand le chantier a dépassé les 45 mètres de hauteur, il a fallu édifier de nouveaux échafaudages, adaptés aux poutres de 70 tonnes qui furent utilisées pour le premier étage.
La jonction de ces énormes poutres avec les quatre arêtes, au niveau du premier étage, est le moment le plus crucial de tout le montage de la tour Eiffel. S'il se passe bien, l'assise sera solide et permettra d'édifier le reste de l'édifice.
Cette jonction est réalisée sans encombre le 7 décembre 1887. Pour que tout se passe bien, il était indispensable que tous les trous de rivets des pièces viennent coïncider au millimètre près, ce qui fut heureusement le cas.
Une fois ce cap passé, la construction de la tour Eiffel semblait bien lancée et rendait inutiles les échafaudages construits temporairement, les plates-formes du premier étage, puis du second, servant ensuite de relais pour le levage des divers matériaux. Au-delà du deuxième étage, seulement deux grues, qui suivent les montants verticaux des ascenseurs, sont utilisées.
Du bas du chantier, les curieux n'aperçoivent alors plus rien ou presque. Ainsi, pour satisfaire leur curiosité, le musée Grévin organise un diorama avec décors, pièces métalliques et ouvriers grandeur nature présentant les conditions de travail au-delà de 115 mètres de hauteur, c’est-à-dire au-delà du deuxième étage. Pour comprendre à quoi ressemblait alors le chantier, on peut aussi s'en référer aux écrits d'Émile Goudeau, journaliste, qui visita le chantier début 1889 :

« Une épaisse fumée de goudron et de houille prenait à la gorge, tandis qu'un bruit de ferraille rugissant sous le marteau nous assourdissait. On boulonnait encore par là ; des ouvriers, pinqués sur une assise de quelques centimètres, frappaient à tour de rôle de leur massue en fer sur les boulons ; on eût dit des forgerons tranquillement occupés à rythmer des mesures sur une enclume, dans quelque forge de village ; seulement ceux-ci ne tapaient point de haut en bas, verticalement, mais horizontalement, et comme à chaque coup des étincelles partaient en gerbe, ces hommes noirs, grandis par la perspective du plein ciel, avaient l'air de faucher des éclairs dans les nuées. »

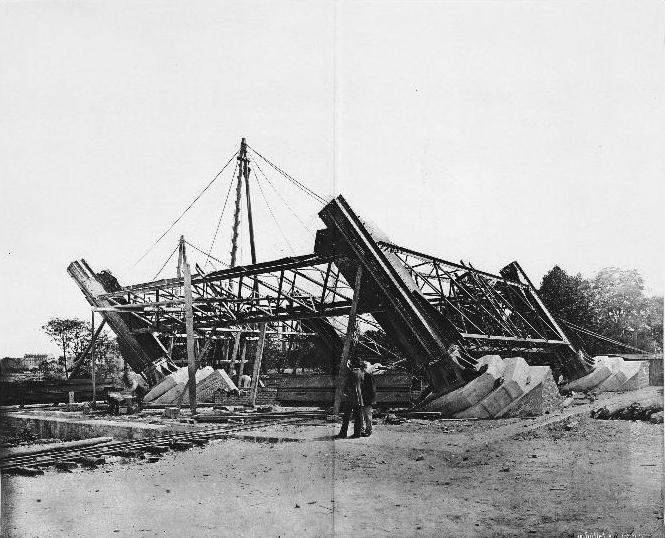
18 juillet 1887 : Commencement du montage métallique de la pile no 4.
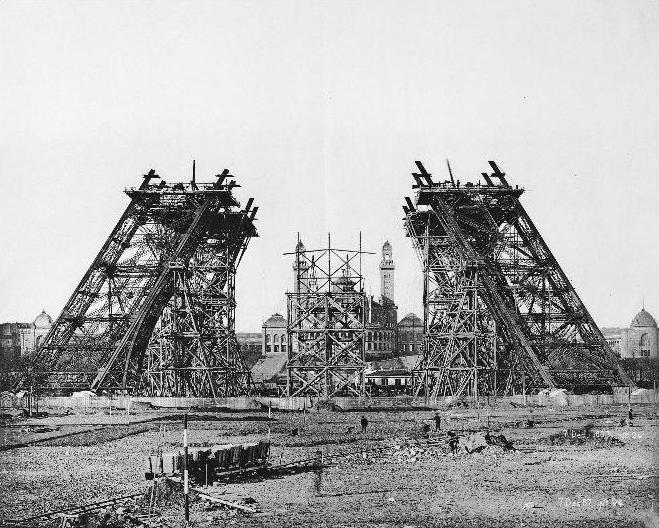
7 décembre 1887 : Montage de la partie inférieure sur les pylones en charpente.
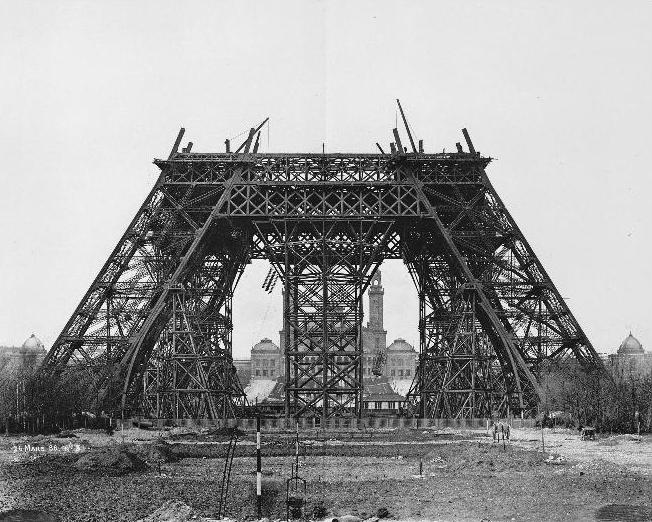
20 mars 1888 : Montage des poutres horizontales sur l'échafaudage du milieu.
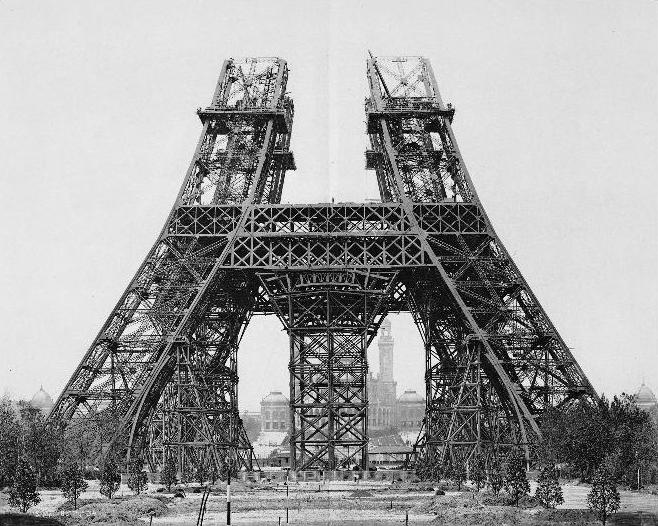
15 mai 1888 : Montage des piliers au-dessus du premier étage.
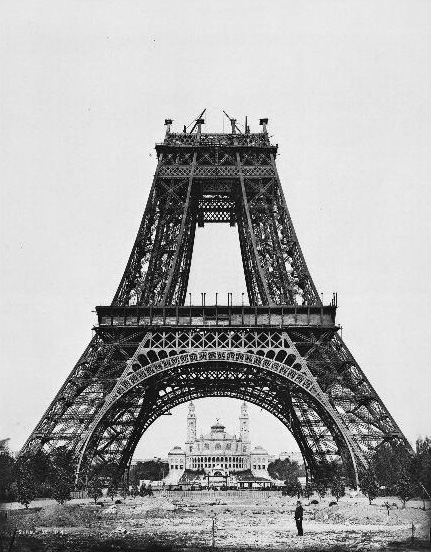
21 août 1888 : Montage de la deuxième plate-forme.
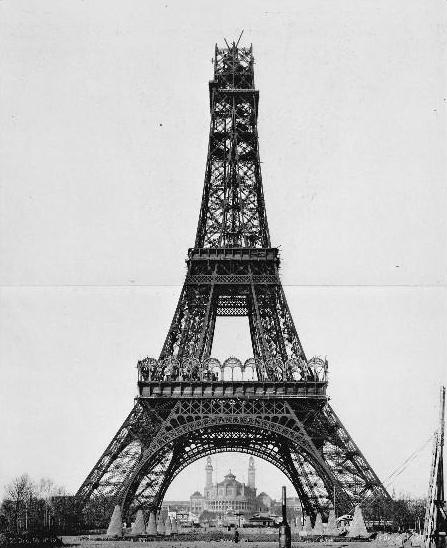
26 décembre 1888 : Montage de la partie supérieure.
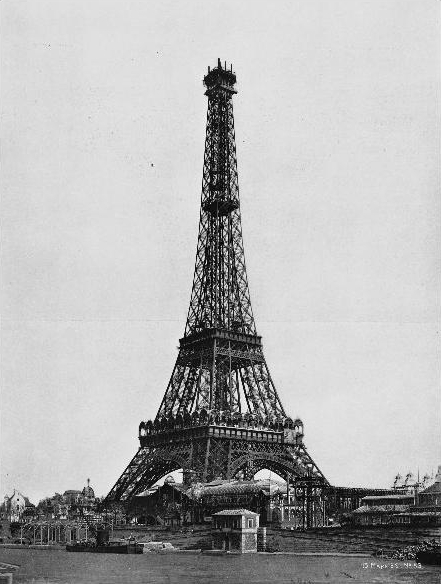
15 mars 1889 : Montage du campanile.
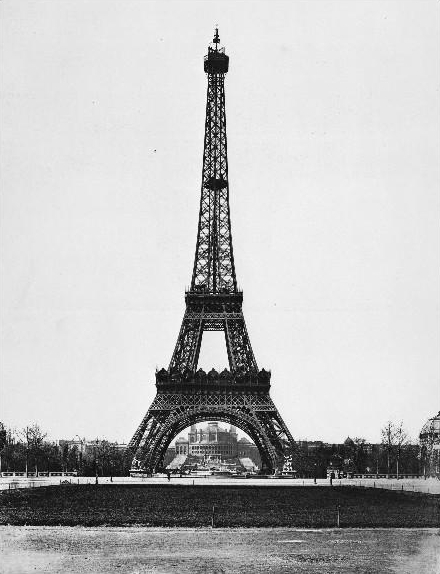
Fin mars/début avril 1889 : Vue générale de l'ouvrage achevé.
Animation de la construction.

##### Conditions sociales des ouvriers
Sur le chantier, les charpentiers sont les mieux payés, les autres ouvriers (principalement les équipes de riveteurs) sont mieux rémunérés que la moyenne de ce qui se pratiquait dans ce secteur à l'époque et un seul accident mortel sera à déplorer, un ouvrier italien, Angelo Scaglioti, tombé du premier étage après la fin de la construction. Les conditions de travail ne semblent donc pas si mauvaises, Gustave Eiffel installant même, en partie à ses frais, une cantine au premier étage.
Pourtant, tout n'est pas si facile. Passée une certaine hauteur, la température est fraîche et le vent souffle fort. Et puis les ouvriers travaillent beaucoup : 9 heures en hiver et 12 l'été.
S'estimant insuffisamment payés au vu des risques pris, ils font grève une première fois en septembre 1888, quelques mois avant l'achèvement de la tour. Gustave Eiffel qui argue que le travail est certes dangereux, mais qu'œuvrer à 200 m ne change rien par rapport à la situation des ouvriers quand ils œuvraient à 50 mètres de hauteur : en cas de chute, aucun salut n'est possible. Il décide toutefois de leur concéder une augmentation de salaire.
Trois mois plus tard, une nouvelle grève éclate, mais cette fois-ci, il tiendra tête et refusera toute négociation, sur quelque élément que ce soit.

##### Conditions de sécurité pour l'ascension des visiteurs

###### Escaliers
Initialement sont installés, du rez-de-chaussée au premier étage, un escalier à paliers de 360 marches, du premier au deuxième étage, un escalier hélicoïdal sans paliers de 380 marches, et enfin, du deuxième au troisième étage, un escalier hélicoïdal sans paliers de 1 062 marches, trop dangereux pour être ouvert au public.

###### Ascenseurs

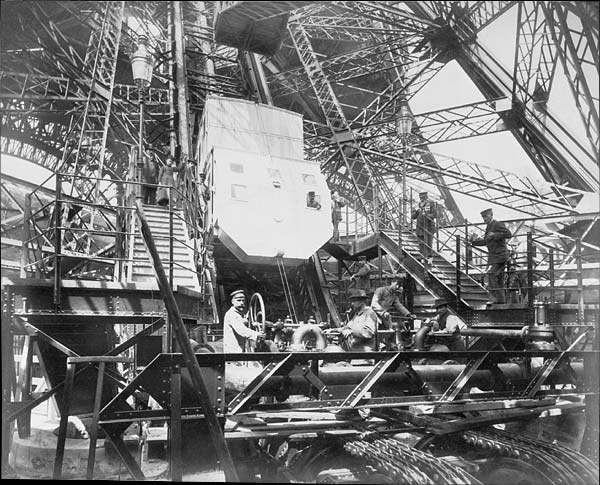
Un des ascenseurs Roux, Combaluzier et Lepape qui occupaient les piliers est et ouest.

La tour possède certaines spécificités qui n'ont alors jamais été rencontrées pour mettre en place des ascenseurs dans un édifice : à cause du dénivellement élevé, la course des ascenseurs est importante, et surtout, entre le rez-de-chaussée et le deuxième étage, la structure métallique adopte une courbure variable.
À la suite des recommandations du jury du concours de mai 1886, Gustave Eiffel accorde le marché des ascenseurs à trois entreprises.
D'une part, l'entreprise française Roux, Combaluzier et Lepape (devenue Schindler), qui installe dans les piliers est et ouest des ascenseurs desservant le premier étage. Capables de transporter 200 personnes, ils sont plutôt lents bien que jugés sûrs, et sont actionnés par une double chaîne sans fin marchant à la force hydraulique.
D'autre part, l'entreprise américaine Otis, qui installe dans les piliers nord et sud des ascenseurs d'une capacité de 100 personnes. Plus rapides que les précédents, ils sont jugés moins sûrs, mais permettent tout de même de desservir le deuxième étage dans de bonnes conditions pour l'époque. Ils sont constitués de cabines à deux étages, fonctionnent sur des glissières obliques et sont actionnées par un câble mu par un piston hydraulique dont la course est démultipliée par un jeu de poulies.
Enfin, Léon Edoux, qui installe un ascenseur vertical entre le deuxième et le troisième étage, constitué de deux cabines. La cabine inférieure sert de contrepoids et la cabine supérieure, qui transporte les passagers, est tirée par un piston hydraulique de 78 mètres de course.

### Les premières réactions: entre critiques et éloges

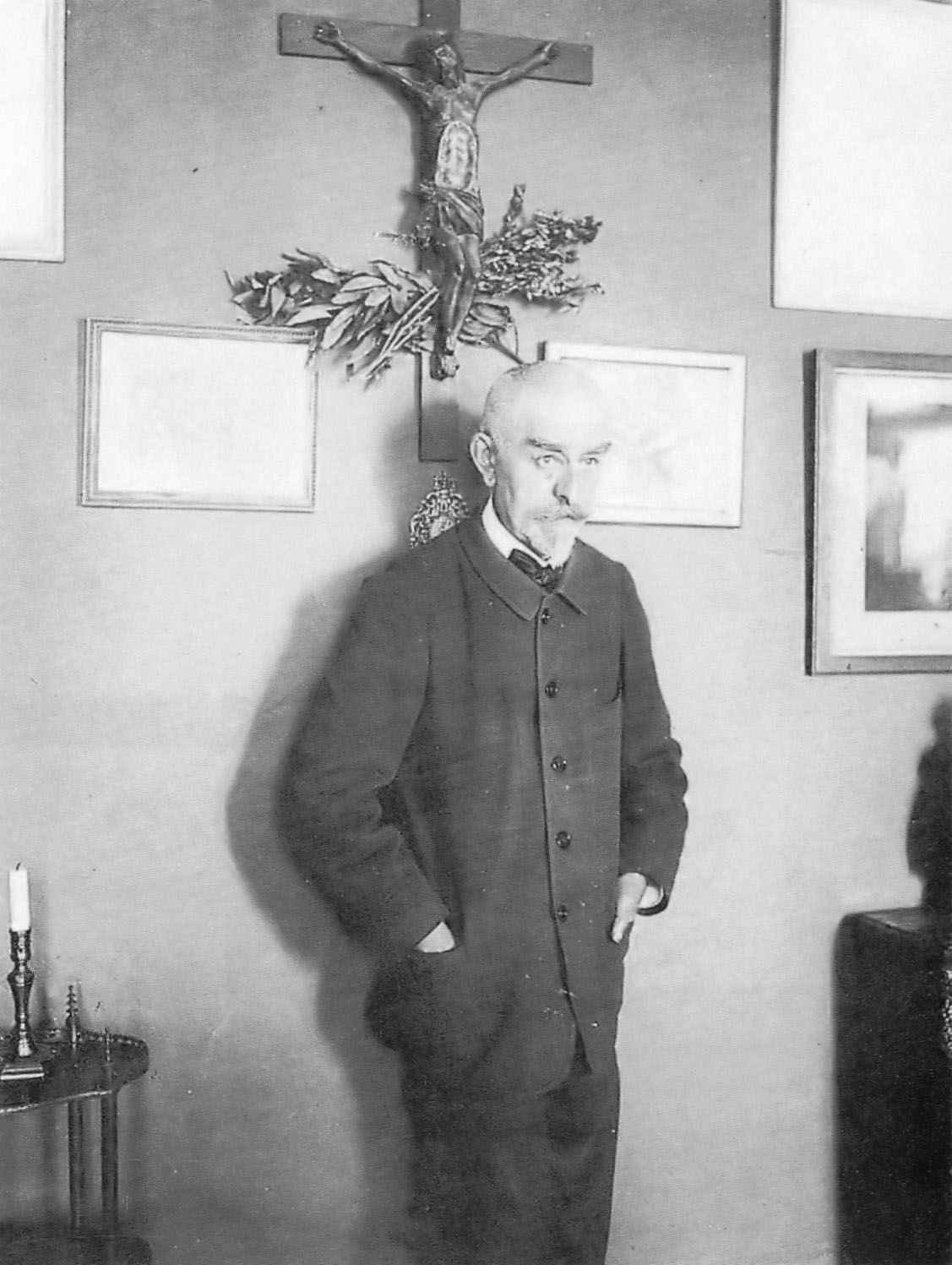
Joris-Karl Huysmans (1848-1907).

D'une manière générale, les observateurs avisés ont des avis bien tranchés sur l'utilisation du métal pour la construction de bâtiments et leur articulation avec le domaine architectural et artistique. Ainsi, si Joris-Karl Huysmans s'enthousiasme en 1881 pour l'utilisation du métal dans la construction des bâtiments contemporains :

« Les architectes et les ingénieurs qui ont bâti la gare du Nord, les Halles, le marché aux bestiaux de la Villette et le nouvel hippodrome, ont créé un art nouveau, aussi élevé que l'ancien, un art tout contemporain de fond en comble, supprimé presque le bois, les matériaux bruts fournis par la terre, pour emprunter aux usines et aux foyers la puissance et la liberté de leurs fonte. »

Au contraire, d'autres auteurs commencent à voir poindre les limites des espérances nées avec l'essor de l'industrie métallurgique :

« Vers 1878, on crut trouver le salut dans l'architecture du fer : les aspirations verticales, la prédominance des vides sur les pleins et la légèreté de l'ossature apparente firent espérer que naîtrait un style en qui revivrait l'essentiel du génie gothique, rajeuni par un esprit et des matériaux neufs. »

— Dubech et d'Espezel.
Au-delà de ces considérations générales sur l'utilisation du fer dans les structures des bâtiments, les critiques les plus virulents se concentrent sur la tour Eiffel, concentré des défis techniques et architecturaux de l'époque.
Dès juin 1886, soit juste après que les résultats du concours ont été proclamés, la revue d'architecture La Construction moderne, reprend les propos du jury et fustige le système d'ascenseurs retenus par le projet :

« Impossibles à loger dans ces piliers curvilignes. »

Ces propos ne sont toutefois pas infondés puisque Gustave Eiffel changera de fournisseur, Backmann initialement prévu étant remplacé par trois fournisseurs, dont un américain, Otis, et deux français, Roux, Combaluzier et Lepape (entreprise devenue Schindler) d'une part et Edoux d'autre part.
Mais c'est en février 1887 qu'éclate au grand jour une contestation issue d'un collectif d'artistes, et pas des moindres : Alexandre Dumas fils, Guy de Maupassant, Charles Gounod, Leconte de Lisle, Victorien Sardou, Charles Garnier, François Coppée, Sully Prudhomme, William Bouguereau ou encore Ernest Meissonier en font partie.
La charge est féroce :

« Nous venons, écrivains, peintres, sculpteurs, architectes, amateurs passionnés de la beauté jusqu'ici intacte de Paris, protester de toutes nos forces, de toute notre indignation, au nom du goût français méconnu, au nom de l'art et de l'histoire française menacés, contre l'érection, en plein cœur de notre capitale, de l'inutile et monstrueuse tour Eiffel.
[…]
La ville de Paris va-t-elle donc s'associer plus longtemps aux baroques, aux mercantiles imaginations d'un constructeur de machines, pour s'enlaidir irréparablement et se déshonorer ?
[…]
II suffit […] de se figurer une tour vertigineusement ridicule, dominant Paris, ainsi qu'une noire et gigantesque cheminée d'usine, écrasant de sa masse barbare : Notre-Dame, la Sainte-Chapelle, la tour Saint-Jacques, le Louvre, le dôme des Invalides, l'Arc de triomphe, tous nos monuments humiliés, toutes nos architectures rapetissées, qui disparaîtront dans ce rêve stupéfiant. Et pendant vingt ans, nous verrons s'allonger sur la ville entière, frémissante encore du génie de tant de siècles, comme une tache d'encre, l'ombre odieuse de l'odieuse colonne de tôle boulonnée. »

Gustave Eiffel répondra vite à cette « attaque » en soulignant, entre autres, l'intérêt technique que représente sa tour. Ces propos visionnaires démontrent de la part de l'ingénieur une vision à moyen ou long terme, puisque la tour Eiffel servira effectivement à réaliser de nombreuses expériences scientifiques, ce qui en outre, permettra de la sauver de la destruction initialement prévue :

« Quant aux savants, les vrais juges de la question d'utilité, je puis dire qu'ils sont unanimes.
Non seulement la tour promet d'intéressantes observations pour l'astronomie, la météorologie et la physique, non seulement elle permettra en temps de guerre de tenir Paris constamment relié au reste de la France, mais elle sera en même temps la preuve éclatante des progrès réalisés en ce siècle par l'art des ingénieurs. »

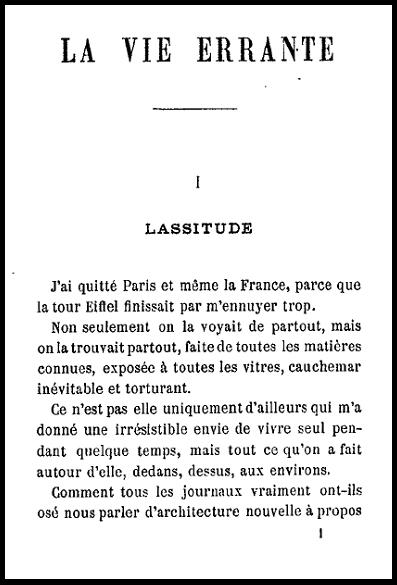
1re page de La Vie errante (Lassitude) de Guy de Maupassant, paru en 1890, où l'auteur agacé par l'édifice parisien écrit : « J'ai quitté Paris et même la France, parce que la tour Eiffel finissait par m'ennuyer trop. […] »

D'autres écrits pamphlétaires prendront la suite, dont voici reproduits ci-dessous les plus célèbres :
| « ce lampadaire véritablement tragique ». (Léon Bloy) « ce squelette de beffroi ». (Paul Verlaine) « ce mât de fer aux durs agrès, inachevé, confus, difforme ». (François Coppée) « cette haute et maigre pyramide d'échelles de fer, squelette disgracieux et géant, dont la base semble faite pour porter un formidable monument de Cyclopes, et qui avorte en un ridicule et mince profil de cheminée d'usine ». (Guy de Maupassant) « un tuyau d'usine en construction, une carcasse qui attend d'être remplie par des pierres de taille ou des briques, ce grillage infundibuliforme, ce suppositoire criblé de trous ». (Joris-Karl Huysmans) |
De plus, un conseiller de Paris, lui-même habitant dans les environs du Champ-de-Mars, menace Gustave Eiffel d'un procès, en partant du principe que l'édification de la tour pourrait causer des dommages aux maisons en contrebas ou alentour du chantier. Pour éviter tout risque, l'ingénieur s'engage personnellement à indemniser toute victime, si jamais un tel cas de figure devait se présenter.
Toutefois, tout n'est pas si noir pour l'ingénieur et sa tour. Alors qu'elle est encore en chantier, Georges Seurat ou encore Paul-Louis Delance peignent le monument, et certains commencent déjà à voir poindre, au-delà du défi technique et architectural que représente la tour, un intérêt scientifique. Ainsi, Émile Rivoalen, un des principaux journalistes spécialisés en architecture à cette époque, précise dès septembre 1886, que le grand public devrait avoir vu le viaduc de Garabit pour être à même de juger de cette :

« Œuvre d'ingénieur [dont] le but est beaucoup plus industriel et scientifique que ne le pensent la plupart des critiques. »

## Période d'exploitation de la tour Eiffel (après le 31 mars 1889)

### La tour pendant les Expositions universelles de 1889 et 1900

#### La tour pendant l'Exposition universelle de 1889

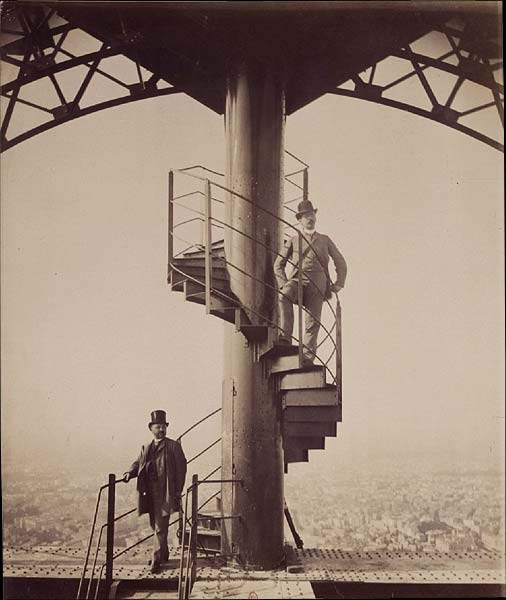
Gustave Eiffel (en bas, à gauche) posant au sommet de la tour en 1889.

Comme prévu dans l'article 1 de la convention signée le 8 janvier 1887, la tour est achevée à temps et inaugurée le 31 mars 1889. Au cours de la cérémonie, Gustave Eiffel hisse le drapeau français sur le mât qui prolonge l'étroite plate-forme du sommet et il est décoré de la Légion d'honneur.
Quelques jours plus tard, le 6 mai exactement, l'Exposition universelle de 1889 se tenant à Paris ouvre ses portes au public, pour clore le 31 octobre de cette même année, ce qui représente une période de 173 jours au total.
La tour Eiffel, quant à elle, ouvre ses portes au public le 15 mai 1889. La première semaine, les ascenseurs ne sont pas encore mis en service, toutefois 28 922 entrées seront enregistrées. Le rythme de visiteurs descendra ensuite un peu. Sur un total d'environ 32 millions d'entrées, 1 953 122 visiteurs escaladeront la tour Eiffel, ce qui représente 6,1 % des entrées de l'Exposition ou encore une moyenne d'11 300 entrées par jour pour la seule tour Eiffel.
Dans le contexte de l'Exposition, la tour Eiffel regorge d'attractions diverses et variées et comme le dit Émile Goudeau, c'est :

« Toute une ville d'eau transportée dans la mâture, parmi les vergues, hunes et huniers d'un voilier qui n'aurait pas de voiles. »

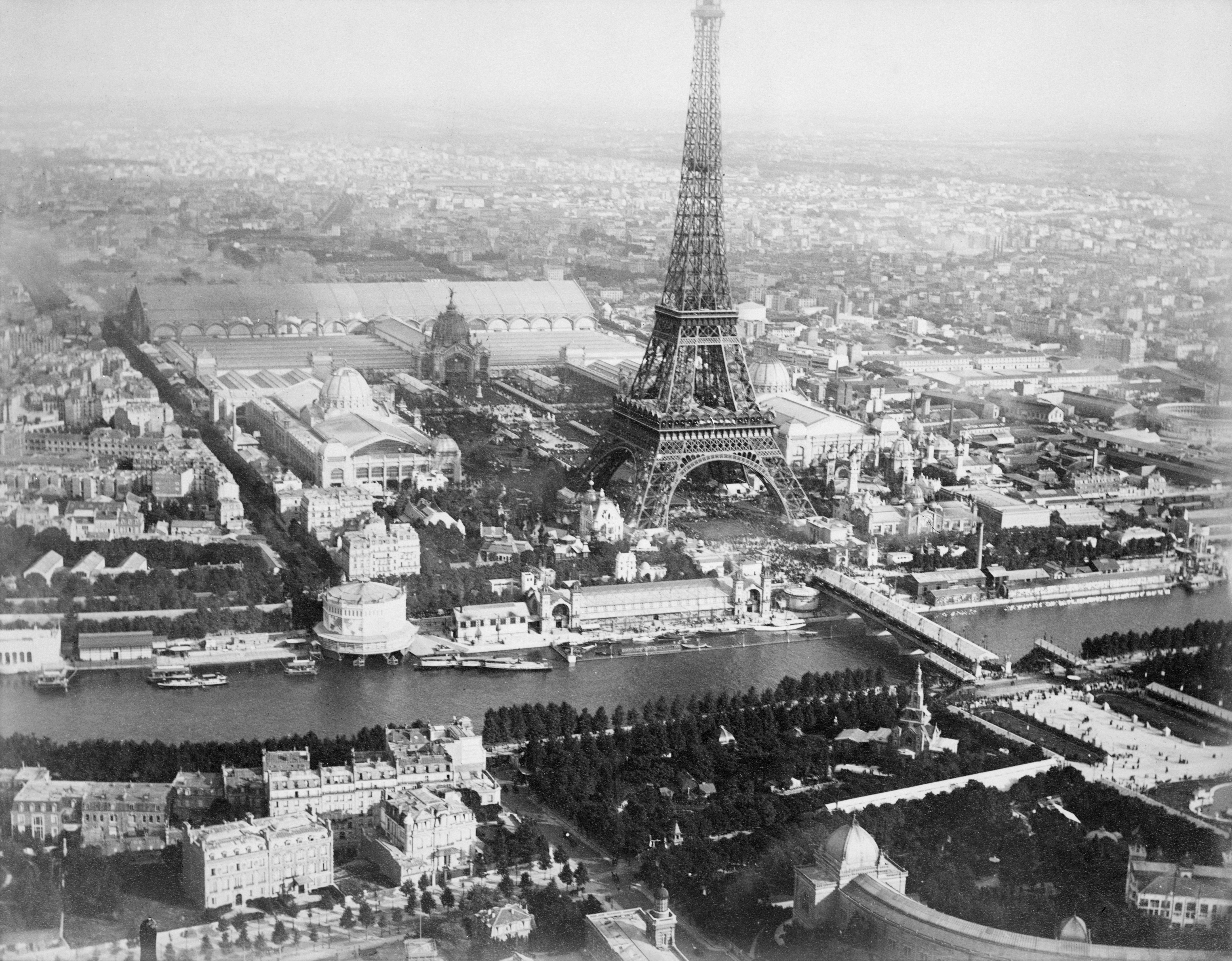
Paris et l'Exposition universelle de 1889 vue de ballon par Alphonse Liébert.

Ainsi, le premier étage accueille un restaurant français, un restaurant russe, une salle de spectacle de 250 places, un bar américain, des stands de photographes, des bureaux de tabac, des marchands de souvenirs ou encore des loueurs de jumelles.
Au deuxième étage, on retrouve des magasins de souvenirs, une buvette, une imprimerie d'où est tirée tous les jours une édition spéciale du Figaro, etc.
Enfin, le troisième étage, est divisé en deux niveaux : le niveau inférieur où le public peut admirer la vue sur Paris, protégé derrière des vitres et le niveau supérieur, où Gustave Eiffel s'est aménagé un bureau, et où sont installés trois laboratoires (un pour la météorologie, un pour l'astronomie et un pour la physiologie).
Pour se représenter ce que pouvait être la visite de la tour à cette époque, on peut se replonger dans une fiction, une pièce de théâtre d'Henri Rousseau qui inventa la scène suivante :

« MARIETTE, apercevant la Tour
Ah, sainte Vierge Marie, qu'c'est donc beau et qu'c'est donc beau et qué qu'c'est donc que c'te grande échelle là, qu'est ben pus haute que le clocher de l'église de cheux nous. Ah, par exemple c'est ben drôle, mais comment donc qu'l'on fait pour y monter, les barreaux ne sont point ronds, et pis y sont tous de travers. Tiens, mais j'voyons du monde tout de même qui y monte et qui sont tous dans le haut et qui ma fé sont gros comme des pucerons ; par où donc qu'c'est qui sont rentrés. Ah, les inventeux d'une chose pareille ont eu une ben drôle d'idée pour c' que c'est biau : moi j'aurais voulu faire une chose ben plus belle que ça. Dites donc. M. Lebozeck, expliquez mé donc ça, qu'j' n'y comprenons pas ben ; comment qu'c'est qu'l'on peut monter jusqu'en haut ousque l'on voit un grand drapeau et de fait si vous vouliez l'on pourrait ben y aller voir aussi, comm' ça j' saurions ben c' qu'il y a de si curieux dans c'te grande échelle là, j' sommes ben en train et voudrions nous instruire.
Mme LEBOZECK
Mon Benjamin, Mariette a raison c'te tour Eiffel est ben curieuse à visiter, nous pourrions ben faire comm' les autres y aller vouairre, et pis ça doit être ben drôle jusqu'en haut, on doit bien y avoir beaucoup d'air, mais dam ça n' sera pas un air de moustique. Donc, si tu l'veux ben approchons-nous d'ce côté, nous allons ben voir comment qu'y faut faire pour grimper là-haut. Allons-y, tu veux ben n'est-ce pas, tu n'refuseras pas ça à ta p'tite femme ?
LEBOZECK, apercevant le gardien
Dites donc, mon bon Monsieur, j'avons quequ'chose à vous d'mander. Pourriez-vous me dire comment qu'c'est qu'y faut s'y prendre pour monter jusqu'au haut de c'te grande échelle ?
LE GARDIEN, un peu froissé
Comment cette grande échelle dites-vous ? Sachez, Monsieur, que c'est la tour Eiffel, la plus haute du monde entier, car rappelez-vous qu'elle a trois cents mètres. D'où venez vous donc ; vous n'en avez jamais entendu parler ?
LEBOZECK
Vous appelez ça une tour ; il m'a toujours semblé qu'une tour était ronde et non faite comme une échelle remplie de barreaux. Mais c'est pas ça qu'j'vous demandons : nous voudrions ben y monter à c'te tour pisque c'est un' tour et jusqu'en haut, tout en haut, par où qu'il faut y aller ?
LE GARDIEN, en lui désignant le côté pour entrer
Tiens, vous n'avez qu'à vous diriger droit devant vous vers le bureau, vous verrez le prix que vous aurez à payer et vous y monterez soit par l'escalier soit par l'ascenseur-c'est le même prix.
Mme LEBOZECK
Eh ben, mon ami, allons-y, ça n'nous coûtera pas cent francs, n'aie point peur et surtout ne te contrarie pas pour garder tout le charme de cette promenade. Que veux-tu, c'est pas tous les jours qu'on vient à Paris et, dame, pisque nous venons pour vouairre toutes ces belles choses de l'Exposition, il faut point trop y regarder, mon cher Benjamin. Allons, décidons-nous, le temps passe vite, profitons des instants.
LEBOZECK
Eh ben, femme, c'est ben, nous allons aller monter à c'te fameuse tour Eiffel, nous voilà au bureau tout d'suite et j'voyons d'ici qu'c'est cinq francs pour monter jusqu'en haut, qu'en penses-tu ? Nous y allons n'est-ce pas, c'est entendu et convenu.
Mme LEBOZECK
Entendu, accepté.
MARIETTE
Ah, que j'sis donc contente, j'vous remercions ben, mes bons patrons, j'vous en serons toujours gré. »

— Henri Rousseau, dit le Douanier Rousseau, Une visite à l'exposition de 1889, vaudeville en 3 actes et en 10 tableaux.
Outre la foule des anonymes, l'édifice reçoit de prestigieux visiteurs, parmi lesquels George Ier de Grèce, le prince de Galles, le prince Baudouin, le fils de l'empereur du Japon, le Shah de Perse ou encore le tsarévitch. Mais la visite la plus intéressante pour l'ingénieur Eiffel est certainement celle de l'Américain Thomas Edison qui enregistre la voix d'Eiffel sur son phonographe (dont il donne un exemplaire à l'ingénieur français) et vante les mérites du :

« Courageux constructeur du si gigantesque et si original spécimen de construction moderne. »

Gustave Eiffel sera très réceptif de l'opinion de ses pairs sur le monument. C'est que la tour Eiffel est indirectement placée sous l'égide des plus grands savants. Comme demandé par Eiffel, le périmètre du premier étage énonce ainsi 72 noms de savants auxquels l'ingénieur rend un hommage éternel.

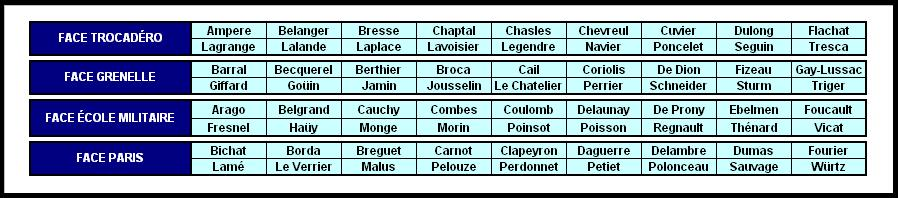
Liste des 72 savants dont le nom est inscrit sur le périmètre du premier étage de la tour Eiffel. Ils sont classés ici par ordre alphabétique et par « faces », chacune des quatre faces (Trocadéro, Grenelle, École militaire et Paris) comportant 18 noms.

Le succès est donc immédiat, la tour est célébrée par les anonymes et les célèbres et ce succès va se répercuter de multiples manières. Le Figaro imprimera depuis le deuxième étage de la tour Eiffel, une édition spéciale à 15 centimes de francs, pendant toute la durée de l'Exposition, et le monument parisien figurera vite sur de multiples supports en souvenir : pieds de lampe, bougies, bouteilles, chromos, breloques, etc.
Dans un premier temps, Gustave Eiffel envisage d'exploiter commercialement l'image de sa tour. La proposition de Jules Jaluzot, directeur du Printemps, de lui racheter les droits exclusifs de reproduction pour les vendre dans son magasin, va dans ce sens. Mais l'initiative provoque la réprobation de tous les artisans qui exploitent déjà l'image de la tour et veulent leur part d'un marché qui s'annonce financièrement intéressant. Gustave Eiffel fait machine arrière et décide à cette époque que l'image de la tour Eiffel fait partie du domaine public et ne saurait pouvoir être exploitée commercialement par qui que ce soit. Il en est toujours de même aujourd'hui, sauf pour les illuminations de nuit dont les auteurs sont protégés par les droits afférents.
La tour ne sera pas copiée qu'en miniature. Dès 1890, la Grande-Bretagne décide de lancer un concours pour une tour de 360 mètres (1 200 pieds). 70 projets seront déposés, pour la plupart très ressemblants à celui de la tour parisienne, et le projet gagnant verra sa construction débuter en 1893, mais ne dépassera jamais 50 mètres de hauteur. Par la suite, de nombreuses répliques à échelle différente ou imitations verront le jour dans le monde.

#### La tour pendant l'Exposition universelle de 1900

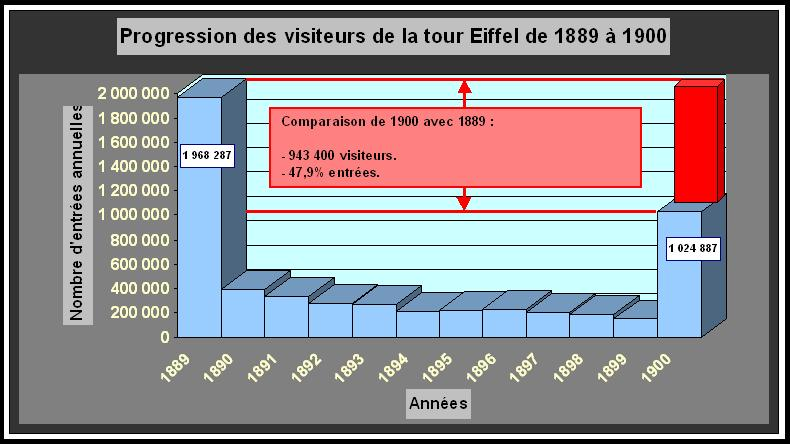
Après le triomphe populaire de la tour Eiffel pendant l'Exposition universelle de 1889, le nombre de visiteurs chute vertigineusement entre 1890 et 1899. En 1900, elle connaît un regain d'intérêt avec la nouvelle Exposition universelle organisée à Paris, mais l'effet de mode étant passé, elle n'enregistre environ que la moitié des entrées comptabilisées en 1889.

Après le succès populaire de la tour Eiffel pendant l'Exposition universelle de 1889, le nombre de visiteurs chute en flèche. Dès 1890, il tombe de manière vertigineuse à 393 414, soit une baisse de 80 %. Les années suivantes ne seront pas meilleures et en 1899, un an avant la nouvelle Exposition universelle prévue à Paris, 149 580 entrées seulement sont enregistrées, soit une des années où la fréquentation a été la plus basse (le minimum étant en 1902 avec 121 144 entrées).
C'est dire que Gustave Eiffel qui exploite commercialement l'édifice compte sur l'opportunité offerte par cette nouvelle exposition. Certes, les frais engagés pour la construction de la tour ont déjà été remboursés dès la fin de l'Exposition de 1889, mais à une époque où l'architecture revient à l'usage de la pierre et à l'ornement sculpté, une hausse de la fréquentation serait vue comme un signe que le monument n'est pas totalement passé de mode.
Pour la remettre au goût du jour, des adaptations seront donc nécessaires. Stephen Sauvestre, qui ne sera pas suivi, imaginera par exemple la construction de deux pylônes sur les côtés de la tour qui permettraient d'en atteindre le deuxième étage.
Les solutions retenues seront en fait plus économiques et réalistes : la plate-forme du deuxième étage est agrémentée d'une galerie extérieure, tous les locaux commerciaux sont regroupés en un seul et unique endroit, un des ascenseurs est remplacé par un modèle plus moderne et enfin, l'éclairage électrique remplace l'éclairage au gaz qui était en place depuis le début.
Malgré tous ces changements, la tour Eiffel n'attirera qu'1 024 887 visiteurs cette année-là, soit une chute de presque 50 % par rapport à 1889. Et encore, les résultats sont encore plus négatifs quand on sait que l'Exposition universelle de 1900 s'est étalée sur une période plus longue que celle de 1889 et a attiré plus de visiteurs dans l'ensemble.
La curiosité qui avait poussé les Parisiens, les provinciaux et les étrangers à venir voir ce monument hors norme semble donc passée de mode. Cette tendance se confirmera d'ailleurs pendant les décennies suivantes, puisque la fréquentation ne décollera qu'une fois la Seconde Guerre mondiale passée.

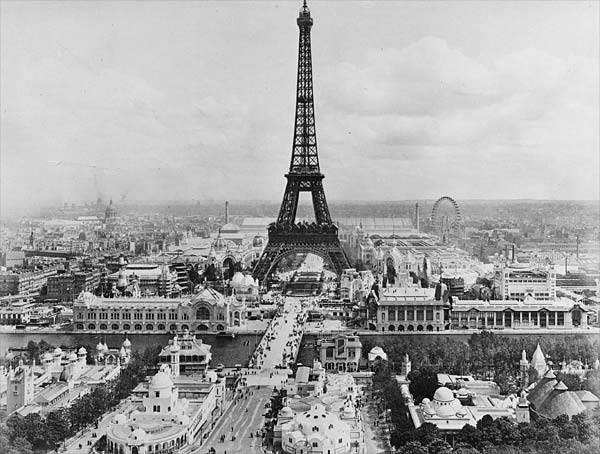
Exposition universelle de 1900 : vue générale.
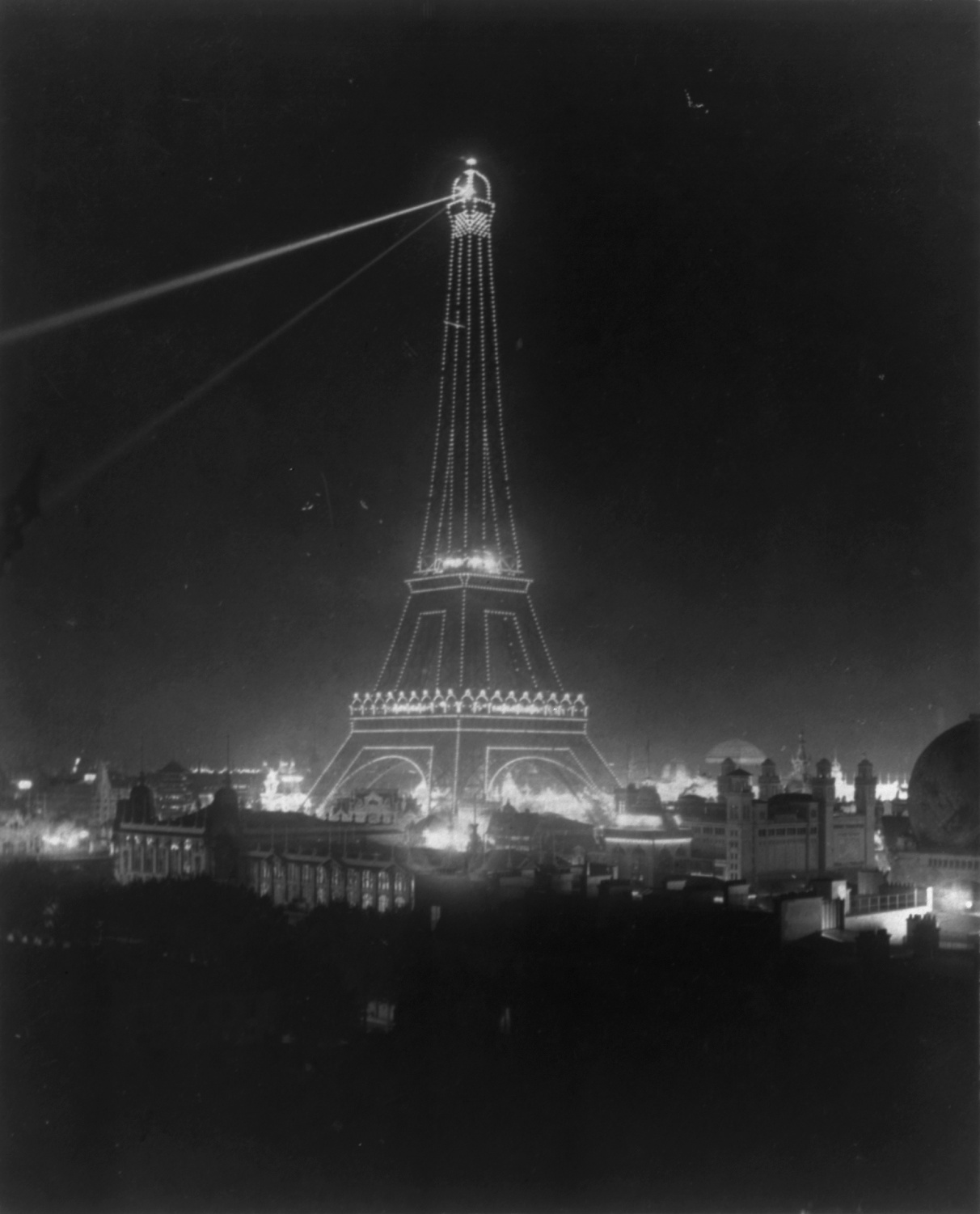
Exposition universelle de 1900 : la tour Eiffel de nuit, photographiée par William Herman Rau (1855-1920).
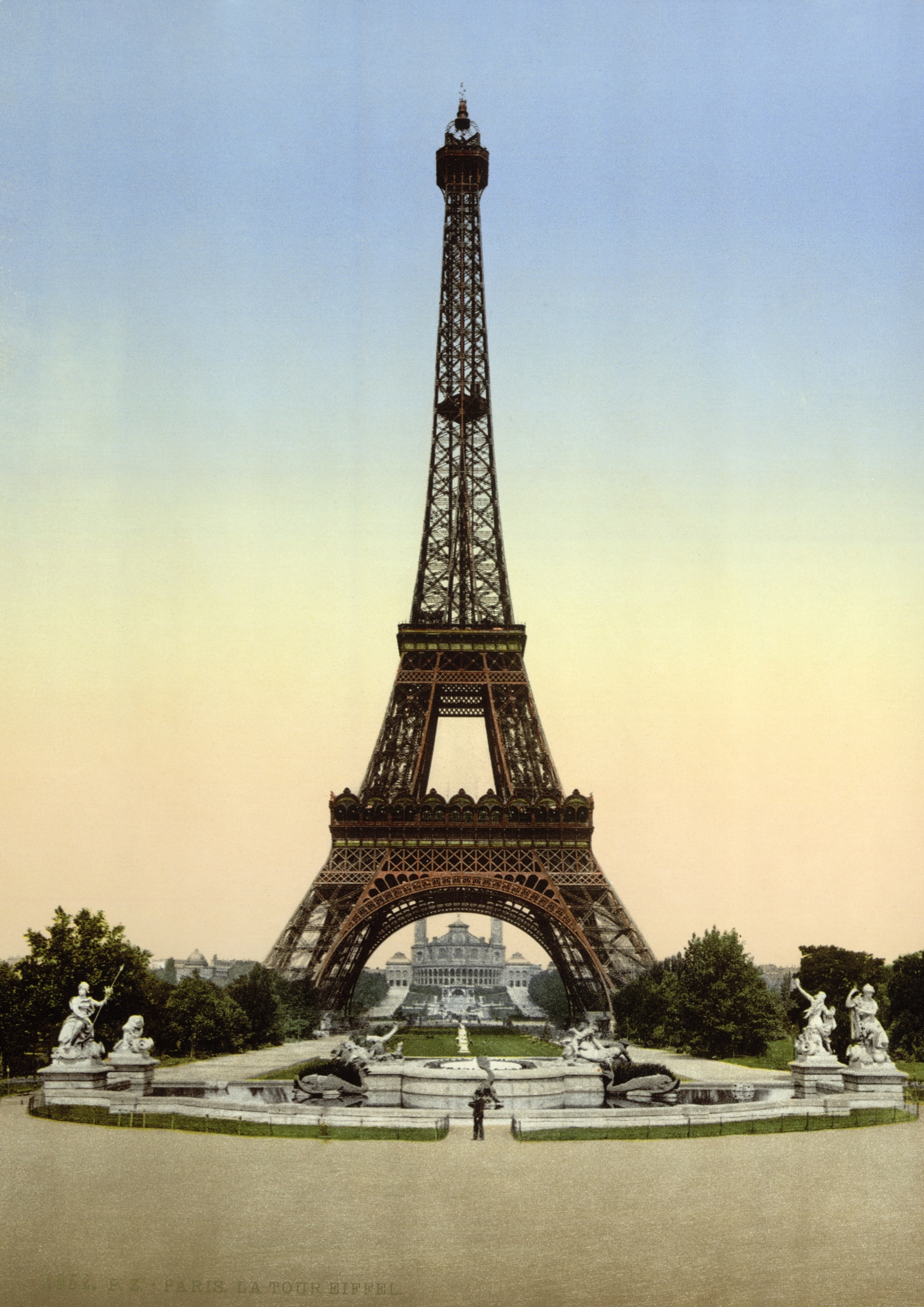
Exposition universelle de 1900 : la tour Eiffel de jour.
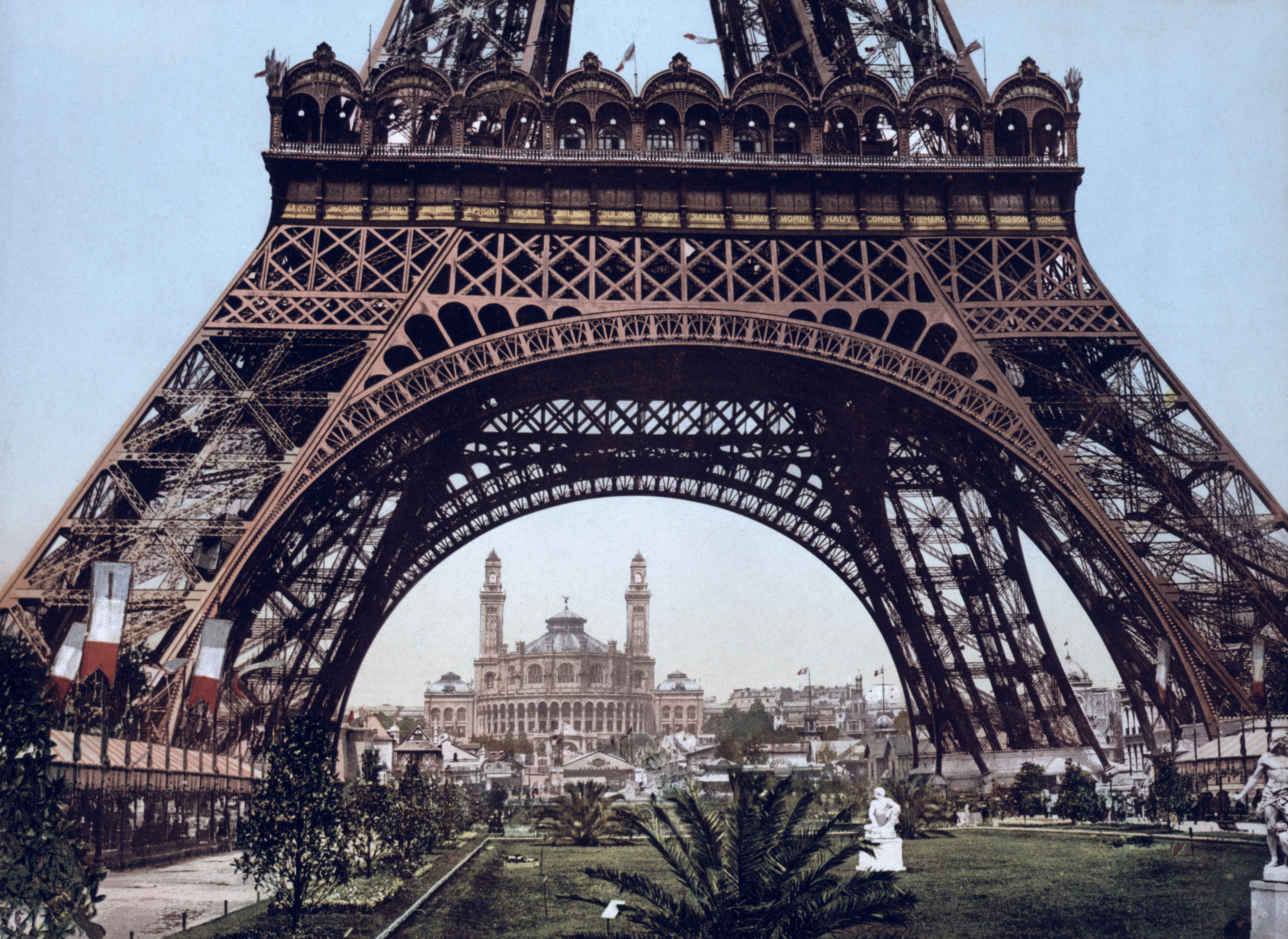
Exposition universelle de 1900 : tour Eiffel (détail du premier étage), avec au fond, le Trocadéro.
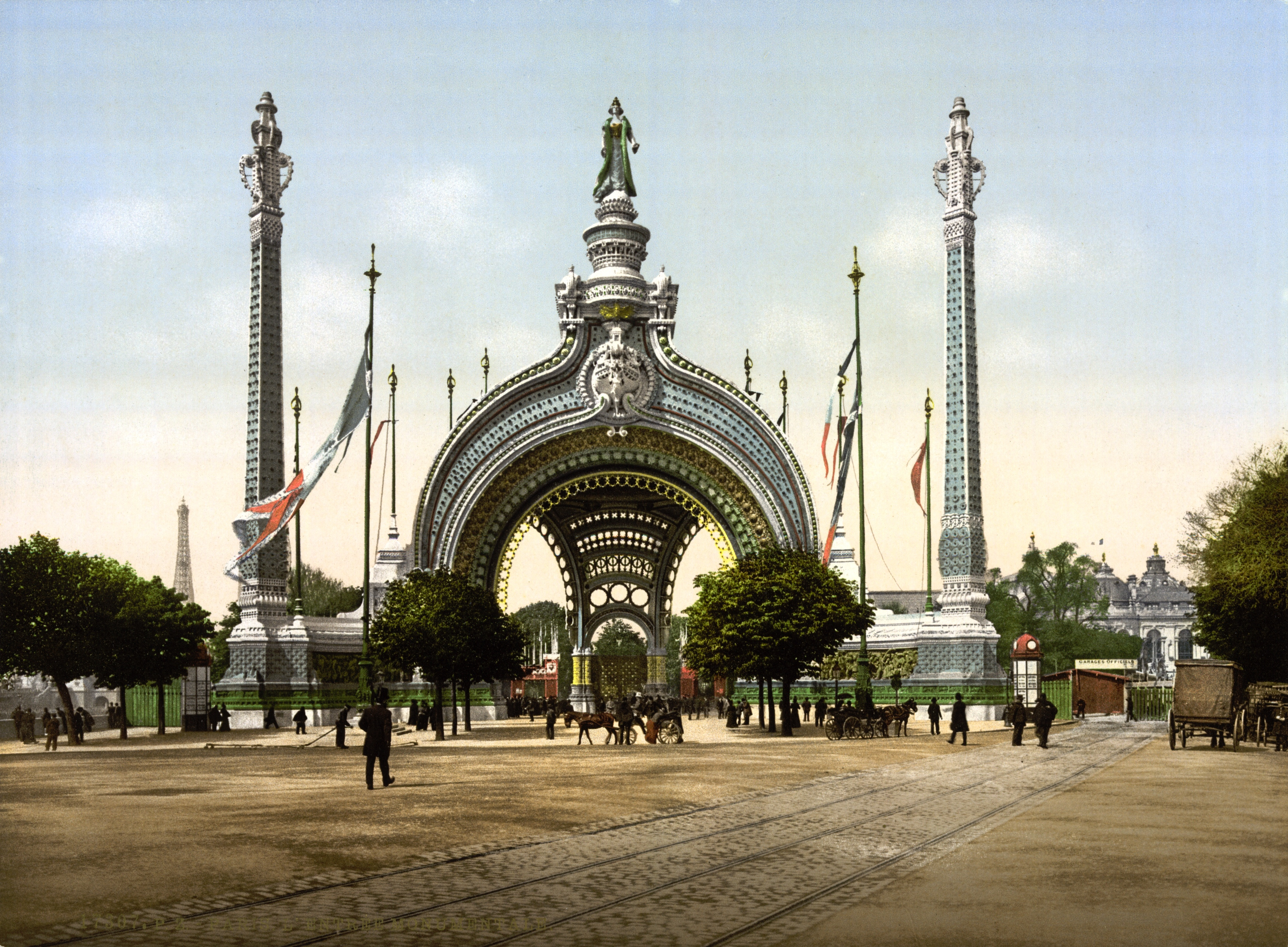
Exposition universelle de 1900 : porte d'entrée de l'Exposition.
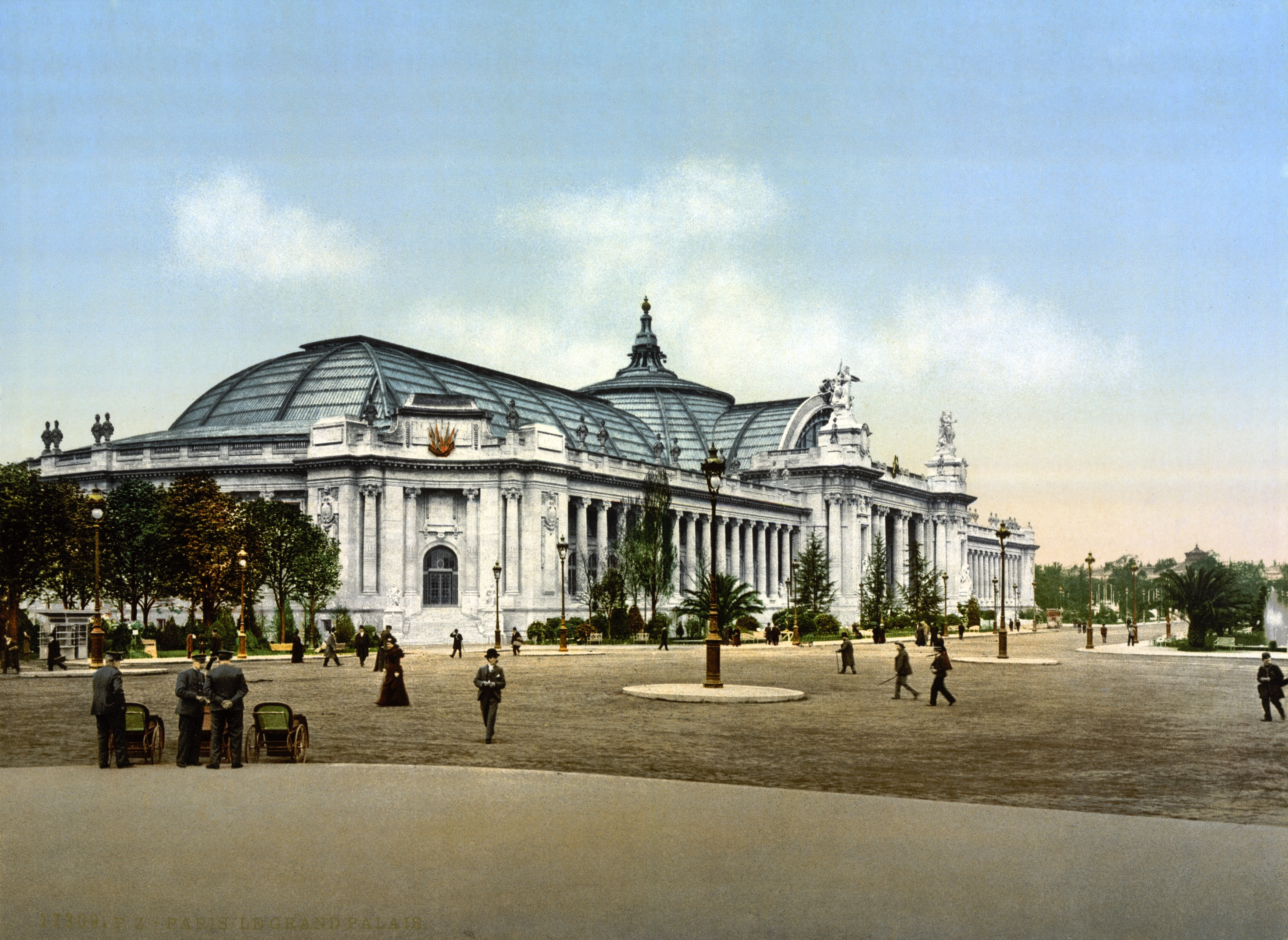
Exposition universelle de 1900 : le Grand Palais.
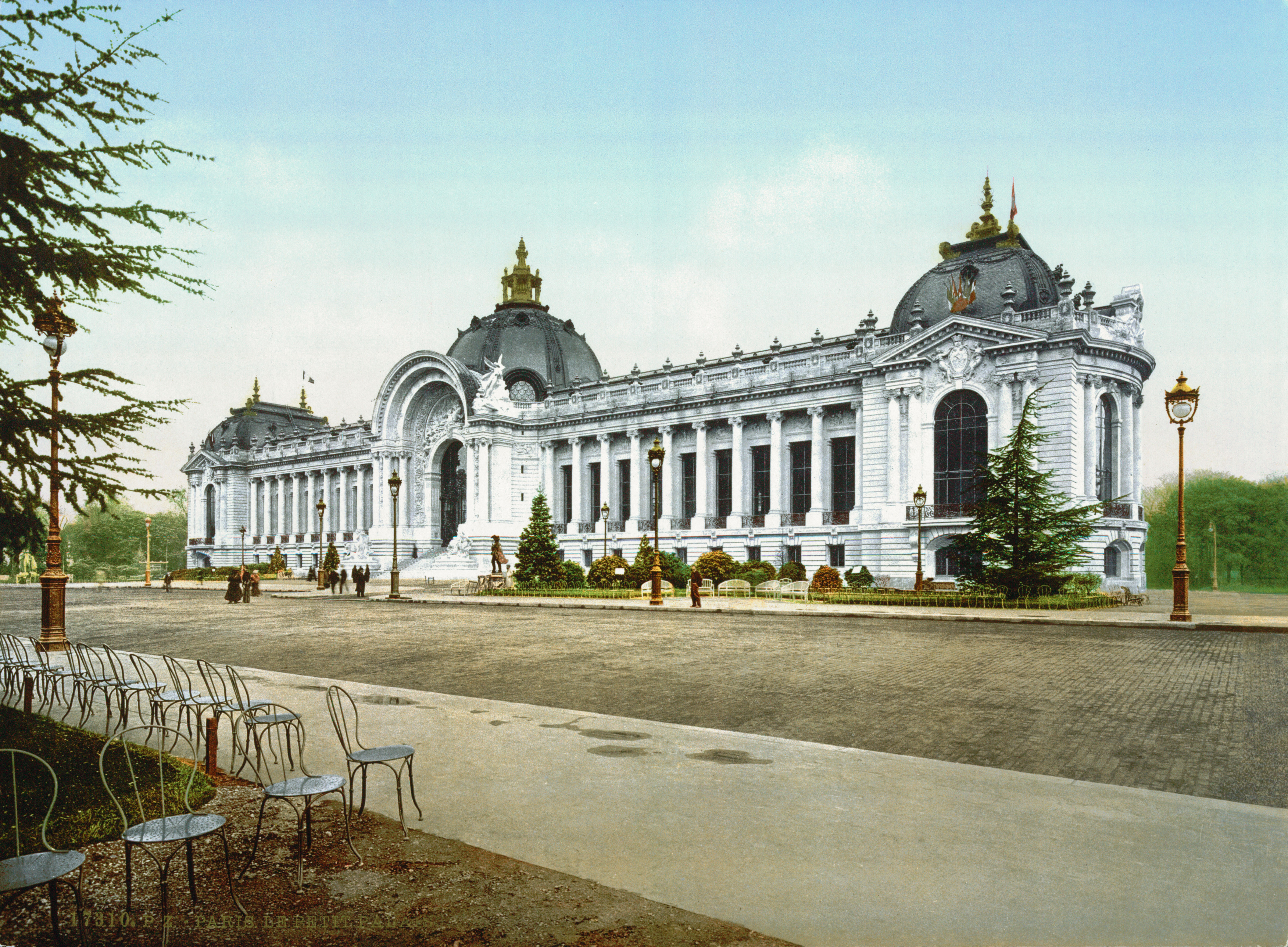
Exposition universelle de 1900 : le Petit Palais.
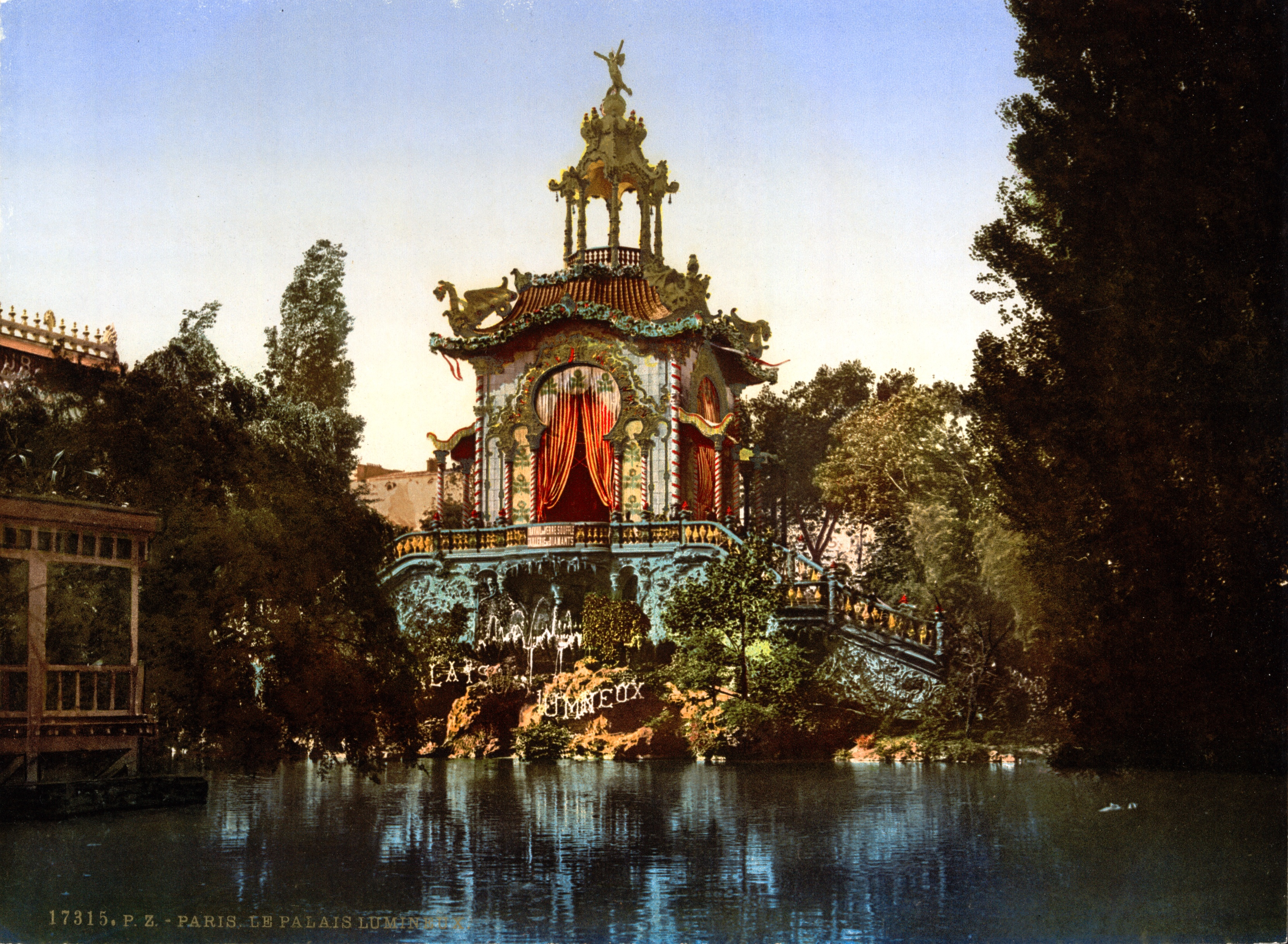
Exposition universelle de 1900 : le palais lumineux.
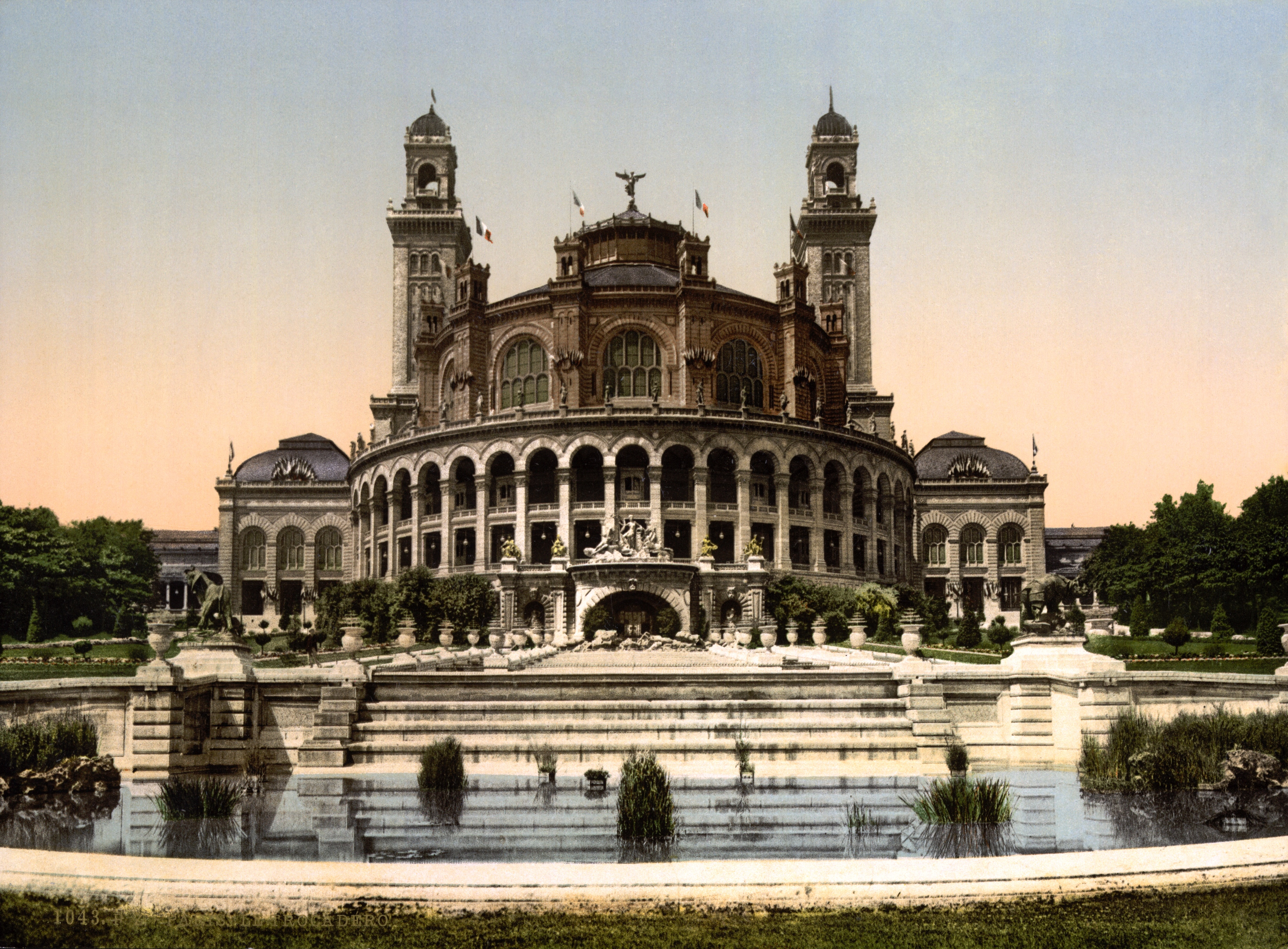
Exposition universelle de 1900 : le palais du Trocadéro.
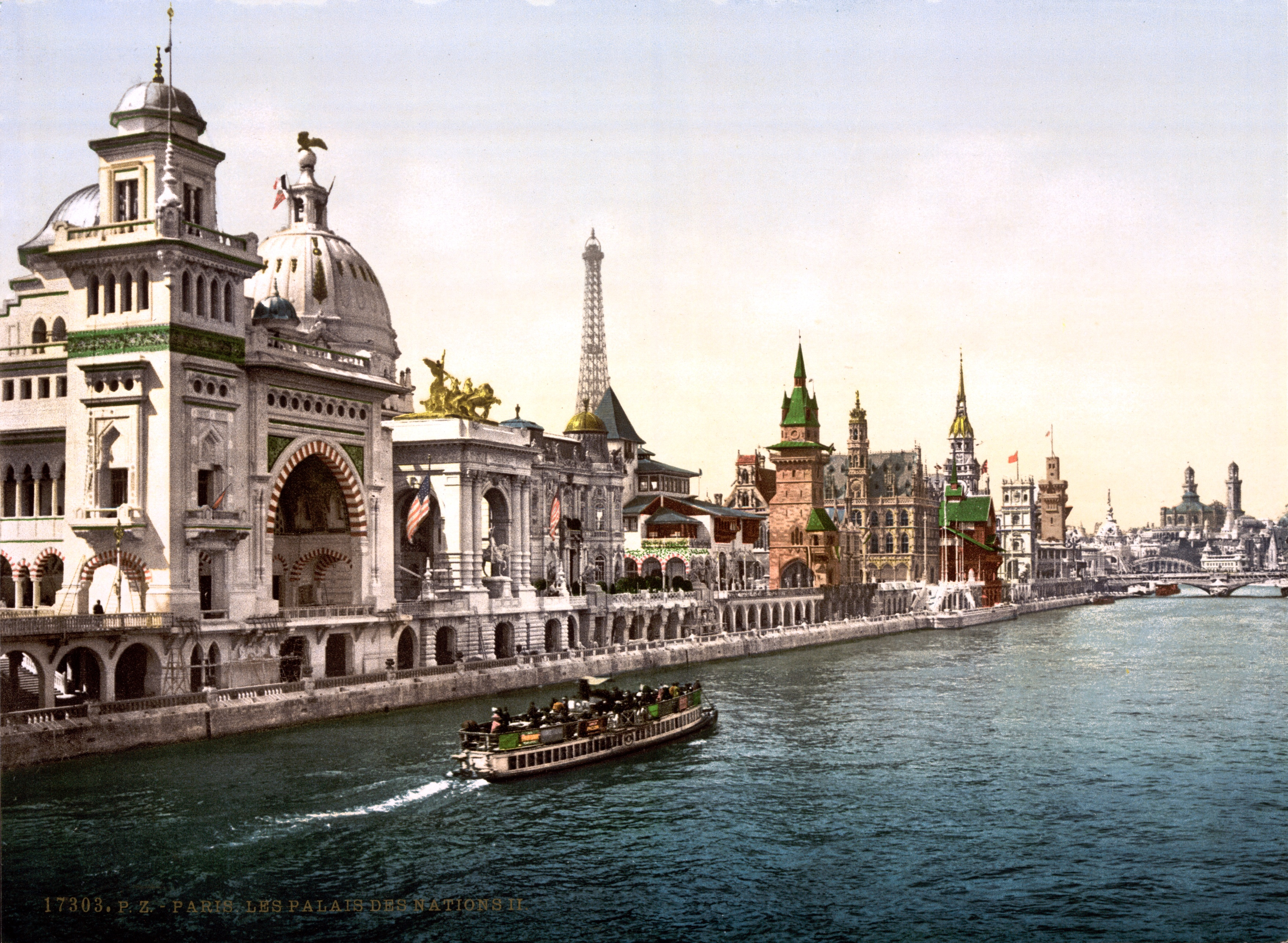
Exposition universelle de 1900 : le pavillon des nations.
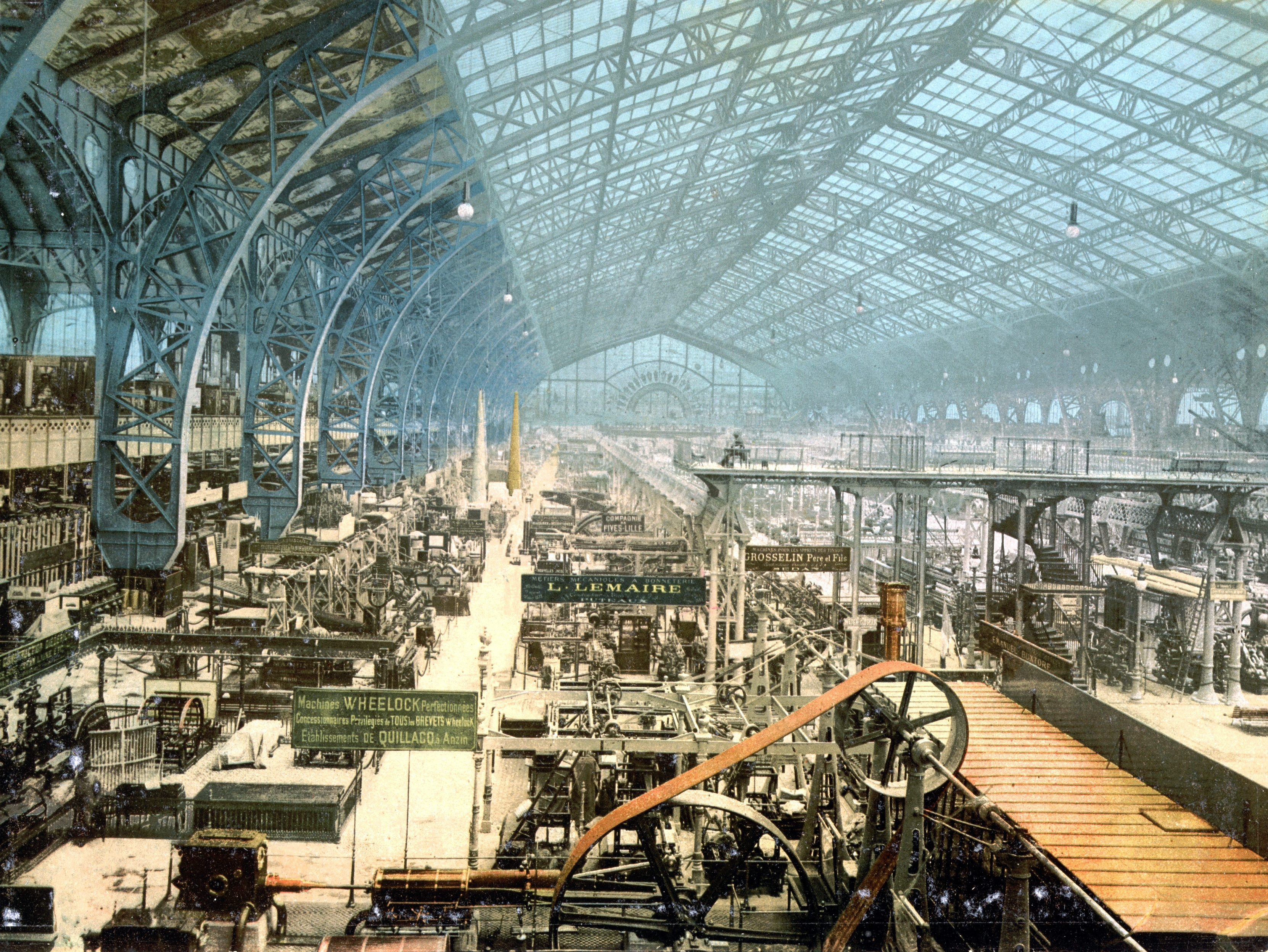
Exposition universelle de 1900 : la galerie des machines.
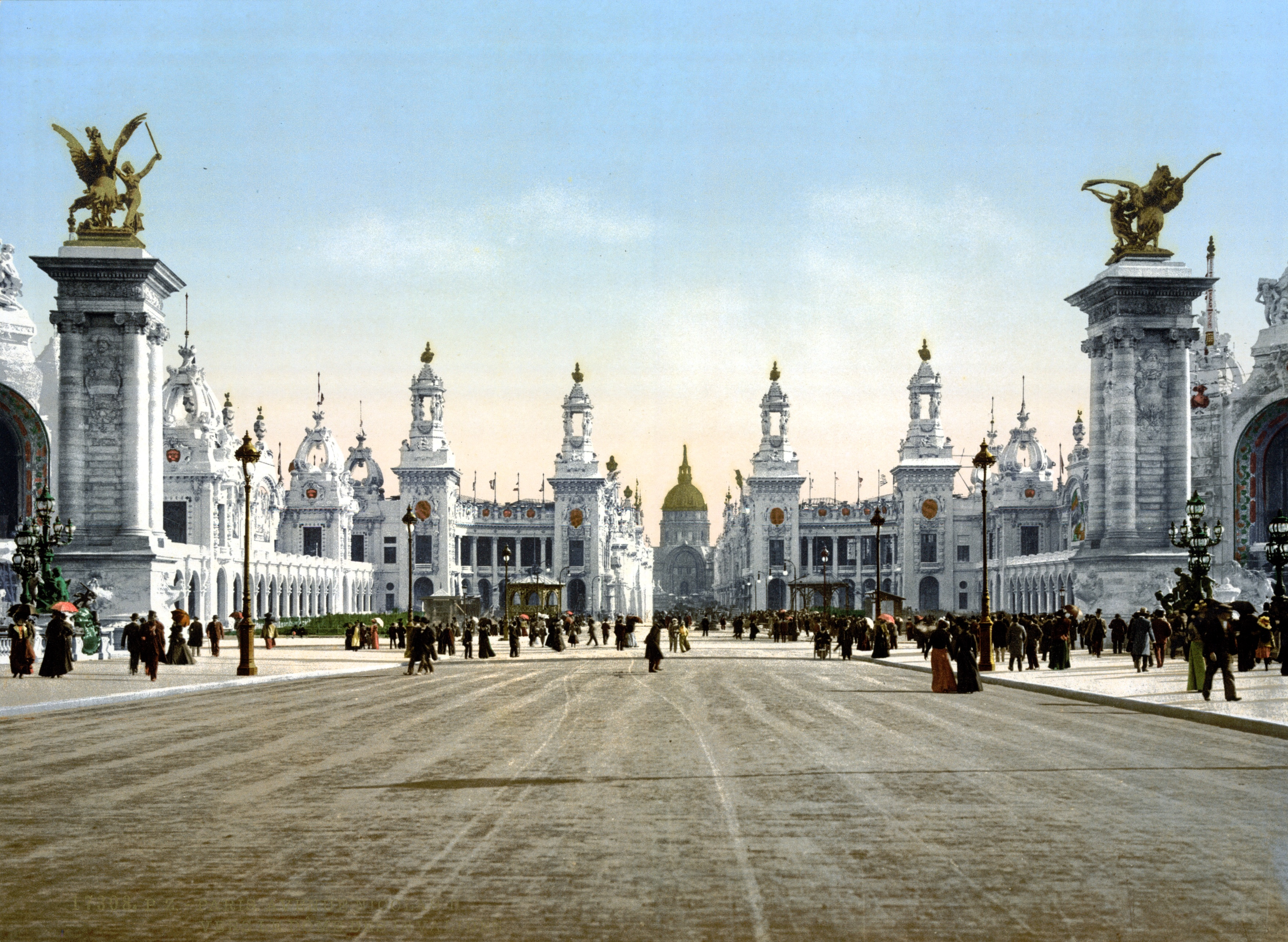
Exposition universelle de 1900 : l'avenue Nicolas II, avec au fond, le dôme de l'hôtel des Invalides.

En octobre 1896, à l'occasion de la visite en France du russe Nicolas II, un feu d'artifice en son honneur a lieu au Trocadéro. Le journal Le Pays raconte : « La cascade de feu tombant du sommet de la tour Eiffel a produit grand effet ».

### La tour duXXesiècleà aujourd'hui

#### Première moitié duXXesiècle

##### La tour promise à la destruction est sauvée pour son intérêt scientifique
La concession d'origine prévoyait une exploitation de la tour par Gustave Eiffel jusqu'au 31 décembre 1909, après quoi, elle devait devenir propriété de la Ville de Paris et être détruite, comme la plupart des autres monuments érigés pour l'Exposition universelle du Champ-de-Mars.
Dès 1903, est donc envisagée la démolition de l'édifice. Mais Jean-Louis Pascal (1837-1920), architecte et membre de l'Institut de France (fauteuil n°III à l'Académie des beaux-arts de 1890 à 1920) s'interroge :

« L'intérêt d'une œuvre de construction après tout unique au monde, […] la curiosité toujours entretenue des visiteurs qui reviennent émerveillés du panorama des 300 mètres et, surtout, l'adaptation exceptionnelle de cet édifice à des recherches scientifiques passées, présentes et futures, […] sacrifiera-t-on tout cela à une appréciation esthétique sévère et détruira-t-on […] un édifice monstre, et qu'on pourrait souhaiter plus beau ? »

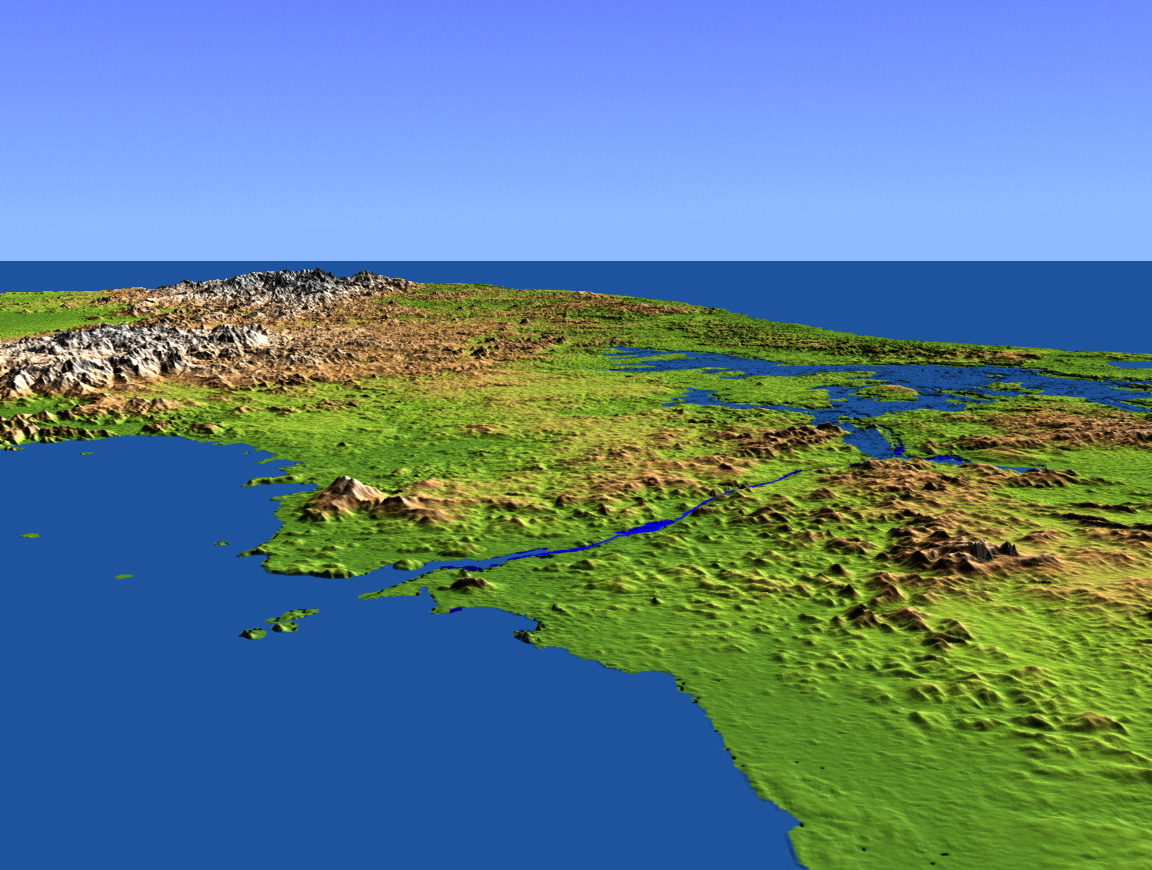
Vue en images de synthèse et en fausse 3D de la NASA représentant le canal de Panama. Gustave Eiffel qui s'implique en 1887 sur ce chantier est éclaboussé par le scandale financier qui en découle. Jugé par la justice, qui l'innocente. À la suite de cela, en 1893, il décidera de se retirer définitivement des affaires.

Les expérimentations scientifiques se déroulant sur la tour Eiffel ne vont pas cesser de se développer au cours du XXe siècle et permettront de sauver le monument de sa destruction annoncée.
C'est qu'en 1893, Gustave Eiffel, contraint par les évènements, se retire des affaires. En effet, fort du succès de sa tour, l'ingénieur est appelé in extremis pour intervenir en renfort sur le canal de Panama. En 1887, Il accepte donc la proposition de la Compagnie, placée sous la présidence de Ferdinand de Lesseps, d'achever le chantier au moyen d'écluses de son invention. Mais six années plus tard un énorme scandale financier éclate, le chantier n'avançant pas ou peu et la Compagnie gérant la construction du canal étant au bord de la banqueroute. En première instance, Gustave Eiffel est condamné à deux ans de prison et à 20 000 francs d'amende. Le jugement de la cour de cassation est tout autre et le blanchit complètement. Mais c'est trop tard, le mal est fait. Gustave Eiffel a certes été un homme d'affaires, par obligation, mais il reste avant toute chose un ingénieur. Ce scandale financier le décide donc à abandonner définitivement les affaires à soixante et un ans. L'homme reste pourtant passionné par la technique et il fera tout pour défendre et promouvoir sa tour jusqu'à sa mort. Il possède avant tout un esprit pragmatique et privilégiera l'expérimentation sur la théorie pure. Dès 1889, et encore plus lorsque sera évoquée la possible destruction de la tour Eiffel, il fera en sorte que l'édifice devienne en France, un terrain d'expérimentations scientifiques privilégié. Ainsi, les expériences vont se succéder au fur et à mesure des années, et pour certaines, il s'agira de premières sur le territoire national.

##### Les expériences scientifiques menées depuis la tour

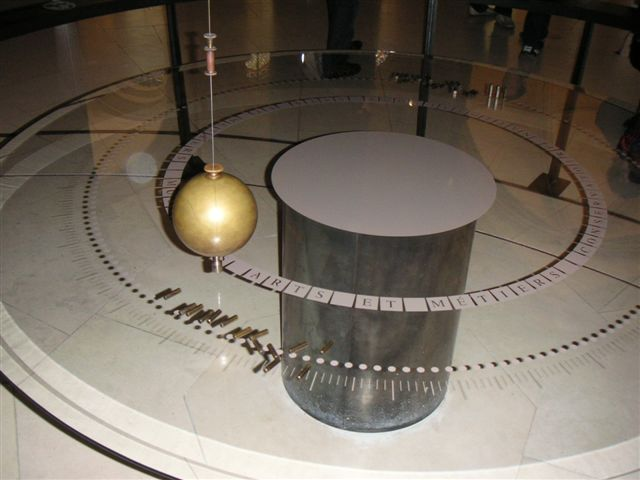
Dans le cadre d'expérimentations scientifiques menées depuis la tour, un pendule de Foucault sera installé au deuxième étage de la tour Eiffel (sur la photographie, pendule de Foucault installé à Paris, au musée des arts et métiers.

Dès le début de son exploitation, la tour Eiffel sert de terrain d'expérimentation pour les scientifiques de tous bords, notamment grâce à son altitude élevée qui la rend unique, grâce à sa situation géographique qui la place proche des laboratoires parisiens et enfin, grâce à Gustave Eiffel, scientifique dans l'âme, qui y voit un prolongement de ses propres préoccupations sur la minutie, la méthode et l'imagination. De plus, en tant qu'ingénieur, il a déjà été confronté maintes fois à la problématique de la pression du vent sur un édifice, et ce d'autant plus qu'en 1884, le viaduc de la Tardes, alors en construction par ses équipes, s'était écroulé du fait d'une forte tempête. Il se sentait donc concerné par l'aspect « utilisation à caractère scientifique » de sa tour, sentiment renforcé quand il s'aperçut que le seul moyen de retarder voire annuler sa destruction programmée, était de développer son intérêt utilitaire pour la communauté.
La tour Eiffel accueillera donc de nombreuses expériences : mise en place d'un pendule de Foucault au niveau du deuxième étage ou d'un manomètre géant, mesure de la température atmosphérique ou de la vitesse du vent etc.

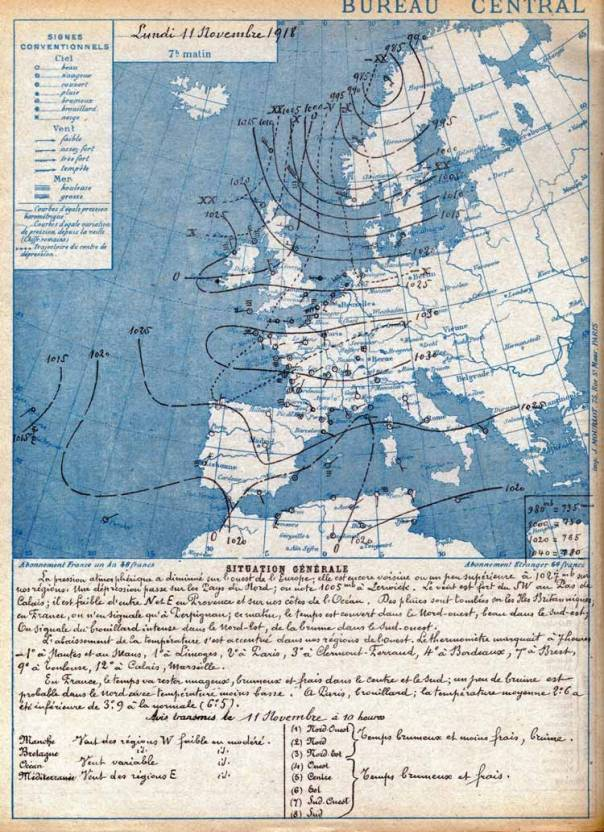
Le Bureau central météorologique de France fait installer dès 1889, une petite station météo en haut de la tour Eiffel (ici, bulletin météorologique du 11 novembre 1918, date de la signature de l'armistice).

###### Météorologie
En 1889, Éleuthère Mascart, le (premier) directeur du Bureau Central Météorologique de France crée en 1878 (ancêtre de Météo-France), fait installer, avec l'autorisation de Gustave Eiffel, une petite station d'observation en haut de la tour Eiffel. Avec quatre autres stations installées au frais d'Eiffel dans ses propriétés et une vingtaine d'autres stations météorologiques, un réseau est formé. Les résultats seront tous regroupés dans un ouvrage publié à compte d'auteur. La participation de l'ingénieur à cette expérience grandeur nature se prolongera jusqu'en 1912.

###### Aérodynamique
En 1903 est mis en place un système pour mesurer la résistance du vent sur un corps en mouvement : un échantillon à étudier, rattaché à un système d'enregistrement de l'effort, chute le long d'un câble tendu entre le deuxième étage et le sol, pendant qu'est mesurée la vitesse du vent.
Puis il apparut beaucoup plus logique de garder l'échantillon dans une position statique tout en faisant varier le flux, la direction de l'air autour. Plus économique et plus efficace, cette méthode débouchera en 1909 sur la construction d'une petite soufflerie au pied de la tour Eiffel. Dès 1912, elle sera remplacée par une soufflerie beaucoup plus vaste, installée cette fois-ci rue Boileau, dans le XVIe arrondissement. Des recherches importantes y prendront place jusqu'en 1923, faisant de Gustave Eiffel, un des pères de l'aérodynamique expérimentale. Les maquettes des engins d'aviateurs célèbres ont été testées en ces lieux : Gabriel Voisin, Maurice Farman, Louis Blériot ou encore Louis Charles Breguet ont par exemple utilisé la soufflerie financée par Eiffel.

###### Téléradiodiffusion

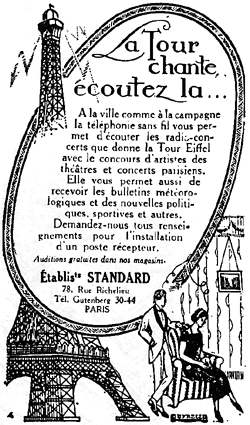
Publicité pour la station radiotéléphonique de la tour Eiffel. Il s'agit de la 1re publicité parue en France pour une station de radiodiffusion. Elle a été publiée par un constructeur de postes récepteurs dans l'hebdomadaire La Rampe.

En octobre 1898, Eugène Ducretet établit la première liaison téléphonique hertzienne entre la tour Eiffel et le Panthéon, distant de 4 kilomètres.
En 1903, le capitaine Gustave Ferrié, militaire de son état, cherche à établir un réseau télégraphique sans fil, sans le financement de l'Armée qui ne le soutient pas dans la mesure où elle privilégie à cette époque les signaux optiques et les pigeons voyageurs, jugés plus fiables. Malgré ce contexte et alors que la TSF n'en est qu'à ses balbutiements, Gustave Eiffel soutient à ses frais le projet du capitaine en acceptant qu'il installe une antenne au sommet de sa tour. L'expérience se révèlera un succès et on sait maintenant à quel point il s'agissait d'une technologie d'avenir.
Dès 1907, la TSF porte jusqu'à Bizerte, peu après jusqu'en Amérique et en 1912, soit neuf ans après son installation, elle émet dans le monde entier. Ce succès, bientôt considéré comme stratégique, sera l'élément majeur qui permettra à la tour Eiffel d'être conservée et de voir sa concession prorogée de soixante-dix ans, à partir du 1er janvier 1910.
Quatre ans plus tard, l'antenne installée sur la tour va se révéler décisive puisqu'elle permettra à Georges Painvin de capter le « radiogramme de la victoire » et de déjouer l'attaque allemande sur la Marne.

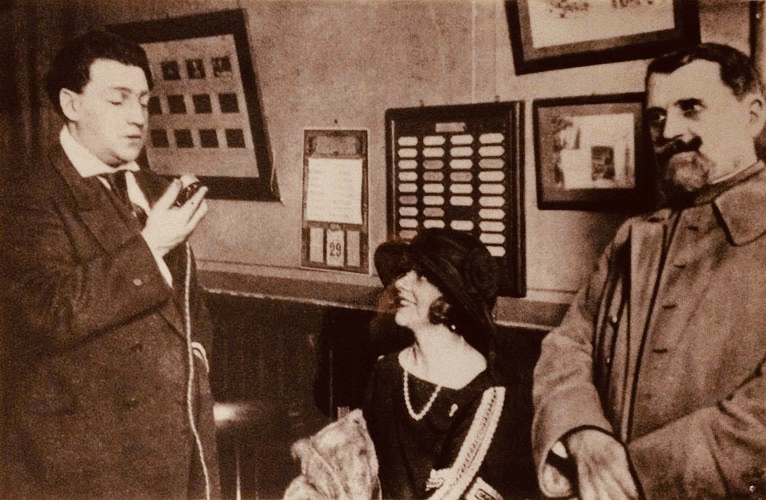
6 février 1922 : inauguration de la station radio de la tour Eiffel par Sacha Guitry, Yvonne Printemps et le général Ferrié.

Parce que l'émetteur de la tour Eiffel travaillait sur grandes ondes à cette époque, l'antenne de la tour consistait en quelques fils tendus entre le sommet de la tour et des points d'ancres sur le Champ de Mars. Cette antenne fut en service jusqu'à 1956.
Ce qui était dans un premier temps un réseau de TSF à usage strictement militaire va basculer vers un usage civil à partir des années 1920. En effet, à partir de 1921, des programmes radio sont régulièrement diffusés depuis la tour Eiffel. Radio Tour Eiffel, bien connue des parisiens, sera officiellement inaugurée le 6 février 1922. Elle diffusera de la musique, des chroniques, et un « journal parlé », dans un premier temps captés par des amateurs munis de postes à galène.
En 1925, la tour Eiffel sert de cadre aux débuts de la télévision en France. La technique s'améliore et des émissions encore expérimentales sont proposées entre 1935 et 1939. Pendant la Seconde Guerre mondiale, l'armée allemande qui a réquisitionné la tour y installe un réseau permettant d'arroser en programmes les blessés hébergés dans les hôpitaux environnants.
Après guerre, l'utilisation d'ondes ultracourtes pour les radiocommunications se généralise et demande un nombre d'antennes toujours plus grand. Ainsi, on dénombre[Qui ?] actuellement un ensemble de 116 antennes différentes au sommet de la tour Eiffel.
En 1959, l'installation d'un nouveau mât de télédiffusion demande la reconstruction complète du troisième étage de la tour Eiffel, la faisant culminer à 320,75 mètres, pour 300 mètres à l'origine. La tour Eiffel peut émettre des signaux d'émissions télévisées à destination d'environ 10 millions de personnes.

#### Deuxième moitié duXXesiècle

##### La tour pendant la Seconde Guerre mondiale

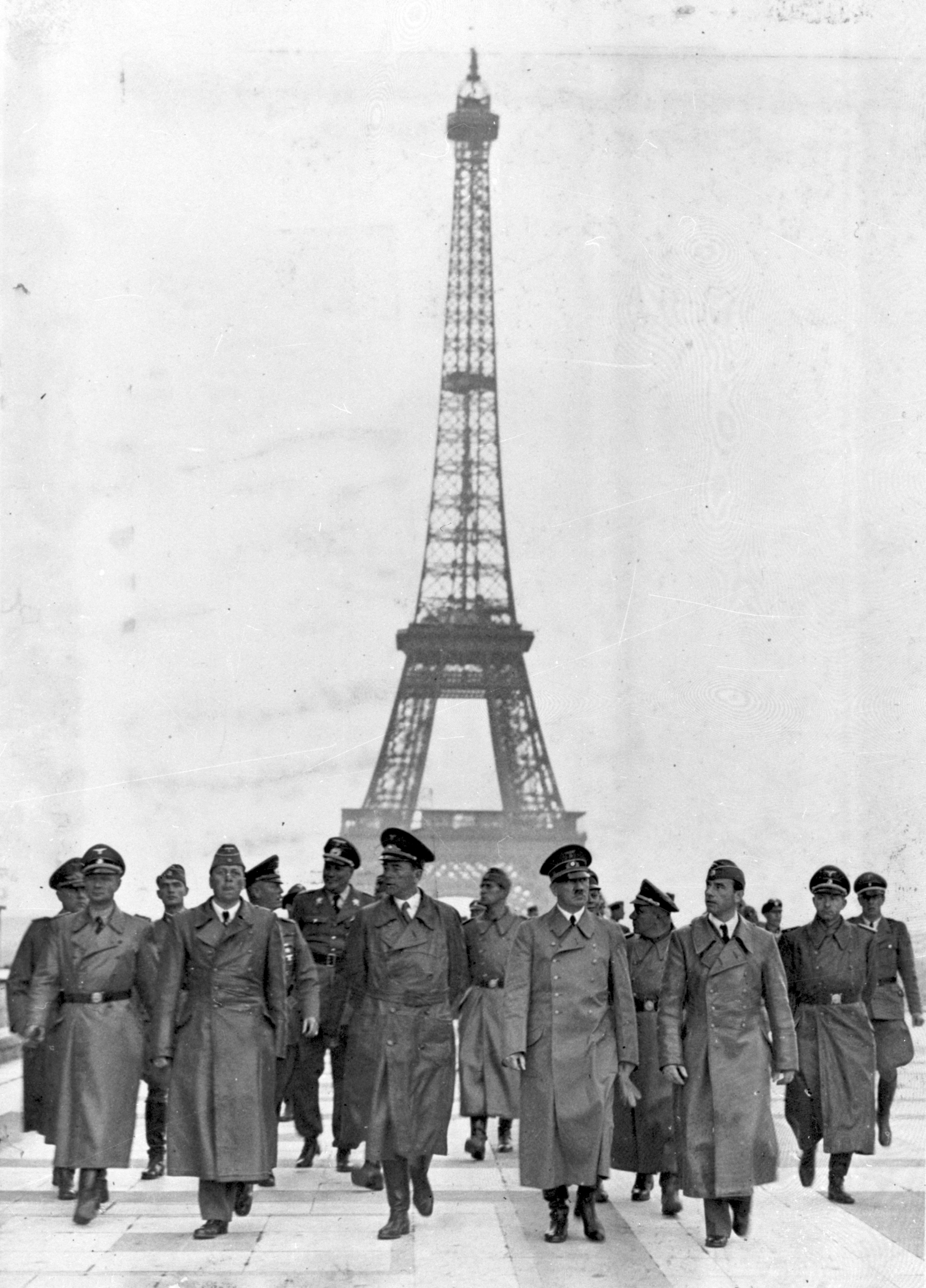
Adolf Hitler en juin 1940 sur la terrasse du Trocadéro avec la tour Eiffel en arrière-plan. À sa gauche, se trouve Albert Speer et à sa droite Arno Breker.

Pendant la Seconde Guerre mondiale, l'occupation par les allemands de la tour Eiffel, symbole de la France, rime avec victoire. En 1940, la Wehrmacht s'empare de l'édifice et y appose entre les piliers, juste en dessous du premier étage, un bandeau où est écrit en lettres majuscules « DEUTSCHLAND SIEGT AN ALLEN FRONTEN », ce qui signifie « L'Allemagne gagne sur tous les fronts ». L'armée allemande ferme le monument au public, en réserve l'entrée à ses troupes et l'utilise pour ses communications radio. En juin 1940, Adolf Hitler visite Paris et profite pour se faire prendre en photographie sur l'esplanade du Trocadéro avec en arrière-plan, la tour Eiffel apparaissant tel un trophée. Malgré les apparences, il n'est pas monté directement sur la tour, les ascenseurs de celles-ci ayant été sabotés avant son passage (en fait, ils ont été curieusement en panne durant toute l'occupation).
Le drapeau français a été retiré durant l'occupation, et à la place fut mis un drapeau nazi placé par un soldat allemand qui a dû monter la tour Eiffel à pied. Mais le drapeau était trop grand, et s'envola. Il fallut donc remonter pour placer un drapeau plus petit.
En 1944, la tour échappe à la destruction promise et, en août, un drapeau français (fabriqué avec trois draps cousus ensemble) y flotte de nouveau, les ascenseurs sont remis en marche, mais malgré la Libération, elle n'est toujours pas rouverte au grand public. Les troupes américaines installent au troisième étage leur service Transmission assurant les communications entre les ports de la Manche, l'Angleterre et les troupes alliées cantonnées aux environs de Paris et réserve l'entrée aux militaires alliés en uniforme pour une visite gratuite. Finalement, le monument sera à nouveau accessible au public à partir de juin 1946.

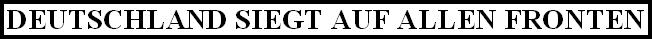
Slogan de propagande de l'armée allemande pendant la Seconde Guerre mondiale, signifiant « L'Allemagne gagne sur tous les fronts ». Un bandeau portant ce message était installé dès 1940 entre deux piliers de la tour Eiffel, juste en dessous de la première plate-forme.

##### De 1946 à 1979
Parmi les faits marquants de cette période peuvent être évoqués les éléments suivants :
Le 3 janvier 1956, un incendie se déclare dans le local de l'émetteur de télévision et endommage le sommet de la tour Eiffel. Le belvédère surplombant le quatrième étage et les installations supportant le mât sont détruits. Les travaux de remise en état dureront un an.
En 1958, à l'occasion des manifestations de la Saison de Paris, 1 290 projecteurs sont installées dans les fosses dissimulées dans les jardins du Champ-de-Mars. Ils resteront en service jusqu'au 31 décembre 1985.
1963 est la première année de passage du cap symbolique des 2 millions d'entrées par an. Neuf ans plus tard, ce sera le cap des 3 millions d'entrées par an, puis en 1984 celui des 4 millions, en 1989, celui des 5 millions et enfin, en 1998, celui des 6 millions, celui des 7 millions n'ayant encore jamais été franchi à ce jour.
En 1965, dans le pilier nord de la tour Eiffel, un nouvel ascenseur permettant de transporter 110 personnes, est installé.
Mais finalement, l'élément majeur de l'après-guerre est le développement du tourisme mondial, et en toute logique, la nette augmentation de la fréquentation de la tour Eiffel. Ainsi, sur une période de 57 ans allant de 1889 à 1946, l'édifice ne reçut qu'un peu plus de 18 millions de visiteurs, alors qu'après-guerre, de 1947 à 2004, pour reprendre la même durée de 57 ans précédemment citée, la fréquentation passa à 198 millions de personnes, soit environ 11 fois plus d'entrées sur une période de temps identique.
Pourtant, au 31 décembre 1979, alors que la concession accordée par la Ville de Paris devait expirer, seuls les travaux strictement indispensables avaient été faits. Les ascenseurs étaient à revoir, de même que l'ensemble du système de sécurité et plus grave encore, de nombreux ajouts avaient eu lieu au fil du temps et avaient alourdi la tour de plus de 1 000 tonnes.
Face à ce tableau peu encourageant, la Ville de Paris envisage alors de reprendre directement la concession de la tour et de l'exploiter elle-même. Dans ce sens, elle procède à un audit technique complet de l'édifice. Une inspection par endoscope montrera ainsi que l'intérieur des arbalétriers était fortement attaqué par la corrosion, que les grandes poutres du premier étage étaient parfois très abîmées et que, d'une manière générale, l'ensemble des structures devait être rénové pour pouvoir accueillir en toute sécurité plus de 5 millions de visiteurs par an.

##### De 1980 à aujourd'hui
Finalement, le 1er janvier 1980, le nouvel exploitant de la tour Eiffel devient la SNTE (Société nouvelle d'exploitation de la tour Eiffel), le propriétaire restant la Ville de Paris.
Et dès mars 1981, la société s'attaque à la restauration complète du monument, en axant sa cure de jouvence sur trois priorités :
| ⇒ l'allégement de la structure de l'édifice (soit finalement 1 348 tonnes) ⇒ La reconstruction totale des ascenseurs et escaliers. ⇒ La création de moyens de sécurité adaptés au succès populaire de la tour. |
Finalement, de nombreuses pièces de charpente, parfois très importantes, ont été changées, les ascenseurs sont devenus plus sûrs et rapides, celui conduisant au troisième étage s'élevant d'un seul jet à l'air libre sur 160 mètres.
L'escalier en colimaçon menant au troisième étage a été démonté et revendu aux enchères, à l'exception d'un tronçon qui a été conservé comme témoignage du passé et exposé au premier étage. L'ancien escalier a été remplacé par un escalier à double volée accessible au public, en cas de nécessité.
Les installations d'accueil ont été reconstruites et de nouvelles structures ont vu le jour : au premier étage, un cinéma, une salle polyvalente et un restaurant et au deuxième étage, le restaurant gastronomique, désormais réputé, Le Jules Verne a été créé.
En 1985, la touche finale à la restauration est donnée avec la mise en place d'un éclairage de nuit de couleur jaune orangé, placé à l'intérieur des structures de la tour et composé d'un dispositif de 352 projecteurs au sodium.
Lors de la pandémie de Covid-19, la tour Eiffel connaît comme de nombreux monuments parisiens une baisse de fréquentation. Durant l'été 2020, elle accueille ainsi 8000 visiteurs par jour, contre 25 000 en temps normal.